# 2022年香港
|        | 香港歷史 \| 香港歷史年表                                                                                                   |
| 世紀： | 20世紀香港 \| 21世紀香港 \| 22世紀香港                                                                                     |
| 年代： | 1990年代香港 \| 2000年代香港 \| 2010年代香港 \| 2020年代香港 \| 2030年代香港 \| 2040年代香港 \| 2050年代香港               |
| 年份： | 2018年香港 \| 2019年香港 \| 2020年香港 \| 2021年香港 \| 2022年香港 \| 2023年香港 \| 2024年香港 \| 2025年香港 \| 2026年香港 |
| 紀年： | 壬寅年（虎年）、香港開埠181周年、香港回歸25周年                                                                            |

## 政府

### 行政

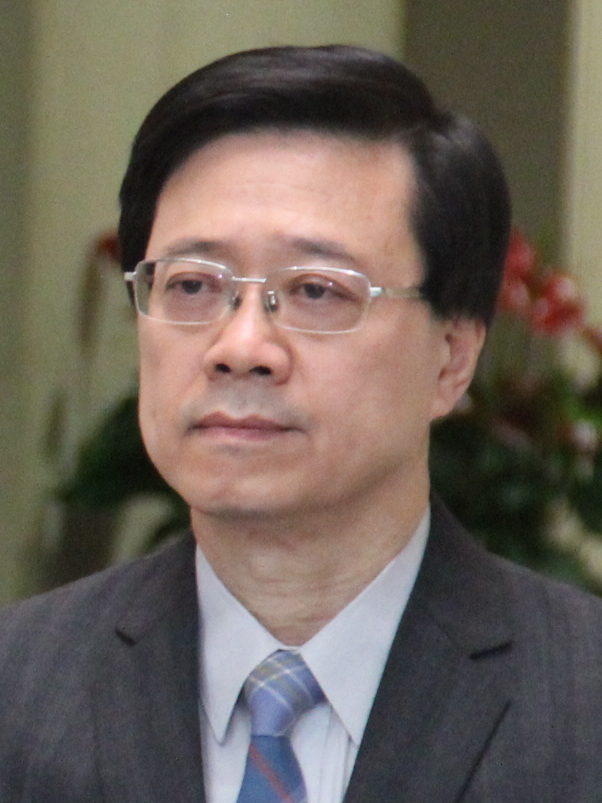
行政長官：李家超
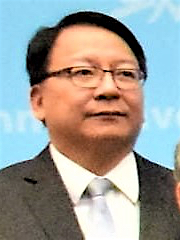
政務司司長：陳國基
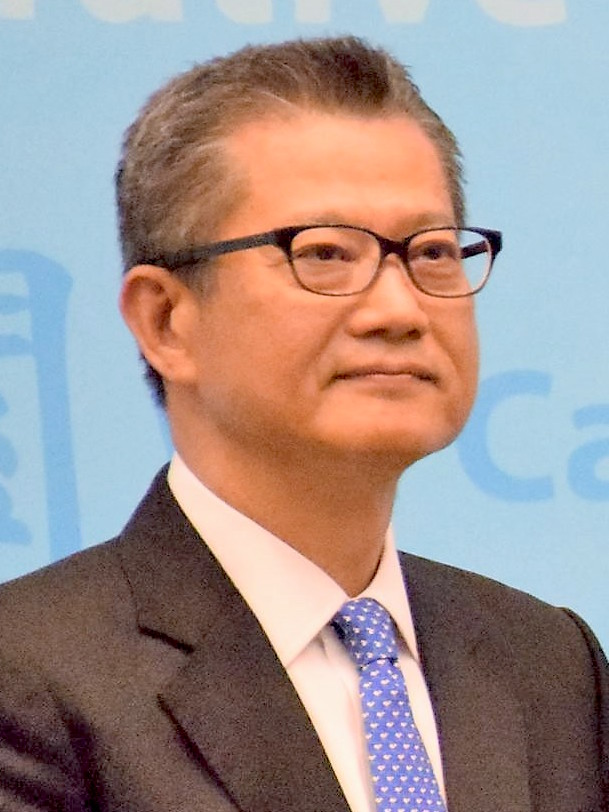
財政司司長：陳茂波
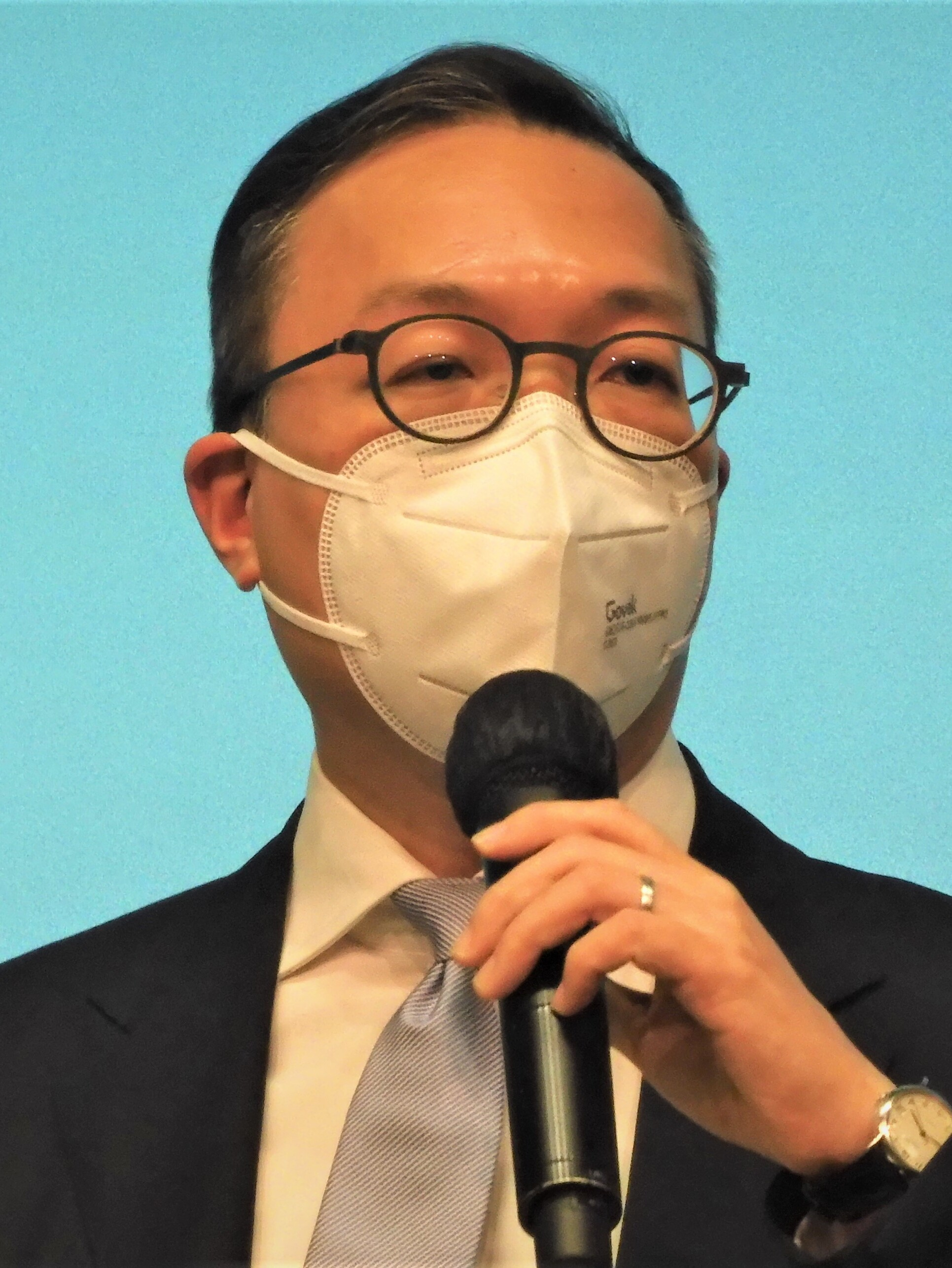
律政司司長：林定國

### 立法

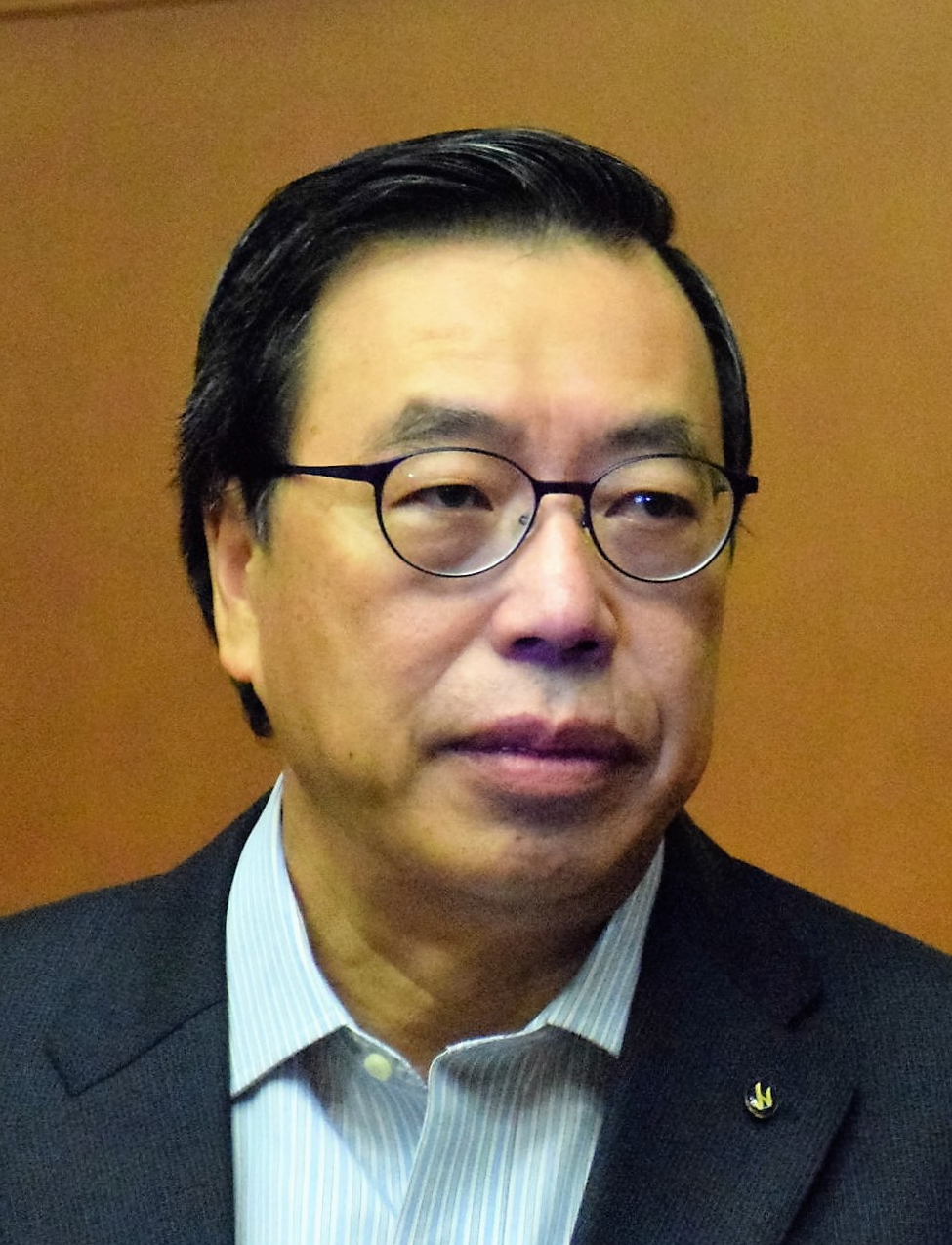
立法會主席：梁君彥

### 司法

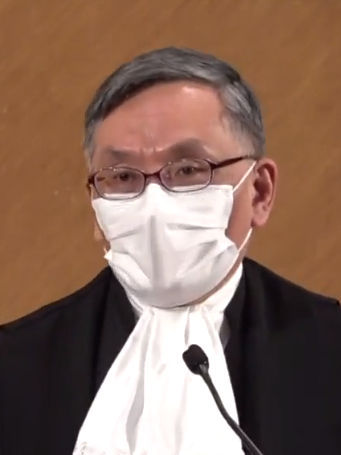
終審法院首席法官：張舉能

### 成員變動

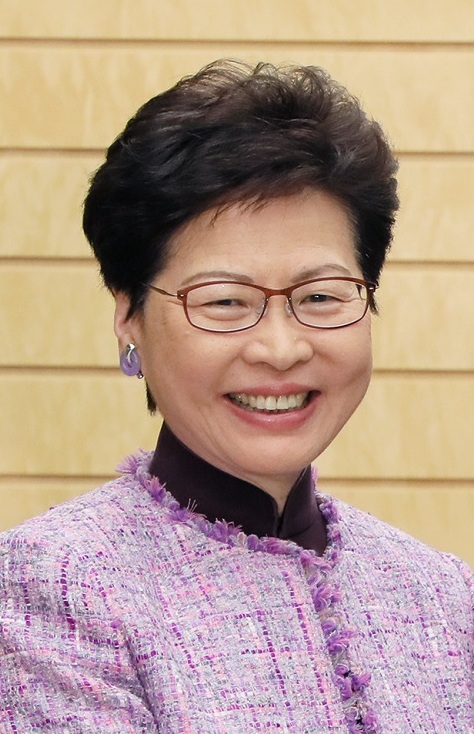
行政長官：林鄭月娥（任期屆滿）
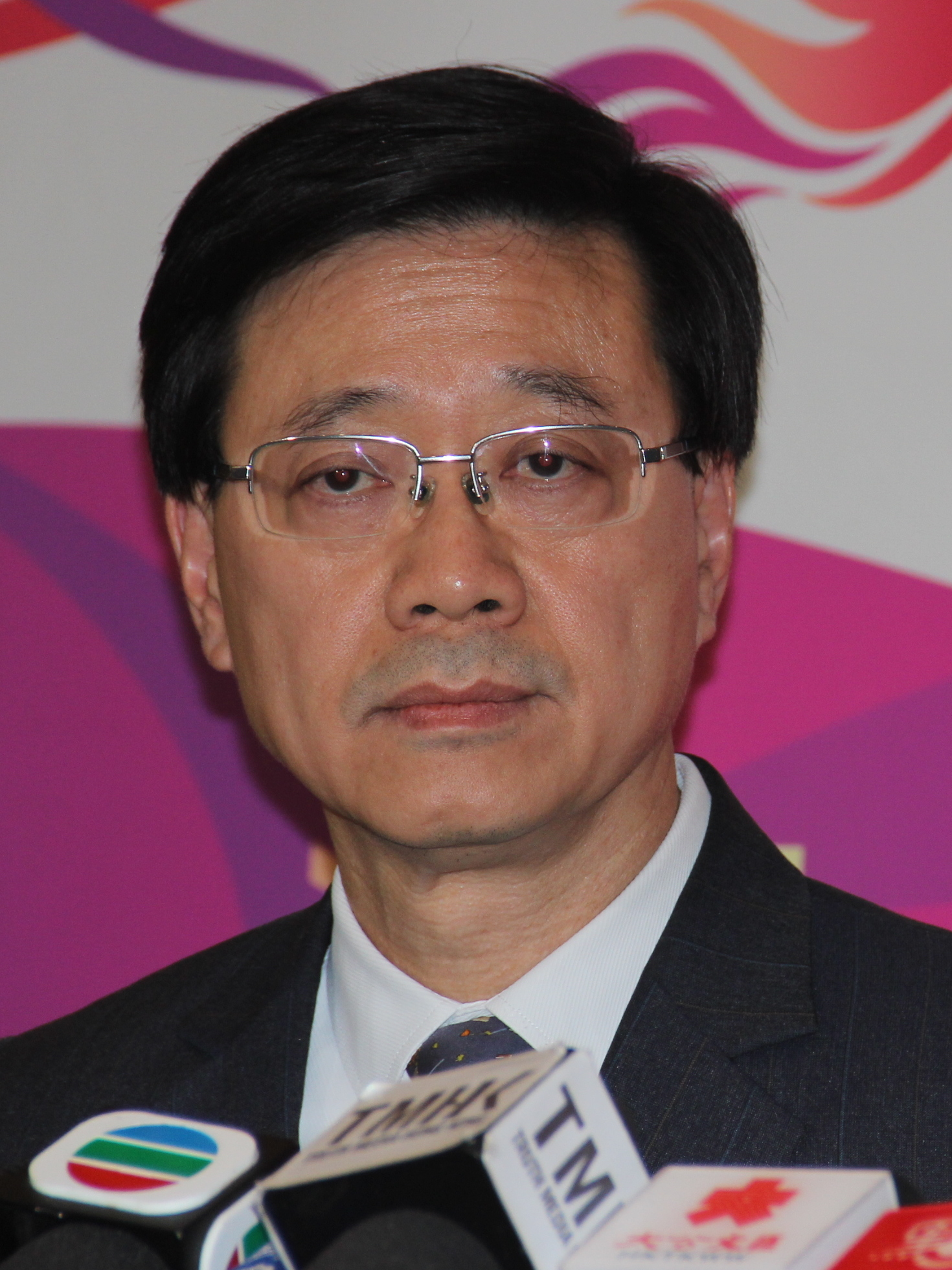
政務司司長：李家超（辭職）
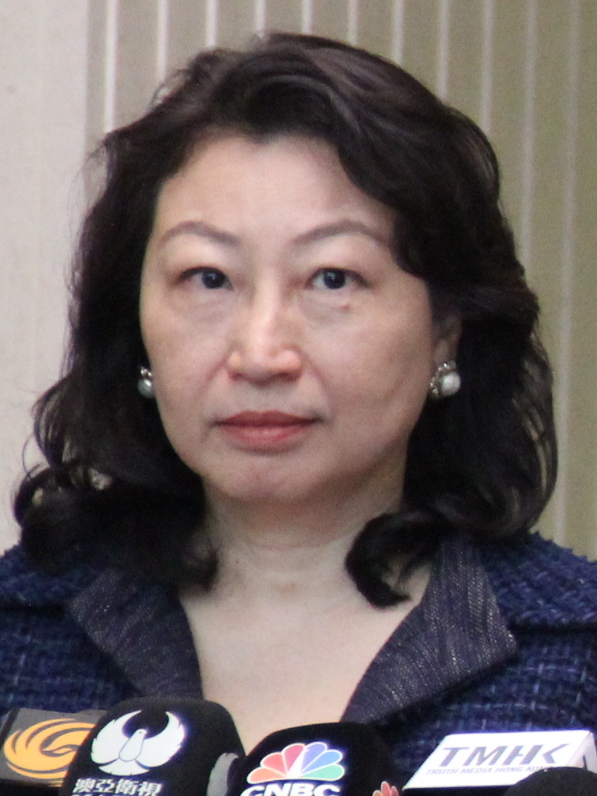
律政司司長：鄭若驊（任期屆滿）
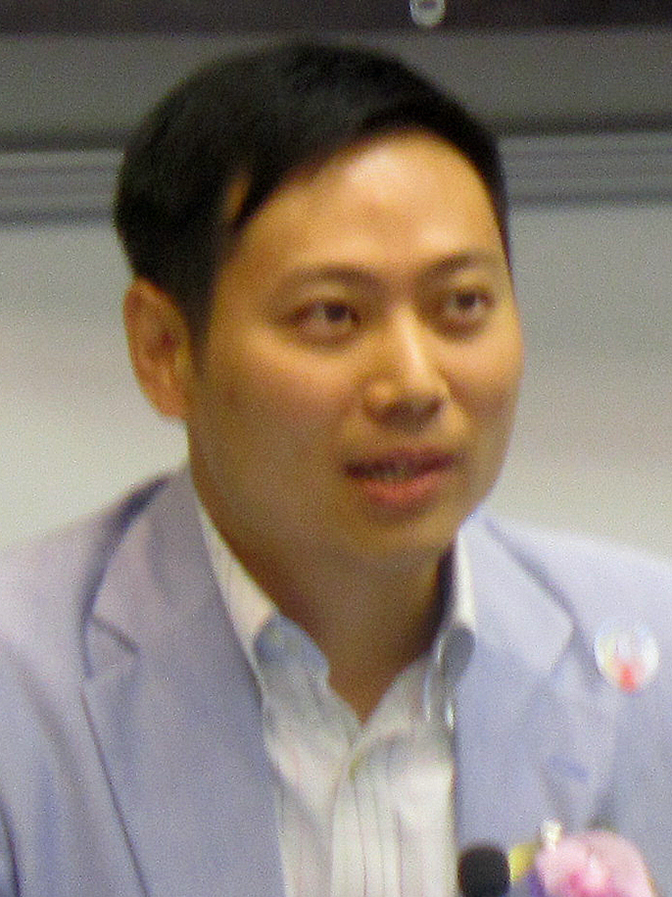
民政事務局局長：徐英偉（被免職）

## 大事時序

### 1月
- 1月1日：香港旅遊發展局及New TV，分別於西九文化區及中環新海濱舉辦「香港跨年倒數演唱會」及「2021美麗的夜香港跨年演唱會」，為相隔一年後在2019冠狀病毒病香港疫情下舉辦的新年慶祝活動[1]。
- 1月2日：
  - 新巴及城巴（香港島及過海巴士網絡專營權）旗下路線第二階段調整票價，平均加幅為3.2%，而與九巴聯營的過海路線亦會相應調整票價。[2]
  - 成立5年的網媒眾新聞於當天宣佈自1月4日起停運，為香港近年第三間停止運作的非建制背景媒體[3]。
  - 引發望月樓群組的兩名國泰機艙服務員被要求離職。[4]
- 1月3日：香港第七屆立法會宣誓就職，宣誓儀式上亦首次同時展示國旗、國徽、區旗，並須奏唱國歌。[5]
- 1月4日：
  - 香港出現首宗懷疑Omicron變種的源頭不明初步確診，患者是42歲住屯門翠寧花園2座的男測量師，與曾到訪望月樓的機艙服務員住址相近。[6]
  - 前支聯會副主席鄒幸彤在2021年發表關於六四的文章，被控煽惑他人明知而參與未經批准集結罪罪成，判囚15個月，其中10個月與另一單案件分期執行，總刑期為22個月。[7]
- 1月5日：
  - 政府公布收緊防疫措施，由1月7日凌晨起，全港餐廳在晚上6時後禁堂食。而酒吧及健身中心等15類表列處所須要關閉。政府亦同時取消多項大型活動及多場演唱會。[8]
- 1月6日：媒體揭發民政事務局長徐英偉、發展局長政治助理馮英倫、警務處長蕭澤頤、創新與統籌辦事處副總監馮浩賢等12名高官和20名立法會議員，曾經在1月3日晚上出席港區人大代表洪為民的百人生日會。因其後被驗出初步陽性的37歲女子曾經到場，加上兩名局長因同一時段在場，成為密切接觸者，需要到竹篙灣檢疫。入境處長區嘉宏、廉政專員白韞六、財庫務局長許正宇及副局長陳浩濂、警務處長蕭澤頤先後發聲明致歉。特首林鄭月娥見傳媒交代事件，對官員在Omicron流入社區下仍出席大型聚會感到失望。[9]
- 1月7日：「童樂居」虐兒案中，警方在再拘捕8名女職員，目前已經有14人被捕。[10]
- 1月8日：
  - 政府向8個國家實施航班「熔斷機制」，禁止所有從英國、美國、澳洲、加拿大、法國、印度、巴基斯坦和菲律賓來港的民航客機着陸香港。[11]
  - 2019年7月28日港島區衝突，20人在西九龍裁判法院經審訊後裁定罪成，被判囚30至42個月，當中三分之一報稱是學生。[12]
- 1月9日：被解除檢疫令的11名官員，包括警務處長蕭澤頤、民政事務局副局長陳積志等可以離開竹篙灣檢疫中心，但須用自身假期在家自我隔離。[13]
- 1月10日：衛生署公布港區人大代表洪為民生日派對事件名單找到214人，其中104人要檢疫。另外，衛生署曾公布聚會地點為「干諾道西115號」，但媒體於干諾道西一帶無法找到115號，衛生防護中心傳染病處主任張竹君多次被記者追問正確地點，她僅稱該處屬私人地方。一日後，她澄清自己錯說了地址，正確地址應為「干諾道西155號地下3號」，指該處為私人地方，非表列處所[14]。
- 1月11日：屯門藥房家庭病發新型肺炎後逗留在社區多日，引發社區多處地點須強制檢測，其中去年12月27日至1月9日到訪屯門愛定商場的市民須檢測6次。安定友愛社區中心的流動採樣站估計超過2000人排隊，當中包括行動不便的長者和失明人士。有人更表示等候接近3小時。[15]

- 1月12日：
  - 屯門區內多個地點納入強制檢測，雖然政府已經增加至10個檢測點，不過多個檢測站仍大排長龍，部分市民要等3、4個小時才能進行檢測。市民怨聲載道，批評政府安排不合理。[16]
  - 正進行外牆維修的北角楓林花園3期出現垂直傳播，B室14戶需要撤離。[17]
  - 衛生署公布天水圍新都綜合醫務中心為36人接種逾期的復必泰疫苗。[18]
  - 民主派初選案，鄒家成到北角警署報到時遭警方國安處拘捕，與保釋期間發表被視為危害國家安全的言論及作出有關行為有關。[19]
- 1月14日：政府再次延長14天晚市禁堂食、關閉表列處所等社交距離措施至2月3日大年初三，而年宵花市亦要取消。有酒樓表示要放無薪假。[20]
- 1月15日：
  - 檢疫酒店群組的43歲巴基斯坦裔女子在油麻地香港海景絲麗酒店接受強制隔離檢疫期間受到交叉感染，21天的隔離檢疫期在1月10日屆滿後返回大坑東邨住所，她在1月15日對病毒檢測呈現陽性反應，該確診個案其後引發第五波疫情大爆發。[21]
  - 政府再進一步收緊航空措施，禁止來自高風險A組指明地區（約140個國家）的旅客在香港國際機場轉機，為期暫時1個月。[22]
- 1月16日：一名5歲女童在長洲乘坐由外公駕駛的電動三輪車返回大貴灣新村時，疑從貨斗墮地，女童頭部嚴重受傷昏迷，送院搶救後不治。[23]

- 1月18日：本港懷疑出現全球首例倉鼠自然感染COVID-19病毒，一寵物店員工和顧客確診COVID-19，以及其環境樣本對病毒初步呈陽性反應，漁農自然護理署在沒有確定倉鼠傳人情況下，決定人道毀滅全港2000隻倉鼠和小動物，惹來大眾議論[24]。
- 1月19日：政府「強烈建議」市民交出由去年12月22日或之後購買的倉鼠人道毀滅。早上陸續有市民到沙田的漁護署新界南動物管理中心交出倉鼠，有飼主批評做法不人道。[25]
- 1月19日：梁天琦刑滿出獄，之後清晨在其社交媒體發文，表示平安與家人團聚，同時宣告將遵守監管禁令，並停用社交媒體。[26]
- 1月20日：香港教育大學宣布不會再承認學生會地位，900萬港元儲備須暫託財務處看管。[27]
- 1月21日：檢疫酒店群組引發的疫情擴大，政府宣布向葵涌邨逸葵樓發出限制與檢測宣告，由傍晚6時開始，至1月26日早上，2700名居民接受檢測後必須留家中，為期5日。[28]
- 1月22日：
  - 葵涌邨疫情逾170人確診，而Little Boss群組再增一人，懷疑感染Delta變種病毒。是日有四宗源頭不明個案，包括一名44歲電梯維修工人、一名住大窩口邨富強樓的學生。另錄逾百宗初步陽性個案，包括曾於葵涌邨做檢測的一名檢測員。
  - 下午3時，特首林鄭月娥前往葵涌邨視察10分鐘，到訪期間街坊疑不滿被禁足，向林鄭及一眾高官大叫「咪做騷呀喂！」、「返去啦！呢條邨好危險㗎！」亦有市民爆粗表達不滿。[29]
  - 漁護署表示一名市民交出的倉鼠驗出COVID-19病毒，已通報衞生防護中心跟進。同時已經對2512隻動物進行人道處理，當中包括2229隻倉鼠。[30]
- 1月23日：大埔新興花園發生奪命火警，釀成一對母子死亡。警方認為事件不尋常，不過現場沒有搜獲助燃劑和引致爆炸的物品，列作誤殺及自殺案件處理。[31]
- 1月24日：政府在黃大仙豪苑、鳳德公園和嗇色園社會服務大樓一帶驗出污水有陽性Delta和Omicron，懷疑區內出現隱形傳播，呼籲居民盡快檢測。[32]
- 1月25日：
  - 荃灣花園榮華閣累計有兩宗新型冠狀病毒陽性個案，衛生防護中心相信有垂直傳播，多個單位住客需要撤離檢疫，其餘居民要接受5次強制檢測。[33]
  - 政府延長葵涌邨夏葵樓的限制與檢測宣告執行日期至5日，而逸葵樓圍封檢測須延長兩天至1月28日。截至1月24日，葵涌邨的陽性及初步陽性個案累計錄得226宗。[34]
  - 考評局公布今年報考中學文憑試總報考人數為50064人，較去年同期少近4%，再創新低。[35]

- 1月26日：
  - 林卓廷涉3次在記者會向公眾披露元朗7.21襲擊事件中，時任元朗警區助理指揮官游乃強被廉政公署調查的消息及游的身份資料，經審訊後被裁定罪成，即時入獄4個月。[36]
  - 香港保護兒童會轄下「童樂居」被揭涉虐兒事件，獨立檢討委員會首階段報告顯示兒童「持續地」被粗魯對待，建議高層領導人自行請辭，並全面撤換員工。保護兒童會執行委員會主席夏穆就事件鞠躬道歉。[37]
- 1月27日：本港新增164宗新冠肺炎確診，包括48宗輸入、116宗本地感染個案，其中有12宗本地源頭不明個案。而初步確診個案則約100宗。本日新增的確診個案數字是連續第五日超過一百宗，亦是創疫情以來最高的單日新增確診數字，超越2020年7月30日新增149宗的舊紀錄。
  - 連日受疫情而封區強檢的葵涌邨曉葵樓，一名20多歲男子一度在天台危站及坐石壆，警方談判專家及親友在場游說逾一小時後，由消防救回。[38]
  - 彩雲邨長波樓至發現約20宗COVID-19病毒感染個案，要圍封至1月28日。[39]
  - 教資會最新數據顯示，八間資助大學上學年退學人數超過2600人，為近十年新高。[40]
  - 有50年歷史的星晨旅遊宣布啟動自動清盤程序。[41]
- 1月31日：行政長官林鄭月娥就官員出席港區人大代表洪為民生日宴交代內部調查結果，民政事務局局長徐英偉主動辭職，而發展局政治助理馮英倫，以及政策創新與統籌辦事處副總監馮浩賢被口頭警告。不過多名有份出席的執法部門首長不用受罰。[42]

### 2月

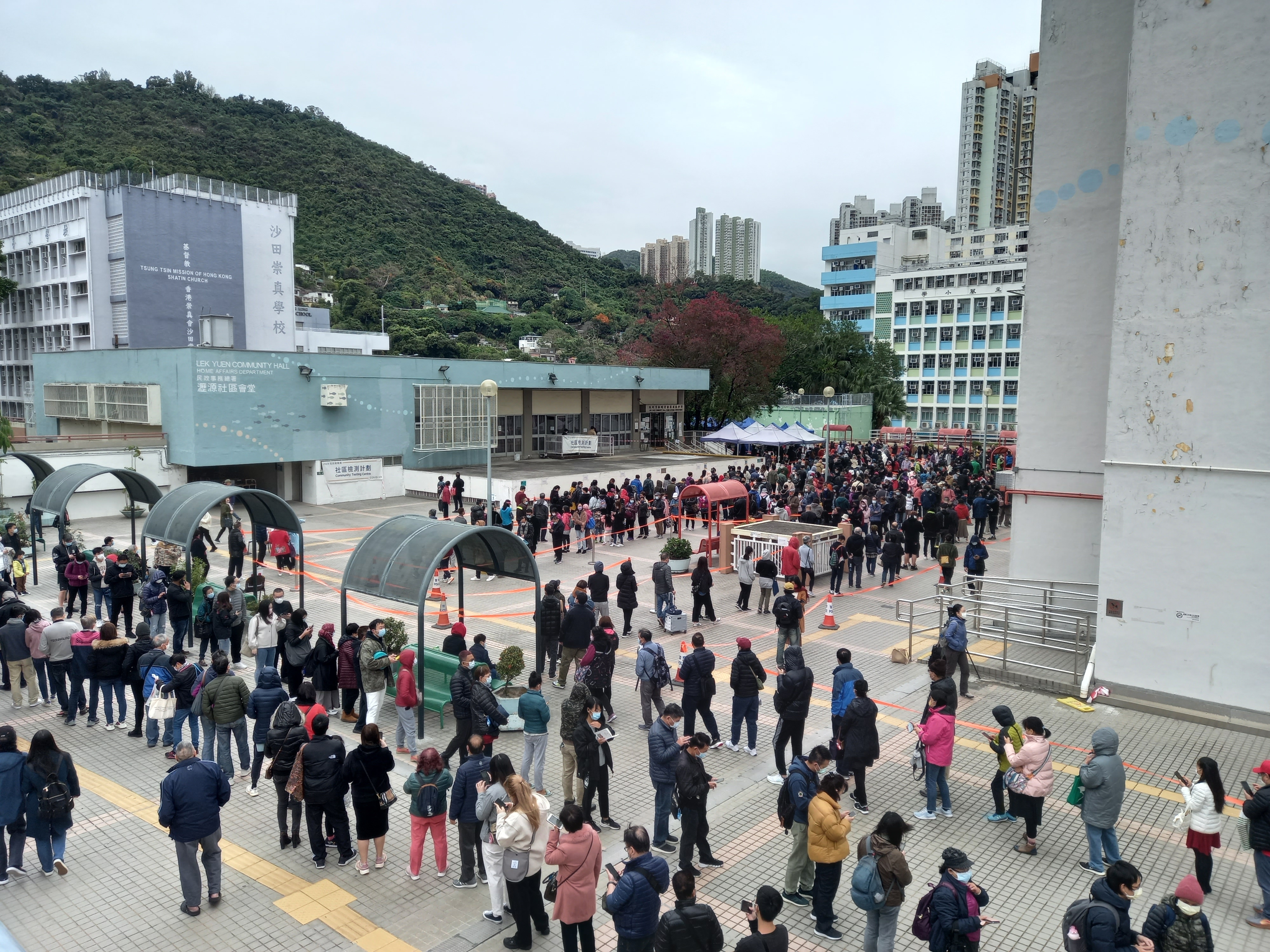
2月3日，沙田市中心多處發現污水監測結果對病毒呈陽性，多個地方被納入強制檢測公告，瀝源社區會堂外有大批市民排隊等候強制檢測

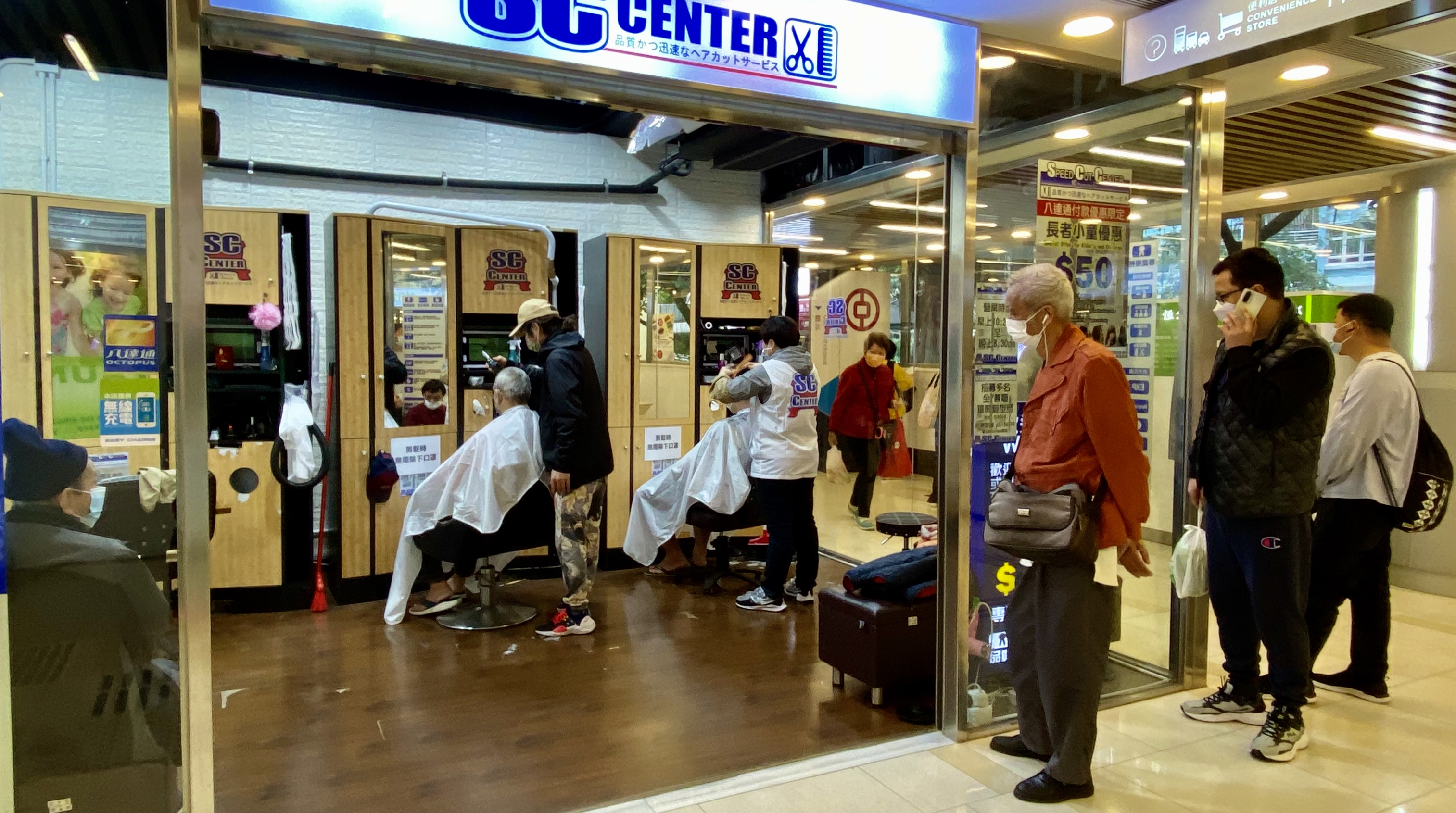
新防疫措施下，所有理髮店2月10日起關閉兩星期，不少市民2月9日理髮店關門前夕，排隊剪頭髮

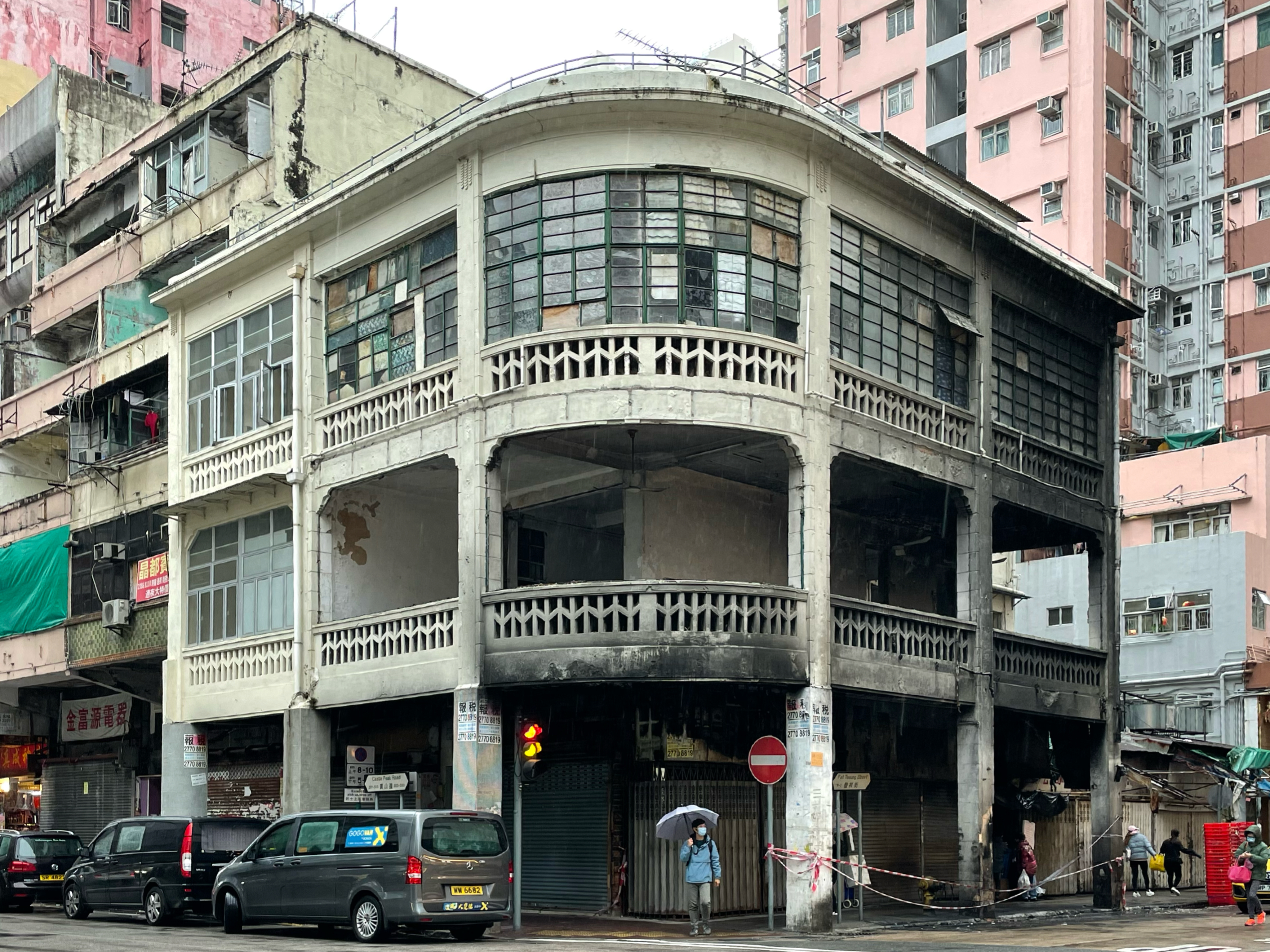
2月12日，長沙灣青山道與發祥街交界發生火警，被列作「二級歷史建築」的戰前唐樓外牆全被熏黑

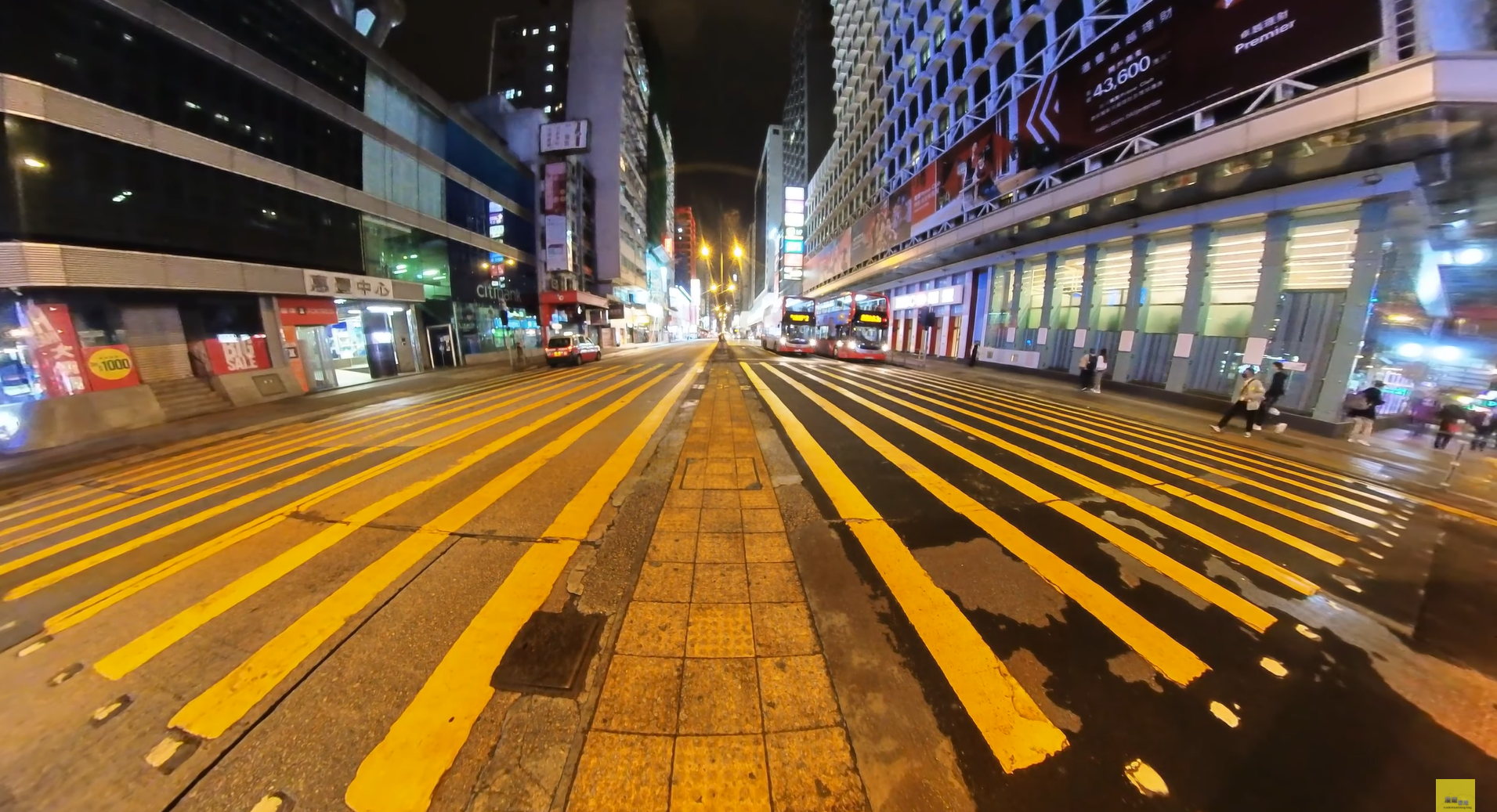
2月13日晚上，在疫情下的旺角彌敦道

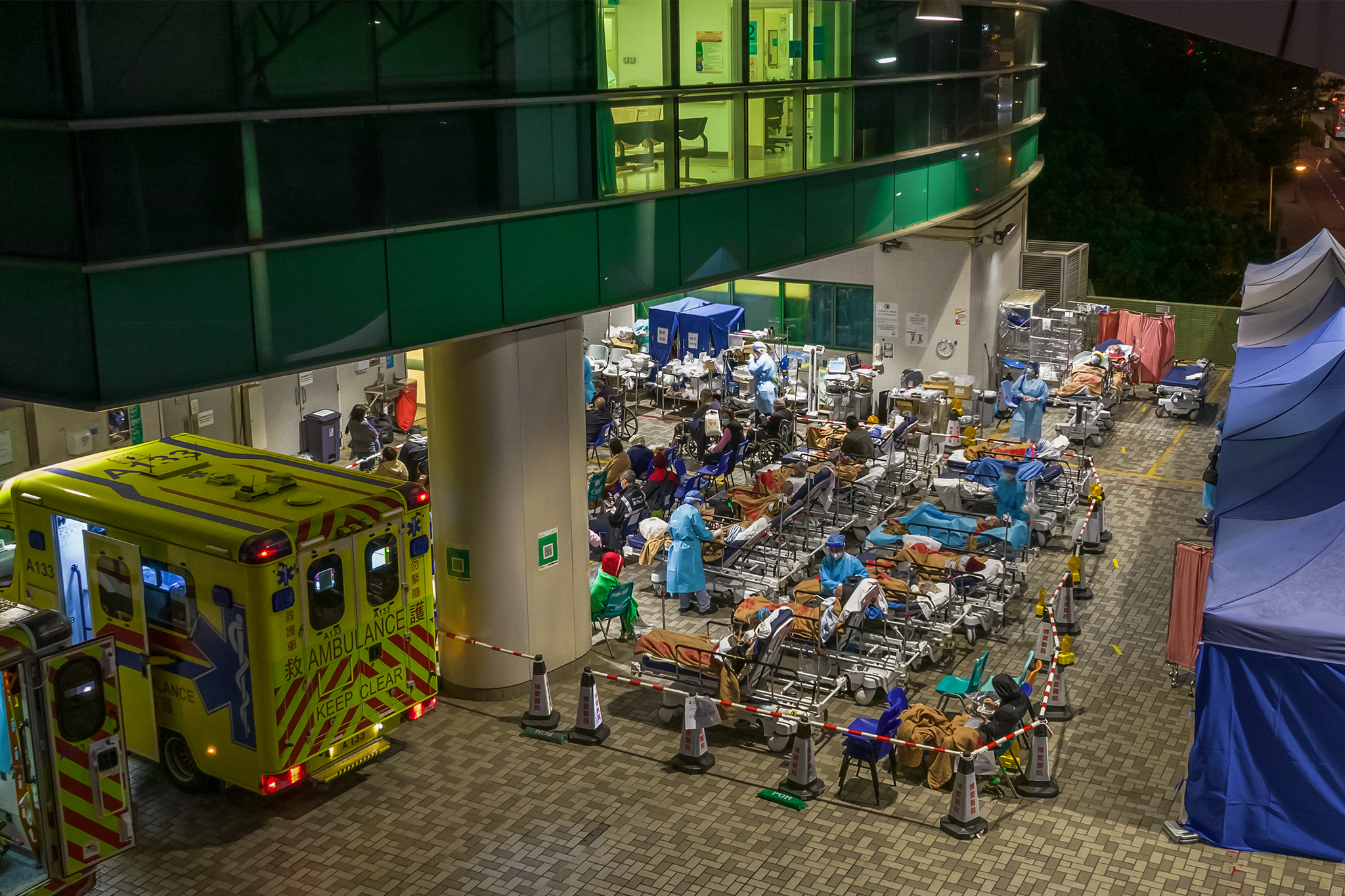
2月17日，明愛醫院將急症室對出的露天停車場設置為帳篷用作臨時安置患者，有視察過的官員形容情況如第三世界。

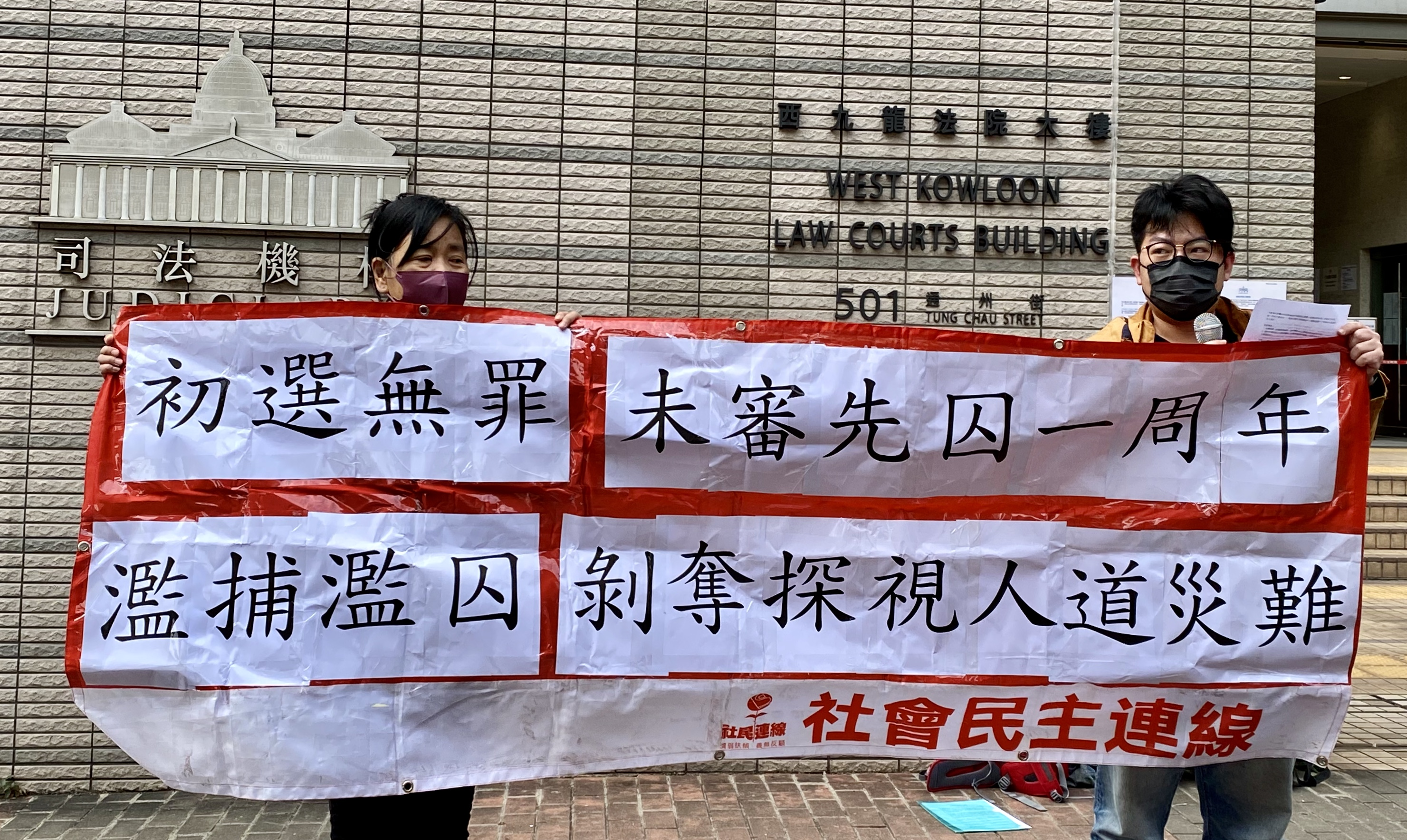
2月28日，社民連主席陳寶瑩及成員余煒彬到西九龍裁判法院外抗議，批評民主派初選47人案33名被告不獲保釋

- 2月3日：沙田市中心多處發現污水監測結果對病毒呈陽性，多個地方被納入強制檢測公告，區內的檢測站大排長龍。有居民表示花了5小時輪候。區議員要求在區內多個地點增加檢測站。[44]

- 2月4日：
  - 警務處國安處以涉嫌「煽動顛覆國家政權罪」將社運人士古思堯拘捕，他原定早上到香港中聯辦抗議北京冬季奧運會。其後他被控《刑事罪行條例》第10條下的「企圖作出或準備作出一項或多項具煽動意圖的行為」罪，為1997年回歸後首宗「企圖或準備作出」煽動罪控告。[45][46]
  - 前立法會議員張超雄涉前年立法會連續高叫「李慧琼越權」等口號44分鐘，被國安法指定法官、署理總裁判官羅德泉判監3星期。[47]
  - 行政長官林鄭月娥形容疫情為兩年以來最惡劣，強調目標仍是「動態清零」，將採購千萬套快速自我測試套裝，讓市民自行快速檢測。同時會在馬鞍山體育館重設「火眼實驗室」助檢測。她亦透露自己上月29日因曾到殯儀館有人染疫，而收到安心出行通知，並接受快速自我測試。[48]
- 2月5日：本港新增351宗新冠肺炎確診，包括8宗輸入個案、343宗屬本地感染個案。本地個案中，逾180宗與其他個案相關，161宗仍在調查。初步陽性個案約200宗。
- 2月6日：
  - 本港新增342宗新冠肺炎確診，全部均為本地感染個案，當中有242宗本地個案源頭仍在調查中及100宗與早前個案有流行病學關連個案（源頭不明個案翌日修訂為219宗，其餘123宗個案與早前個案有流行病學關連個案）。而初步確診則超過300宗。當日新增的確診個案數字是連續第二日破三百宗，亦是連續第六日破百宗個案[49]。同日，香港新冠疫苗首針接種率突破八成。
  - 多區污水檢測結果呈陽性，當中包括中半山山頂道，馬己仙峽道及紅棉路一帶，亦包括禮賓府、前特首董建華居住的嘉慧園、美國駐港總領事館、英國駐港總領事館、警察總部等。不過政府未有被納入強檢範圍。[50]

- 2月7日：
  - 衛生防護中心公布本港新增614宗新型冠狀病毒陽性個案，另有超過600宗初步陽性，並表明不會再公布檢疫者的居住單位。[51]。
  - 屯門大興邨興泰樓解封後，有保安發現24樓一單位內，一名71歲的住戶在屋內昏迷，救護員到場後證實死亡。衞生署僅稱無資料，拒回應事件。[52]
- 一名26歲仍未過試用期的休班警員涉嫌在西營盤跟蹤外籍女士回家，警方初步調查後將他革職。[53]

- 2月8日：
  - 本港新增625宗新冠肺炎確診，包括4宗輸入個案、621宗屬本地感染個案。當日新增的確診個案數字是連續第二日破六百宗，亦是創疫情以來最高的單日新增確診數字及是連續第八日破百宗個案。而初步確診則約500宗[54]。
  - 政府將竹篙灣轉為社區隔離設施，提供600個單位接收陽性患者，並同步啟動「居安抗疫」計劃，安排部分須檢疫的接觸者居家檢疫。

- 2月9日：
  - 政府將六類地方加入表列處所受防疫規例規管，包括宗教場所、髮型屋、商場、百貨公司、超市和街市，表明准許任何執法人員在部份人流多的場所進行突擊抽查和檢控。政府亦修改《僱傭條例》，因拒絕接種疫苗或疫苗通行證而被解僱將不被視為「不合理解僱」。[55]
  - 本港新增1,161宗新冠肺炎確診，包括8宗輸入個案、1,153宗屬本地感染個案，創疫情以來最高的單日新增確診數字、亦為疫情爆發以來單日確診數字首次破千。再多兩名確診者死亡，是相隔約五個月後再次有患者病歿。而初步確診則約800宗[56]。
  - 政府宣佈理髮店由2月10日起關閉，加上同月24日起納入疫苗通行證計劃，多個位於港鐵站的理髮店出現輪候剪頭髮的人潮。[57]

- 2月10日：
  - 本港新增986宗新冠肺炎確診，包括1宗輸入個案，985宗本地感染個案。初步確診約800宗。再多1名確診者死亡。
  - 政府將限聚令收緊至二人，包括私人處所，並禁止跨家庭聚會。

- 2月11日：
  - 本港新增1,325宗新型冠狀病毒個案，當中有2宗輸入個案。葵青、深水埗和沙田有最多個案。公立醫院增23名醫護及職員染疫，包括沙田醫院內科，屯院婦產科病房和明愛醫院。[58]
  - 全港有多間分店的明星海鮮酒家，海港飲食集團6間分店、彩福婚宴集團，旺角倫敦大酒樓及中環名人食堂陸羽茶室，因疫情宣布周六起暫時停業。而上環鳳城酒家總店及鴻星元朗店表示於本月21日起結業。[59]
  - 廉政公署再落案起訴一名男子，被控涉嫌在2021年立法會換屆選舉期間，在其個人社交媒體專頁上展示3則帖文，並分享至其他社交媒體專頁，煽惑他人在該選舉中投無效票。[60]
  - 政府正式收回分域碼頭，結束近70年歷史。[61]
  - 元朗一名4歲男童因嘔吐暈倒，送院搶救後不治，其後驗出新型冠狀病毒呈初步陽性。[62]

- 2月12日：
  - 凌晨4時許，長沙灣青山道與發祥街交界發生火警，被列作「二級歷史建築」的戰前唐樓外牆全被熏黑，並波及4架車。[63]
  - 一名28歲男子涉嫌在大圍新翠邨新芳樓對出足球場的檢測站焚燒物品，之後被多人制服，事件中無人受傷。該男子在縱火之前大嗌「香港人反抗」。警方以涉嫌縱火及藏有攻擊性武器將男子拘捕，並檢獲鎅刀及火機等證物。[64]
  - 本港新增1,514宗新型肺炎確診，包括5宗輸入個案，1,509宗本地感染個案。初步確診則超過1,500宗。再多3名確診者死亡。當天新增的確診數字連續第二天創疫情新高，亦是連續第二天破千宗個案。
  - 政務司司長李家超率團前往深圳與內地專家開會，並向中央提出5點請求。包括派專家助港提升檢測力、建設隔離措施、提供病床口罩等設備。他指出現階段無計劃封城。[65]
- 2月13日：本港新增1,347宗新冠肺炎確診，包括2宗輸入個案，1,345宗本地感染個案。初步確診則有2000多宗。
- 2月14日：
  - 多間媒體拍攝到本港醫療設施告急。其中在明愛醫院，需要將急症室對出的露天停車場設置為41個帳篷用作臨時安置患者。團體認為安排不理想，擔憂長者逗留戶外會惡化病情。[66]
  - 本港新增2,071宗新冠肺炎確診，包括19宗輸入個案，2,052宗本地感染個案。初步確診則約4,500宗[67]。再多4名患者死亡。當天新增的確診數字創疫情以來新高，亦是首次破二千宗及是連續第四日破千宗個案。
- 2月15日：
  - 歌手阮民安和一名報稱無業的20歲男子涉煽動及洗黑錢被警方國家安全處拘捕。[68]
  - 淺水灣南灣道豪宅地皮由爪哇控股以逾11.8818億元中標，每方呎樓面地價為62,352元，創本港官地地價新高。[69]
  - 在香港兒童醫院留醫的3歲女童離世，成為新型肺炎疫情兩年來最年輕的死者。[70]
  - 政府公佈徵用粉嶺皇后山邨2座樓宇及荔景邨恆景樓用作隔離設施，涉及3000個單位，亦研究可否將大學宿舍用作隔離用途。[71]
  - 本港新增1,619宗新型肺炎確診，全部均為本地感染個案，另有約5,400宗初步確診。當天新增的確診數字連續第五日破千宗個案。
- 2月16日：
  - 親中報章《大公報》及《文匯報》頭版刊出國家主席習近平以中共總書記身分，下令把盡快穩控香港疫情作為當前「壓倒一切」的任務。主管港澳事務的中共政治局常委韓正批示向特區政府和各有關方面傳達習近平的指示，要求中央有關部門和廣東省全力支援香港[72]。
  - 本港新增4,285宗新型肺炎確診，包括21宗屬輸入個案，4,264本地感染個案。初步確診約7,000宗。再多10名確診者死亡。當天新增的確診數字創疫情以來新高，亦是首次破四千宗及是連續第六日破千宗個案。截至當天累計確診數字突破三萬關口，達30,955宗。
- 2月17日：
  - 政制及內地事務局曾國衞提出全港750萬市民須進行強制檢測，而內地專家將來港採樣，並在每天將樣本送往深圳化驗。[73]
  - 本港新增6,116宗新型肺炎確診，包括9宗屬輸入個案，6,107本地感染個案。初步確診約6,300宗。再多10名確診者死亡。當天新增的確診數字創疫情以來新高，亦是首次破六千宗及是連續第七日破千宗個案。
  - 警方按《社團條例》，要求已經解散的職工盟，提交組織運作、收支等資料。[74]

- 2月18日：
  - 本港新增3,629宗新型肺炎確診，包括2宗屬輸入個案，3,627本地感染個案。初步確診約7,600宗。再多10名確診者死亡。當天新增的確診數字連續第八日破千宗個案。
  - 受到疫情影響，特首林鄭月娥宣佈原定3月27日舉行的特首選舉押後至5月8日舉行，提名期4月3日開始。

- 2月19日：本港新增6,063宗新型肺炎確診，包括4宗屬輸入個案，6,059本地感染個案。初步確診約7,400宗。再多15名確診者死亡。當天新增的確診數字連續第九日破千宗個案。

- 2月20日：
  - 本港新增6,067宗新型肺炎確診，包括12宗屬輸入個案，6,055本地感染個案。初步確診約7,400宗。再多16名確診者死亡。當天新增的確診數字連續兩日破六千宗及是連續第十日破千宗個案。
  - 香港城市大學學生會因被校方認為鼓吹抗爭並違反抗疫而報警，警方國安處已接手調查。[75]
- 2月21日：
  - 受強烈寒潮影響，天文台錄得最低氣溫為7.5度，是繼1996年2月21日5.8度以來2月下旬（21-29日）的最低紀錄。
  - 本港新增7,533宗新型肺炎確診，包括3宗屬輸入個案，7,530本地感染個案。再多16名確診者死亡。當天新增的確診數字創疫情以來新高，亦是首次破七千宗及是連續第十一日破千宗個案。
- 2月22日：
  - 本港新增6,211宗新型肺炎確診，包括3宗屬輸入個案，6,208本地感染個案。初步確診有9,369宗。再多32名確診者死亡。當天新增的確診數字連續四日破六千宗及是連續第十二日破千宗個案。
  - 特首林鄭月娥宣佈3月推行全民強檢，每人須做3次。社交距離措施延至4月20日，並將進一步收緊。學校提早至3、4月放暑假，並於復活節假期後（即4月18日後）可安排恢復教學，進行面授課程。[76]
  - 竹篙灣社區隔離設施在兩日內至少接獲3人報案表示自殺，亦有女子因無戴口罩問題打傷保安。[77]
- 2月23日：本港新增8,674宗新型肺炎確診，包括3宗屬輸入個案，8,671本地感染個案。再多24名確診者死亡。當天新增的確診數字創疫情以來新高，亦是首次破八千宗及是連續第十三日破千宗個案。
- 2月24日：
  - 「疫苗氣泡」政策擴展至所有受法例599F章規管的表列處所，當中包括商場，超級市場，街市，百貨公司，學校及文康場地等地點，並更名為「疫苗通行證」。
  - 政府要求將午市堂食由4人一枱收緊至2人一枱，同時要求任何人公眾地方，包括郊野公園和戶外進行體能活動均須佩戴口罩。公共交通工具亦不可脫下口罩飲食。[78]
  - 警方國安處派出拘捕旺角台式飲品店「初凝 ‧ 芝茶」的兩名負責人，指他們在社交媒體抹黑政府防疫政策，涉嫌作出「煽動意圖」罪。[79]
  - 本港新增8,798宗新型肺炎確診，包括3宗屬輸入個案，8,795本地感染個案。再多50名確診者死亡。當天新增的確診數字創疫情以來新高，亦是連續兩日破八千宗及是連續第十四日破千宗個案。
  - 英國政府宣布放寬BNO簽證計劃，容許1997年7月1日之後出生的18歲以上港人，只要父母其中一方擁有BNO護照，可直接申請簽證，10月起生效。[80]
  - 通訊局正式批准奇妙電視申請使用無線電頻譜作為新增的傳送模式，奇妙電視將使用數碼地面電視頻道22（即478–486兆赫）播放其電視節目頻道。地面波版本的香港開電視和香港國際財經台预计不晚于2022年4月1日上线，78台预计不晚于2022年11月24日或上线。[81]
- 2月25日：
  - 青衣青衣路與航運路交界方艙醫院動工第二日，因薪酬與起初招聘時的條件不符，引起現場數百名工人不滿抗議，一度需警員到場協助調停。[82]
  - 政府在晚上宣布廢除強制檢測公告，改為向相關者（如員工、居民等）派發新型冠狀病毒快速測試套裝。[83]
  - 本港新增10,010宗新型肺炎確診，包括4宗屬輸入個案，10,006本地感染個案。再多47名確診者死亡。當天新增的確診數字創疫情以來最高的單日新增確診數字、亦為疫情爆發以來單日確診數字首次破萬。
- 2月27日
  - 《明報》報導多間公立醫院殮房爆滿，沒有足夠空間安放離世者，伊利沙伯醫院醫護更稱一度有15具遺體滯留在急症室，醫護對此表示難過。[84]
- 2月28日
  - 食物及衛生局長陳肇始早上稱不排除實行全民檢測期間會推行禁足令或停工停市，部分超市內的貨品幾乎被清空。[85]
  - 網上流傳錄音，聲稱立法會就是否實施七日禁足令進行點票，立法會秘書處澄清立法會和委員會並無相關討論。[86]

### 3月
- 3月1日：

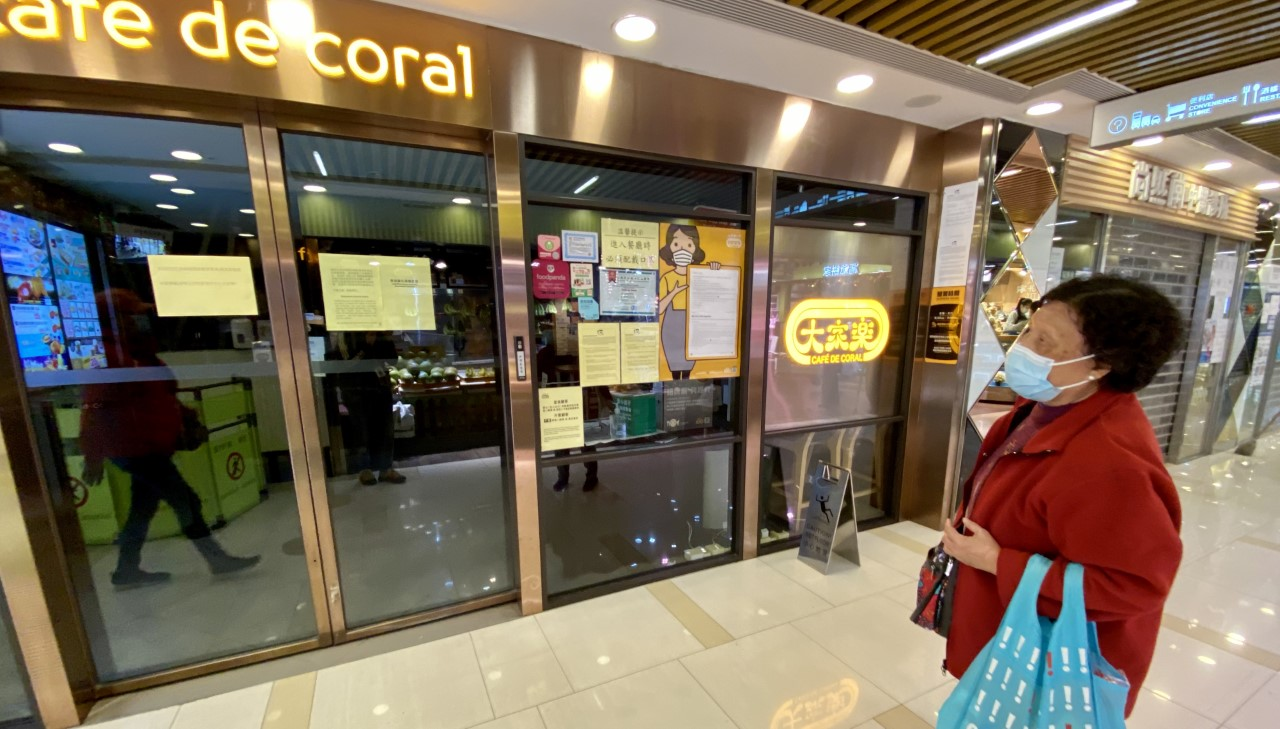
連鎖速食店大家樂宣佈3月1日起只提供外賣，部分分店暫停營業

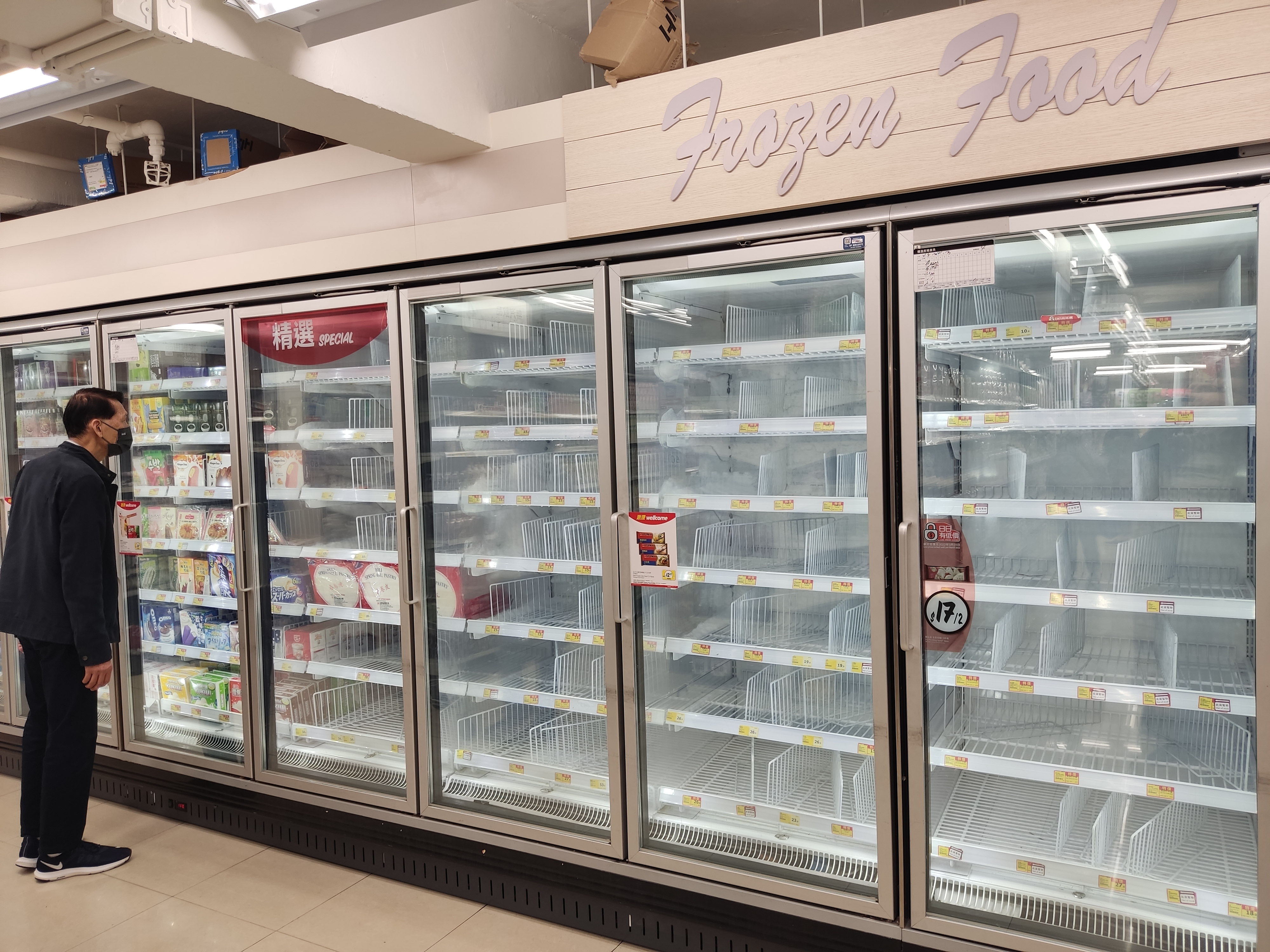
華富邨一間超市內的冷藏食品被清空

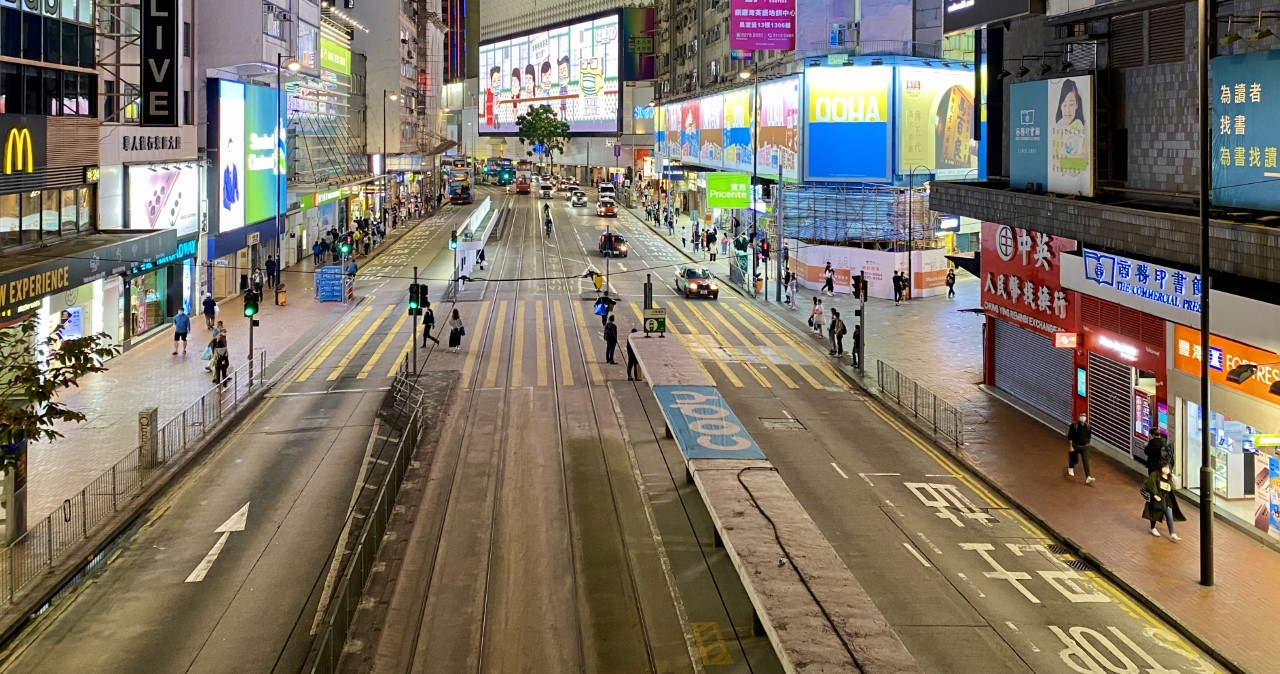
3月4日晚上，銅鑼灣購物區的街道人流車流稀疏，有如死城

  - 電話卡實名制度正式展開，新流動電話卡（俗稱SIM卡）需要實名登記，現有流動電話卡持有人則最遲需要在2023年2月23日前登記。[87][88]
  - 香港大律師公會前主席夏博義涉嫌違反《港區國安法》，被要求與警方國安處會面，交代涉嫌違反國家安全的行為。[89]夏博義在同日晚上與妻兒離港，經土耳其返回英國。[90]
- 3月2日
  - 特首林鄭月娥到羅湖迎接內地供港物資鐵路貨運首班列車抵港，她接受傳媒訪問時表示政府不會作全城禁足。[91]
  - 人民力量前副主席譚得志（快必），被國安法指定法官陳廣池裁定11項罪名成立，包括7項發表煽動文字。[92]
  - 美駐港總領事館更新旅遊提示，因香港的疫情以及仍採取「清零」的防疫限制，籲國民勿前往香港。[93]

- 3月3日：本港新增76,991宗新型肺炎確診，是第五波疫情最高單日確診數字。[94]

- 3月4日
  - 連鎖超市百佳和藥房屈臣氏表示顧客購買指定貨品和藥限購5件。[95]

- 3月5日
  - 2019年8月11日尖沙咀警署外衝突，其中9名男女裁定暴動罪成，被判監禁3年6個月至3年9個月，包括育有3名子女的單親母。[96]
  - 香港大學「太古橋」六四標語消失，校方更在行人路範圍擺放多盆植物。[97]

- 3月6日
  - 一名已打兩針疫苗、無長期病的24歲男子，在家中被發現不省人事，送往將軍澳醫院急症室出現致命性雜跳，搶救不治。[98]
  - 主管港澳事務的國務院副總理韓正，質疑本港私家醫院拒收新冠患者，是有違「白衣使命」。[99]

- 3月7日
  - 海富苑發生倫常兇案。警方在清晨6時許接獲一名女子報案，指其30歲女兒被其70歲前夫襲擊，經救護員檢驗後證實死亡。[100]
  - 本港新增25,150宗新型肺炎確診，包括32宗屬輸入個案，25,118宗本地感染個案。當天新增的確診數字是連續十一日破萬宗個案。再多161名確診者死亡，連續三日創疫情以來新高，亦是連續七天破百人死亡。截至當天累計確診及死亡數字分別突破49萬及二千關口，分別達496,767宗及2,287人。當中有兩名分別4歲及8歲，有長期病患的小童感染新型冠狀病毒後不治，並已接種首劑疫苗。[101]
  - 民主派初選被控串謀顛覆國家政權罪，獲得保釋被告之一的醫管局員工陣線前主席余慧明，警方指她違反法庭保釋條件而再次被捕。[102]
- 3月9日
  - 特首林鄭月娥表示由即日起啟動加強版新型冠狀病毒疫情新聞發布工作，每日會聯同相關局長向市民交代工作進展，同時澄清坊間謠傳和誤會，直到戰勝疫情為止。[103]
  - 政府將伊利沙伯醫院改作新冠指定醫院，而北大嶼山醫院感染控制中心和亞洲國際博覽館將派出內地醫療團隊支援，同時爭取3月18日前為所有院舍院友完成接種第一劑疫苗。[104]
  - 傍晚，政府首次透過造價達1.5億元的緊急警示系統，利用手機向市民發出伊利沙伯醫院已成為定點醫院的訊息，結果被市民和政界人物被嚇倒以為是空襲警報，批評有關內容不緊急。[105][106]
  - 晚上8時，金鐘太古廣場發生傷人案。一名70歲老翁在商場休憩期間突然被一名男子箍頸踩頭。事後地面遺留大灘血迹，老翁情况危殆，到3月17日不治。警方到一日後以涉嫌企圖謀殺，拘捕一名23歲，疑有精神病紀錄男子。[107][108]
  - 國務院港澳事務辦公室主任夏寶龍在全國政協禮堂會見港區的全國政協委員；政協委員陳仲尼說，夏寶龍談及一國兩制、愛國者治港和香港疫情等，引述夏寶龍在會上說，香港過去一段日子發生不好的事，但中央從來無怪責香港，強調中央在港所有做的事都為香港好，出於關心和愛護，並通過實際行動體現，不只是口號；香港同胞對「一國兩制」不要有任何疑慮，強調在香港實施的普通法和法律制度不會改變[109]。夏寶龍引用鄧小平稱，一國兩制五十年不變，五十年後亦無需必要變；要做到「五個善於」，還要有情懷、格局、擔當、本領、作為[110]。
- 3月14日
  - 凌晨2時28分,廣東省惠州市惠東縣海域凌晨發生黎克特制4.1級地震，香港天文台接獲逾8000名市民報告，是1979年設立地震監測網以來最多人報告的一次。[111]
  - 本港新增26,908宗新型肺炎確診，全部屬本地感染個案。當天新增的確診數字是連續十八日破萬宗個案。再多286名確診者死亡，連續十日破二百人及是連續十四天破百人死亡。截至當天累計確診及死亡數字分別突破70萬及四千關口，分別達733,785宗及4,279人。其中何文田及慈雲山在一小時內有兩名男子在家中昏迷後不治。[112]
  - 特首林鄭月娥在抗疫記者會表示，治療新型冠狀病毒的首批輝瑞藥廠口服藥帕克斯洛維德（Paxlovid）抵港，稱已經購入足夠數量。[113]另外，首批75名來自內地的醫療人員於今日抵港，另一批300人的團隊亦在同一星期到港。同時啟用彩榮路體育館及石硤尾公園體育館作為暫托中心。[114]
  - 英國組織香港監察指收到來自香港警務處國家安全處正式警告，指其網站或已違反《港區國安法》，要求在72小時內移除。警方回覆查詢時表示不會評論個別個案。[115]
  - 是日恒生指數跌破2萬點，全日大跌1,022點或4.97%，收市報19,531點，創近6年新低，以點數計亦暫時創下2008年10月以來最大單月跌幅。[116]
- 3月15日
  - 本港新增27,765宗新型肺炎確診，4宗屬輸入個案，27,761宗本地感染個案。當天新增的確診數字是連續十九日破萬宗個案。再多289名確診者死亡，連續十一日破二百人及是連續十五天破百人死亡。截至當天累計確診及死亡數字分別突破76萬及四千關口，分別達761,550宗及4,562人。
  - 在香港營業20年的連鎖健身中心Fitness First全線結業，遣散數百名員工。[117]
  - 恒生指數承接上日跌勢，跌破19,000點，最多跌1,296點或6.64%，低見18,235點，創10年新低，收市跌1,116點或5.72%，報18,415點。

- 3月16日
  - 本港新增29,272宗新型肺炎確診，11宗屬輸入個案，29,261宗本地感染個案。當天新增的確診數字是連續二十日破萬宗個案。再多279名確診者死亡，連續十二日破二百人及是連續十六天破百人死亡。截至當天累計確診及死亡數字分別突破97萬及四千關口，分別達975,212宗及4,847人，累計死亡人數超越中國大陸官方通報的4,636人。
  - 恒生指數全日升1,672點或9.08%，重上兩萬點大關，收市報20,087點，是2008年10月30日以來最大升市。

- 3月17日
  - 本港新增21,650宗新型肺炎確診，9宗屬輸入個案，21,641宗本地感染個案。當天新增的確診數字是連續廿一日破萬宗個案。再多289名確診者死亡，連續十三日破二百人及是連續十七天破百人死亡。截至當天累計確診及死亡數字分別逼近100萬及突破五千關口，分別達996,862宗及5,136人。
  - 恒生指數承接上日升勢，全日升1,413點或7.04%，重上兩萬一千點，以全日高位21,501點收市，兩日累升3,086點。

- 3月18日：
  - 早上繁忙時間，港鐵觀塘綫油麻地站附近架空電纜供電設備故障，觀塘綫列車服務需要調整。來往黃埔站至油麻地站維持10分鐘一班車；調景嶺站往中環站維持4分鐘一班車；太子站往調景嶺站維持4分鐘一班車；荃灣綫來回方向維持4分鐘一班車。受事件影響，乘搭使用荃灣綫往觀塘綫的乘客，要在太子站轉車；前往黃埔站和何文田站的乘客，要在油麻地站轉車。而乘搭觀塘綫前往中環站的乘客，無需轉車。[118]
  - 本港新增20,082宗新型肺炎確診，3宗屬輸入個案，20,079宗本地感染個案。當天新增的確診數字是連續廿二日破萬宗個案。再多265名確診者死亡，連續十四日破二百人及是連續十八天破百人死亡。截至當天累計確診及死亡數字分別突破100萬及五千關口，分別達1,016,944宗及5,401人。

- 3月19日
  - 本港新增16,597宗新型肺炎確診，14宗屬輸入個案，16,583宗本地感染個案。當天新增的確診數字是自2月26日以來首次回落至兩萬宗個案以下及是連續廿三日破萬宗個案。再多249名確診者死亡，連續十五日破二百人及是連續十九天破百人死亡。截至當天累計確診及死亡數字分別突破100萬及五千關口，分別達1,033,541宗及5,650人。[119]

- 3月20日：
  - 本港新增14,149宗新型肺炎確診，4宗屬輸入個案，14,145宗本地感染個案。當天新增的確診數字連續兩日少於兩萬宗及是連續廿三日破萬宗個案。再多246名確診者死亡，連續十六日破二百人及是連續二十天破百人死亡。截至當天累計確診及死亡數字分別突破100萬及逼近六千關口，分別達1,047,690宗及5,890人。[120]
  - 政府突然宣布「疫苗通行證」第三階段提早到5月31日實行。[121]特首亦表示將重啟大廈及食肆強制檢測公告，有市民擔心再次排長龍和憂慮交叉感染下疫情會再次爆發。[122]
  - 警方國安處在尖沙嘴柯士旬道一單位，拘捕一名59歲格鬥男教練及62歲女助理，涉在社交網站散播煽動言論，包括近期煽動他人不要接種疫苗，同時檢走被指煽動仇恨的海報和電子通訊器材，亦包括有2019年反修例事件中在將軍澳墮樓不治的科大男學生周梓樂及爆眼少女相片和電子蠟燭等物品。[123]

- 3月21日：
  - 本港新增14,068宗新型肺炎確診，5宗屬輸入個案，14,063宗本地感染個案。當天新增的確診數字連續三日少於兩萬宗及是連續廿四日破萬宗個案。再多223名確診者死亡，連續十七日破二百人及是連續廿一天破百人死亡。截至當天累計確診及死亡數字分別突破100萬及六千關口，分別達1,061,758宗及6,113人。[124]
  - 政府宣布4月1日起，取消9個國家（澳洲、加拿大、法國、印度、尼泊爾、巴基斯坦、菲律賓、英國、美國）禁飛令，完成接種疫苗香港居民，酒店檢疫期縮至7天。[125]同時宣佈暫緩全民檢測，並於4月21日起分三階段放寬社交距離措施。[126]

- 3月22日：
  - 本港新增14,152宗新型肺炎確診，10宗屬輸入個案，14,142宗本地感染個案。當天新增的確診數字連續四日少於兩萬宗及是連續廿五日破萬宗個案。再多238名確診者死亡，連續十八日破二百人及是連續廿二天破百人死亡。截至當天累計確診及死亡數字分別突破100萬及六千關口，分別達1,075,910宗及6,364人。[127]
  - 政府重新發出強制檢測公告，要求曾到訪較高傳染風險地點的人士進行核酸檢測。[128]
  - 一名男子被指於39年前，在屯門新發邨單位內搶劫當時年約13歲的女童，控方撤回強姦罪，轉介高等法院審訊。[129]
  - 一名93歲工程分判商前僱員被指在28年前涉嫌就青衣公園工程以6.7萬元賄賂時任拓展署人員，其後棄保潛逃到大陸逾25年，2021年返港後再被拘捕。被告承認7項向公職人員提供利益罪，法官判他監禁3年。[130]

- 3月23日：
  - 本港新增12,240宗新型肺炎確診，4宗屬輸入個案，12,236宗本地感染個案。當天新增的確診數字連續五日少於兩萬宗及是連續廿六日破萬宗個案。再多205名確診者死亡，連續十九日破二百人及是連續廿三天破百人死亡。截至當天累計確診及死亡數字分別突破100萬及六千關口，分別達1,088,150宗及6,569人。新增的死者包括一名29歲已接種兩劑疫苗的男子，本身患有甲狀腺失調及甲狀腺風暴，將轉介死因裁判庭。[131]
  - 2019年12月襲警罪成的美籍律師在社交網站稱，自己在赤柱監獄獲釋後轉往入境處羈留中心，並在同日送上飛機。而他在土耳其伊斯坦堡轉機時被官員以香港政府的要求，拒絕交回其護照。[132]

- 3月24日：
  - 本港新增13,074宗新型肺炎確診，1宗屬輸入個案，13,073宗本地感染個案。當天新增的確診數字連續六日少於兩萬宗及是連續廿七日破萬宗個案。再多201名確診者死亡，連續二十日破二百人及是連續廿四天破百人死亡。截至當天累計確診及死亡數字分別突破110萬及六千關口，分別達1,101,224宗及6,557人。[133]
  - 新一期居屋截止申請，暫超額逾26倍。[134]

- 3月25日：
  - 本港新增10,405宗新型肺炎確診，4宗屬輸入個案，10,401宗本地感染個案。當天新增的確診數字連續七日少於兩萬宗及是連續廿八日破萬宗個案。再多192名確診者死亡，是自2月26日以來首次少於二百人及是連續廿五天破百人死亡。截至當天累計確診及死亡數字分別突破110萬及逼近七千關口，分別達1,111,629宗及6,962人。[135]
  - 網上流傳片段，一對披烏克蘭國旗的外籍男女在3月24日於中環抗議俄羅斯入侵烏克蘭而被帶返警署。警方稱一名烏克蘭籍男子及4名烏克蘭籍女子聚集，涉違限聚被票控。而其餘2人因未能出示身分證明文件被帶返警署及票控。[136]

- 3月26日：
  - 本港新增8,841宗新型肺炎確診，6宗屬輸入個案，8,835宗本地感染個案。當天新增的確診數字是自2月24日以來首次少於一萬宗，降至四位數。再多139名確診者死亡，連續兩日低於二百人及是連續廿五天破百人死亡。截至當天累計確診及死亡數字分別突破110萬及七千關口，分別達1,120,470宗及7,101人。[137]

- 3月27日：
  - 本港新增8,037宗新型肺炎確診，2宗屬輸入個案，8,035宗本地感染個案。當天新增的確診數字連續兩日錄得四位數。再多151名確診者死亡，連續三日低於二百人及是連續廿六天破百人死亡。截至當天累計確診及死亡數字分別突破110萬及七千關口，分別達1,128,507宗及7,252人。[138]
- 3月28日：
  - 本港新增7,685宗新型肺炎確診，5宗屬輸入個案，7,680宗本地感染個案。當天新增的確診數字連續三日錄得四位數。再多168名確診者死亡，連續四日低於二百人及是連續廿七天破百人死亡。截至當天累計確診及死亡數字分別突破110萬及七千關口，分別達1,136,192宗及7,420人。[139]

- 3月29日：
  - 本港新增7,596宗新型肺炎確診，2宗屬輸入個案，7,594宗本地感染個案。當天新增的確診數字連續四日錄得四位數。再多149名確診者死亡，連續五日低於二百人及是連續廿八天破百人死亡。截至當天累計確診及死亡數字分別突破110萬及七千關口，分別達1,143,788宗及7,571人。[140]
  - 立法會前議員梁國雄被控於2016年立法會會議上，搶去時任發展局副局長馬紹祥的文件。經審訊後被裁定罪成，判監14日。[141]
  - 9名無家者入稟康文署人員在2019年冬至期間聯同數十名防暴警員，到深水埗通州街公園驅趕在露宿的無家者和棄掉物品。審裁官裁定康文署敗訴，須向每人賠100元。而雙方須各自承擔訟費。[142]
  - 政府加強和調高強制檢測、檢疫和隔離令罰則，條例指出若小孩或無自理能力人士無遵守強制檢測要求，其照顧者，包括其父母亦被控告，有機會被處以罰款2.5萬元和被監禁。[143]
  - 香港晉峰青年商會發布「國際精神健康問卷」調查，指出60%香港受訪者出現抑鬱，數字比日本，台灣及馬來西亞嚴重。[144]

- 3月30日：
  - 本港新增6,981宗新型肺炎確診，5宗屬輸入個案，6,976宗本地感染個案。當天新增的確診數字連續五日錄得四位數。再多135名確診者死亡，連續六日低於二百人及是連續廿九天破百人死亡。截至當天累計確診及死亡數字分別突破110萬及七千關口，分別達1,150,769宗及7,706人。[145]
  - 英國最高法院宣布，最高法院院長及副院長韋彥德勳爵（Lord Robert Reed）及賀知義勳爵（Lord Patrick Hodge）辭去香港終審法院非常任法官職務。特區政府表示法官離任絕不會影響香港司法獨立，強烈反對英國國會對《港區國安法》和香港法律制度作出毫無根據的指控。[146]
  - 香港警方表示4月1日起調整投考警員、見習督察及輔警警員的資格及程序，刪去「在港居住7年或以上」要求。[147]

- 3月31日：
  - 本港新增6,646宗新型肺炎確診，7宗屬輸入個案，6,639宗本地感染個案。當天新增的確診數字連續六日錄得四位數。再多119名確診者死亡，連續七日低於二百人及是連續三十天破百人死亡。截至當天累計確診及死亡數字分別突破110萬及七千關口，分別達1,157,415宗及7,825人。[148]
  - 已解散的職工盟其中3名成員，包括前主席黃逎元、前副主席鄧建華及前司庫鍾松輝，在早上被警方上門搜屋及帶回警署，涉嫌未有根據「社團條例」向警方提交資料。而職工盟前秘書長李卓人亦被要求協助調查。[149]

### 4月
- 4月1日：
  - 本港新增5,823宗新型肺炎確診，3宗屬輸入個案，5,820宗本地感染個案。當天新增的確診數字連續七日錄得四位數。再多120名確診者死亡，連續八日低於二百人及是連續31天破百人死亡。截至當天累計確診及死亡數字分別突破110萬及逼近八千關口，分別達1,163,238宗及7,945人。[150]
  - 本港解除9國來港「禁飛令」，不過首日只有英國及菲律賓直航機抵港，來自其他國家的市民仍然需要轉機回港。有市民表示因此額外多花5位數字支出，批評政府將海外回港者「妖魔化」。[151]
  - 是日為張國榮逝世19週年的日子，香港文華東方酒店外有市民擺放鮮花悼念偶像，不過警方以限聚令為由用封鎖線圍封有關路段和作出廣播，而食環署外判清潔工亦於清走花束。有市民表示難以置信，從來未試過社會連悼念場地都容不下。[152]
  - 奇妙電視77台及76台轉為以大氣電波網絡廣播電視訊號播放，並最快於年底前新增一條新頻道。[153]

- 4月2日：
  - 本港新增4,475宗新型肺炎確診，18宗屬輸入個案，4,457宗本地感染個案。當天新增的確診數字連續八日錄得四位數。再多116名確診者死亡，連續九日低於二百人及是連續32天破百人死亡。截至當天累計確診及死亡數字分別突破110萬及八千關口，分別達1,167,713宗及8,061人。[154]
  - 特首林鄭月娥及多名司局長分別到港九不同地區派發「防疫服務包」。其中林鄭月娥在署理民政事務局長陳積志陪同下，到西營盤「三無」大廈派發服務包。[155]

- 4月3日：
  - 本港新增3.709宗新型肺炎確診，10宗屬輸入個案，3,699宗本地感染個案。當天新增的確診數字連續九日錄得四位數。再多111名確診者死亡，連續十日低於二百人及是連續33天破百人死亡。截至當天累計確診及死亡數字分別突破110萬及八千關口，分別達1,171,422宗及8,172人。
  - 香港金曲頒獎典禮 2021/2022延期舉行。
  - 香港延期舉行第六屆行政長官選舉今日起提名。[156]

- 4月4日：
  - 本港新增3,138宗新型肺炎確診，12宗屬輸入個案，3,126宗本地感染個案。當天新增的確診數字連續兩日維持三千多宗及是連續十日錄得四位數。再多90名確診者死亡，是自2月28日以來死亡人數首次少於一百人，回落至兩位數。截至當天累計確診及死亡數字分別突破110萬及八千關口，分別達1,174,560宗及8,262人。
  - 林鄭月娥表示放棄連任競逐行政長官，指自己早向中央政府表達有關意向。[157]
  - 《星島日報》披露政務司司長李家超將辭職參加2022年香港特別行政區行政長官選舉，全國政協副主席梁振英任選舉委員會總召集人。政務司司長辦公室查詢發言人稱不評論傳媒報道。[158]

- 4月5日：本港新增3,254宗新型肺炎確診，16宗屬輸入個案，3,238宗本地感染個案。當天新增的確診數字連續三日維持三千多宗及是連續十一日錄得四位數。再多87名確診者死亡，連續兩日錄得兩位數。截至當天累計確診及死亡數字分別突破110萬及八千關口，分別達1,177,814宗及8,349人。

- 4月6日：
  - 警方國安處拘捕職工盟前副主席鄧建華、公民記者蕭雲龍等6人，涉嫌於去年12月至今年1月期間在法庭旁聽聆訊時故意作出滋擾行為，煽動意圖引起對香港司法的憎恨、藐視或離叛。[159]
  - 李家超請辭政務司司長，即時開始休假，並宣布參加行政長官選舉。[160]
  - 2019年7.28上環暴動案，13人被判監禁3年半至4年。[161]
  - 本港新增2,777宗新型肺炎確診，7宗屬輸入個案，2,770宗本地感染個案。當天新增的確診數字連續十二日錄得四位數。再多111名確診者死亡，相隔三日後死亡人數再次破百。截至當天累計確診及死亡數字分別突破110萬及八千關口，分別達1,180,591宗及8,460人。

- 4月7日：
  - 政府發放第一階段消費券，不少市民到港鐵站透過八達通補貼領取站取消費券。[162]
  - 本港新增2,644宗新型肺炎確診，12宗屬輸入個案，2,770宗本地感染個案。當天新增的確診數字連續兩日維持二千多宗及是連續十三日錄得四位數。再多97名確診者死亡，相隔兩天後死亡人數再次回落至兩位數。截至當天累計確診及死亡數字分別突破110萬及八千關口，分別達1,183,235宗及8,557人。

- 4月8日：
  - 政府建議全港市民自願在4月8日至10日連續3天進行快速檢測，並在24小時內將結果上載至網頁。特首林鄭月娥強調並非取代全民強制檢測。[163]當晚衞生防護中心收到新呈報個案有所增加。[164]
  - 本港新增2,492宗新型肺炎確診，8宗屬輸入個案，2,484宗本地感染個案。當天新增的確診數字連續三日維持二千多宗及是連續十四日錄得四位數。再多86名確診者死亡，連續兩日錄得兩位數。截至當天累計確診及死亡數字分別突破110萬及八千關口，分別達1,185,727宗及8,643人。
  - 受乾燥的大陸氣流影響，天文台總部錄得的相對濕度一度下降至22％，是自天文台有紀錄以來4月份最低相對濕度，平了1922年4月17日的紀錄[165]。

- 4月9日：本港新增2,535宗新型肺炎確診，13宗屬輸入個案，2,522宗本地感染個案。當天新增的確診數字連續兩日維持二千多宗及是連續十五日錄得四位數。再多62名確診者死亡，連續三日錄得兩位數。截至當天累計確診及死亡數字分別突破110萬及八千關口，分別達1,188,262宗及8,705人。

- 4月10日：本港新增1,921宗新型肺炎確診，18宗屬輸入個案，1,903宗本地感染個案。當天新增的確診數字是自2月15日以來首次少於二千宗及是連續十六日錄得四位數。再多65名確診者死亡，連續四日錄得兩位數。截至當天累計確診及死亡數字分別逼近120萬及九千關口，分別達1,190,183宗及8,770人[166]。

- 4月11日：
  - 資深傳媒人、中大新聞及傳播學院專業顧問區家麟在早上被警方國安處人員上門拘捕，涉嫌「串謀發布及/或複製煽動刊物」罪，到晚上獲准保釋外出。[167]警方不排除有更多人被捕。[168]
  - 政府宣布按原定計劃學校在復活節後分階段復課，並要所有教職員及學生每天均需進行快速測試，政府會為學校提供1000萬套快速測試套裝。[169]
  - 本港新增1,407宗新型肺炎確診，13宗屬輸入個案，1,394宗本地感染個案。當天新增的確診數字連續兩日少於二千宗及是連續十七日錄得四位數。再多52名確診者死亡，連續五日錄得兩位數。截至當天累計確診及死亡數字分別逼近120萬及九千關口，分別達1,191,590宗及8,827人[166]。

- 4月12日：本港新增1,433宗新型肺炎確診，13宗屬輸入個案，1,420宗本地感染個案。當天新增的確診數字連續三日少於二千宗及是連續十八日錄得四位數。再多59名確診者死亡，連續六日錄得兩位數。截至當天累計確診及死亡數字分別逼近120萬及九千關口，分別達1,193,023宗及8,886人。

- 4月13日：

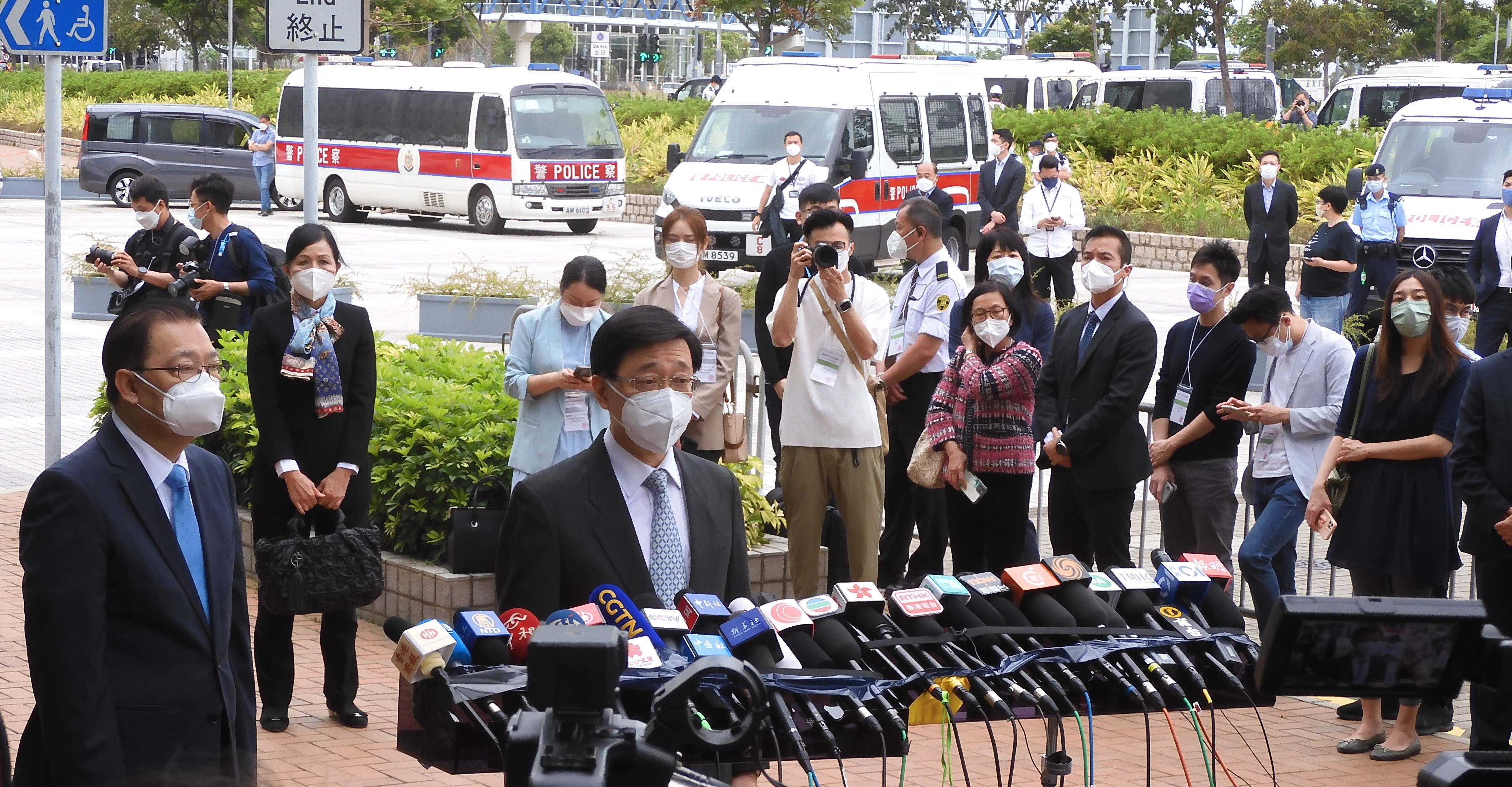
4月13日，香港前政务司司长李家超报名参与新一届特首选举。記者會進行期間，警方嚴密戒備

- - 香港前政务司司长李家超报名参与新一届特首选举，他获得过半数的786位选委提名，成为历届特首选举最多提名票的参选人。
  - 本港新增1,272宗新型肺炎確診，12宗屬輸入個案，1,260宗本地感染個案。當天新增的確診數字連續四日少於二千宗及是連續十九日錄得四位數。再多62名確診者死亡，連續七日錄得兩位數。截至當天累計確診及死亡數字分別逼近120萬及九千關口，分別達1,194,295宗及8,948人。
  - 懲教署表示定出三大針對性「去激化」更生項目，稱有250名在囚者曾自願參與。包括認識中國歷史及國民教育、心理及價值觀重整等，以去除「激進思想特徵」。學者批評署方採用的措施模式跟新疆再教育營相似。[170]

- 4月14日：
  - 馬鞍山梅子林村發生謀殺案，警方在早上6時17分接獲一名男子報案，指他於該處殺害1名38歲女子。警方以謀殺罪當場將52歲男子拘捕，現場亦檢獲大麻及冰毒。有村民表示表示他們背後有金錢和土地利益糾紛。而疑犯及事主共同經營收費營地，不排除因生意或金錢問題爭執。[171]
  - 下午，一名73歲新加坡籍華僑男子打劫油麻地彌敦道556號中國建設銀行(亞洲)，匪徒在櫃位展示一把疑似手槍物體聲稱打劫，之後掠取14,000港元現金，並登上九巴87D路線的巴士逃去。警方接報後派出大批穿上避彈衣的警員進行搜捕，並在九龍區主要幹道設路障追緝。[172]警方到晚上於八鄉元崗村拘捕該名匪徒，檢獲涉案的玩具槍及起回部分贓款，更發現他逾期居留超過10年。[173]
  - 第六屆特首選舉提交提名表格的限期屆滿，李家超成為今屆特首選舉唯一參選人。[174]
  - 政府宣布分階段放寬社交距離措施，多個處所，包括體育場所、健身中心、主題公園、戲院等獲准重開，食肆晚市堂食亦可恢復至晚上10時，酒吧及酒館仍然要關閉。
  - 本港新增1,043宗新型肺炎確診，23宗屬輸入個案，1,020宗本地感染個案。當天新增的確診數字連續五日少於二千宗及是連續廿日錄得四位數。再多54名確診者死亡，連續八日錄得兩位數。截至當天累計確診及死亡數字分別逼近120萬及突破九千關口，分別達1,195,338宗及9,002人。

- 4月15日：
  - 理工大學學生會臨時行政委員會接獲理大校方通知，勒令學生會須即時停用「香港理工大學 / 理大」名義運作的權利，並要求在7月15日或之前遷出學生會大樓範圍。[175]
  - 本港新增946宗新型肺炎確診，11宗屬輸入個案，935宗本地感染個案。當天新增的確診數字是自2月10日以來首次少於一千宗，降至三位數。再多69名確診者死亡，連續九日錄得兩位數。截至當天累計確診及死亡數字分別逼近120萬及突破九千關口，分別達1,196,284宗及9,069人。

- 4月16日：本港新增794宗新型肺炎確診，12宗屬輸入個案，782宗本地感染個案。當天新增的確診數字是連續兩日錄得三位數。再多41名確診者死亡，連續十日錄得兩位數。截至當天累計確診及死亡數字分別逼近120萬及突破九千關口，分別達1,197,078宗及9,110人。

- 4月17日：
  - 本港新增747宗新型肺炎確診，11宗屬輸入個案，736宗本地感染個案。當天新增的確診數字連續兩日維持七百多宗及是連續三日錄得三位數。再多29名確診者死亡，連續十一日錄得兩位數。截至當天累計確診及死亡數字分別逼近120萬及突破九千關口，分別達1,197,825宗及9,139人。
  - 第40屆香港電影金像獎頒獎典禮延期7月17日舉行。

- 4月18日：本港新增613宗新型肺炎確診，13宗屬輸入個案，600宗本地感染個案。當天新增的確診數字連續四日錄得三位數。再多20名確診者死亡，連續十二日錄得兩位數。截至當天累計確診及死亡數字分別逼近120萬及突破九千關口，分別達1,198,438宗及9,159人。

- 4月19日：
  - 本港新增600宗新型肺炎確診，11宗屬輸入個案，589宗本地感染個案。當天新增的確診數字連續兩日維持約六百宗及是連續五日錄得三位數。再多17名確診者死亡，連續十三日錄得兩位數。截至當天累計確診及死亡數字分別逼近120萬及突破九千關口，分別達1,199,038宗及9,176人。
  - 2019年11月3日在太古城發生的趙家賢被咬甩耳案，襲擊者被裁定有意圖傷人及普通襲擊等4罪罪成，在高等法院判監14年半。[176]
- 4月20日：
  - 本港新增668宗新型肺炎確診，13宗屬輸入個案，655宗本地感染個案。當天新增的確診數字連續三日維持六百多宗及是連續六日錄得三位數。再多10名確診者死亡，連續十四日錄得兩位數。截至當天累計確診及死亡數字分別逼近120萬及突破九千關口，分別達1,199,706宗及9,186人。
  - 人民力量前副主席譚得志（快必）被控在2020年發表煽動文字等14罪，其後國安法指定法官、區院法官陳廣池裁定其中11項罪名成立，今日被判監禁40個月，罰款5000元。[177]
  - 特首選舉唯一候選人李家超，其競選辦在YouTube開設的頻道「Johnlee2022」，被Google稱違反美國制裁的相關政策而遭停用，而facebook及Instagram沒有受到影響。[178]
- 4月21日：
  - 首階段社交距離措施放寬，停業逾三個月的健身室重開，有24小時的連鎖健身中心在深夜已經有數十人入場。[179]而大批市民到迪士尼及海洋公園遊玩。
  - 本港新增628宗新型肺炎確診，25宗屬輸入個案，603宗本地感染個案。當天新增的確診數字連續四日維持六百多宗及是連續七日錄得三位數。再多26名確診者死亡，連續十五日錄得兩位數。截至當天累計確診及死亡數字分別突破120萬及九千關口，分別達1,200,334宗及9,212人。
- 4月22日：
  - 香港中學文憑試開考，教育局指首日共有21人，包括9名確診及11名檢疫的考生獲安排到竹篙灣檢疫中心應考，另外1名考生因身體不適而不應考。[180]
  - 本港新增574宗新型肺炎確診，11宗屬輸入個案，563宗本地感染個案。當天新增的確診數字是連續八日錄得三位數。再多15名確診者死亡，連續十六日錄得兩位數。截至當天累計確診及死亡數字分別突破120萬及九千關口，分別達1,200,908宗及9,227人。
  - 「洪門宴」涉案餐廳承認違反防疫規例，判處罰款6,000元。[181]
- 4月23日：本港新增523宗新型肺炎確診，13宗屬輸入個案，510宗本地感染個案。當天新增的確診數字連續兩日維持五百多宗及是連續九日錄得三位數。再多9名確診者死亡，是自2月18日以來死亡人數再次降至單位數。截至當天累計確診及死亡數字分別突破120萬及九千關口，分別達1,201,431宗及9,236人。[182]
- 4月24日：
  - 凌晨2時25分，沙田新田圍邨豐圍樓19樓發生縱火案，造成6人受傷送院，其中兩人危殆(1人留醫至4月28日死亡)，警方在場拘捕一名57歲男子，並在該處居往超過10年。[183]
  - 本港新增429宗新型肺炎確診，19宗屬輸入個案，410宗本地感染個案。當天新增的確診數字是自2月6日以來首次少於500宗及是連續十日錄得三位數。再多13名確診者死亡，相隔兩日後再次錄得兩位數。截至當天累計確診及死亡數字分別突破120萬及九千關口，分別達1,201,860宗及9,249人。[184]
- 4月25日：
  - 香港外國記者會（FCC），突然以「不想誤墮法網」為由，宣布暫停頒發今年人權新聞獎，未有提及日後會否繼續舉辦。[185]
  - 香港民意研究所副行政總裁鍾劍華已離港到英國，他透露3月上旬就有關「俄烏戰爭」的民調而曾被警方國安處約談，不過警方指並非調查。另外，《文匯報》報道負責處理多宗人權官司及反修例案件的韋智達律師行，韋智達亦離開香港。[186]
  - 本港新增431宗新型肺炎確診，16宗屬輸入個案，415宗本地感染個案。當天新增的確診數字連續兩日維持四百多宗及是連續十一日錄得三位數。再多18名確診者死亡，連續兩日錄得兩位數。截至當天累計確診及死亡數字分別突破120萬及九千關口，分別達1,202,291宗及9,267人。
  - 受俄烏戰爭影響全球經濟，兩間電力公司提升燃料費。中電及港燈分別提升3.66%及17.8%。[187]

- 4月26日：本港新增347宗新型肺炎確診，12宗屬輸入個案，335宗本地感染個案。當天新增的確診數字是自2月6日以來首次少於400宗及是連續十二日錄得三位數。再多7名確診者死亡，相隔三天後死亡人數再次回落至單位數。截至當天累計確診及死亡數字分別突破120萬及九千關口，分別達1,202,638宗及9,274人。[188]

- 4月27日：
  - 著名藝人曾江被發現在尖沙咀九龍酒店房間內倒斃，據悉他曾向女兒透露心口痛，女婿隨即送藥到檢疫酒店，不過無法得知職員有否將藥送上房。[189]
  - 本港新增430宗新型肺炎確診，14宗屬輸入個案，414宗本地感染個案。當天新增的確診數字較昨日反彈近百宗，連續十三日錄得三位數。再多8名確診者死亡，連續兩日錄得單位數。截至當天累計確診及死亡數字分別突破120萬及九千關口，分別達1,203,481宗及9,282人。[190]

- 4月28日：
  - 一名50歲，來自廣西的內地援港照顧員，被發現於尖沙嘴龍堡國際酒店房間內倒斃。救護員到場當場證實該女子死亡。[191]
  - 清晨，荃灣海角街3號一個渠務署地盤內的組合屋發生三級火，現場兩名地盤監督逃生時受傷。[192]
  - 本港新增413宗新型肺炎確診，24宗屬輸入個案，389宗本地感染個案。當天新增的確診數字連續十四日錄得三位數。再多5名確診者死亡，連續三日錄得單位數。截至當天累計確診及死亡數字分別突破120萬及九千關口，分別達1,203,068宗及9,287人。

- 4月29日：
  - 清晨洪水橋發生恐怖運屍案，25歲男子殺去女友後用板車沿田廈路運屍，之後被街坊揭發報警。涉案的男子被警方以涉嫌謀殺拘捕。[193]
  - 23歲理工大學男生透過Telegram頻道「抗共港獨台」出售伸縮棍等裝備和發現家中藏有胡椒彈氣槍等武器，被國安法指定法官胡雅文判處監禁3年8個月。不過控方質疑國安法條文列明「情節嚴重」者須判5至10年刑期，法官最終接納法庭受國安法條文所限，改為監禁5年。[194]
  - 天文台在早上6時45分發出今年首個酷熱天氣警告，是首次在4月發出酷熱天氣警告。
  - 本港新增366宗新型肺炎確診，14宗屬輸入個案，352宗本地感染個案。當天新增的確診數字連續十五日錄得三位數。再多11名確診者死亡，相隔四日後再次錄得兩位數。截至當天累計確診及死亡數字分別突破120萬及九千關口，分別達1,203,847宗及9,298人。

- 4月30日：

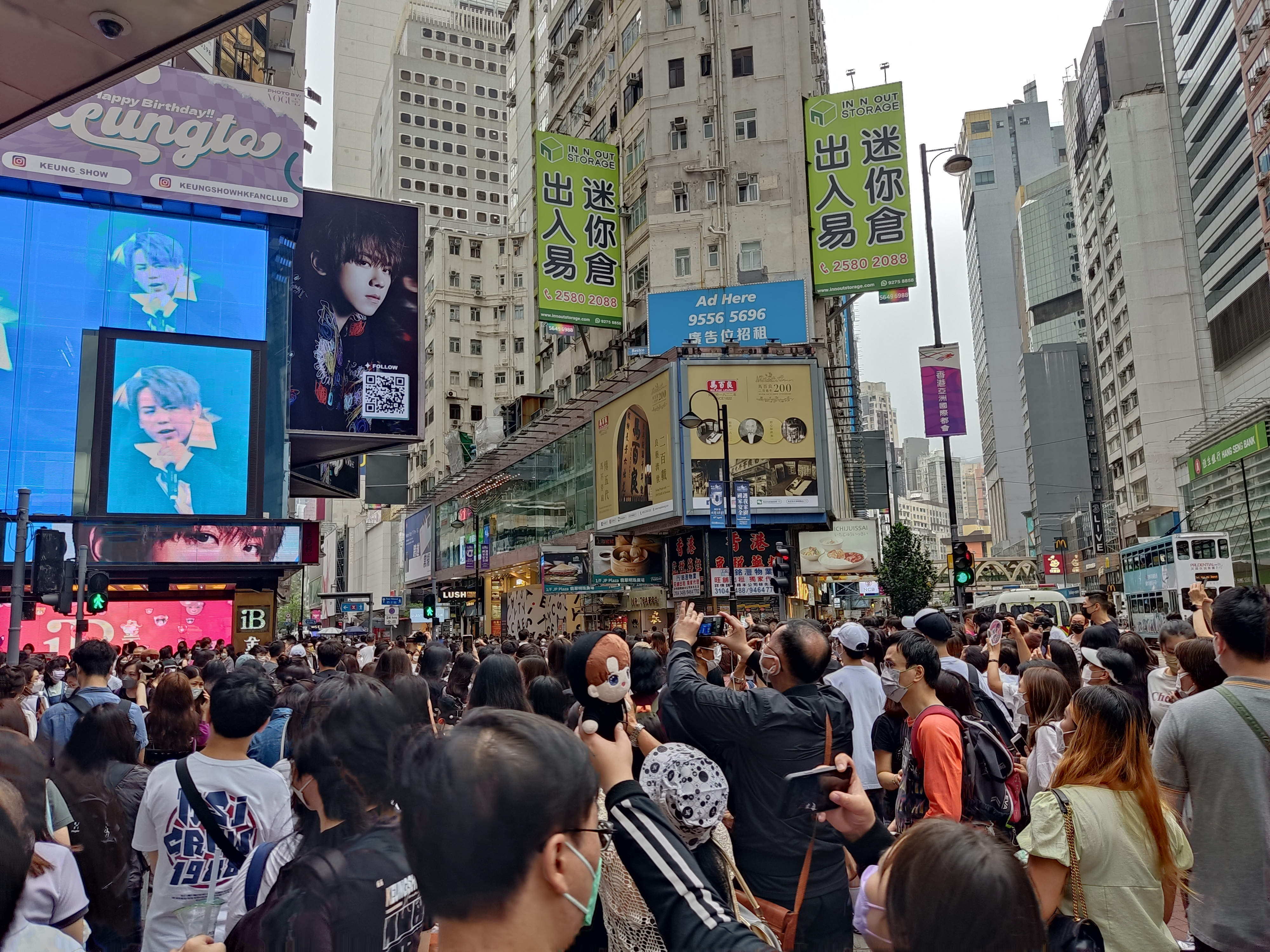
4月30日，銅鑼灣一帶變成「姜濤灣」，金百利商場近崇光百貨門外有大批市民打卡

- - 是日為男團MIRROR成員姜濤23歲生日，歌迷贊助本港今年首個「免費乘車日」，邀請市民免費乘坐電車。而銅鑼灣一帶亦變成「姜濤灣」，金百利商場近崇光百貨門外有近300名市民打卡。警方亦派出警員巡邏，亦有便衣警在場觀察。[195]
  - 本港新增363宗新型肺炎確診，25宗屬輸入個案，338宗本地感染個案。當天新增的確診數字連續兩日維持三百多宗及是連續十六日錄得三位數。再多10名確診者死亡，連續兩日錄得兩位數。截至當天累計確診及死亡數字分別突破120萬及九千關口，分別達1,204,210宗及9,308人。

### 5月
- 5月1日：

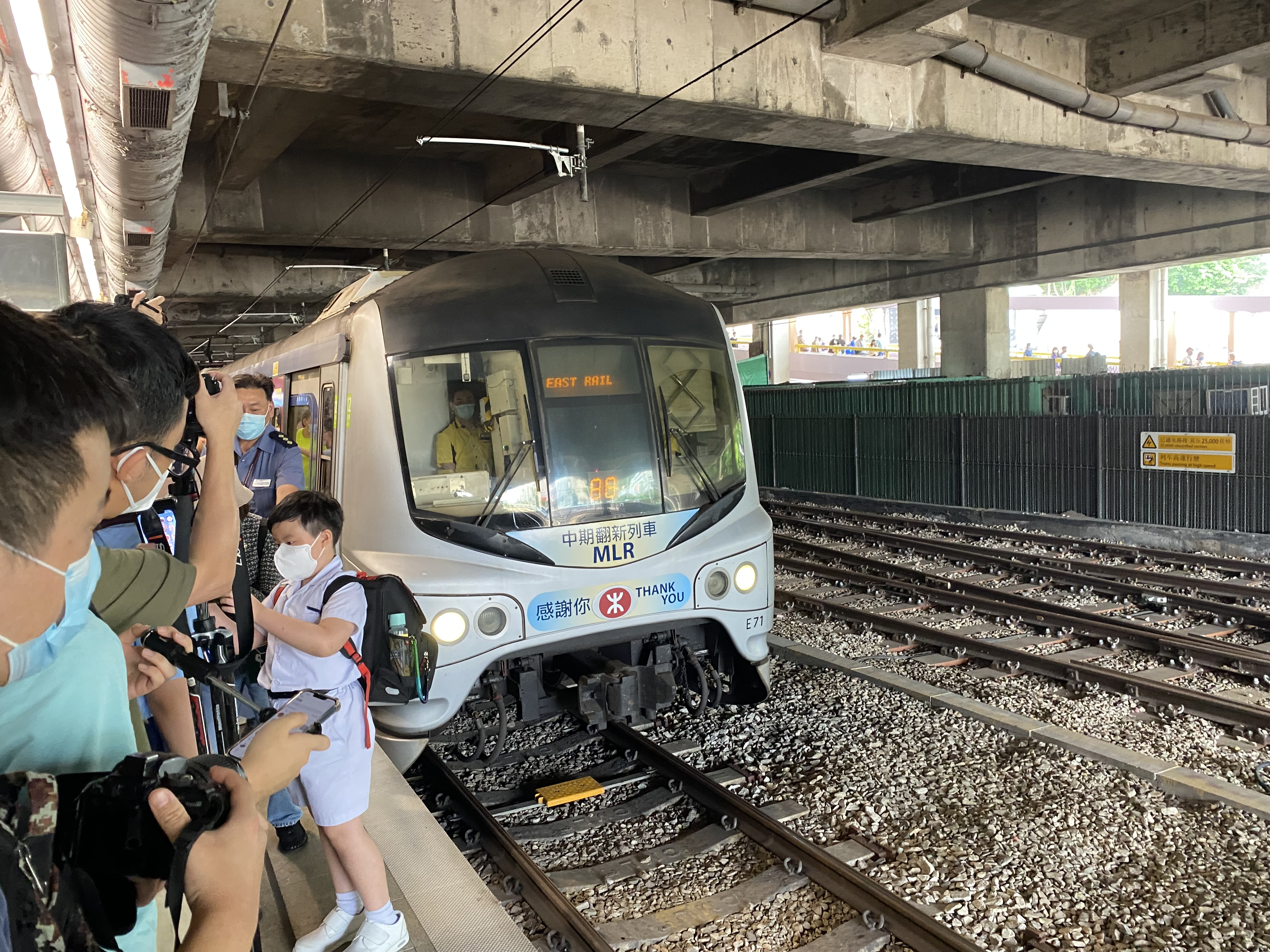
5月6日，港鐵為即將退役的「中期翻新列車」裝設特色佈置，最後在沙田站停留

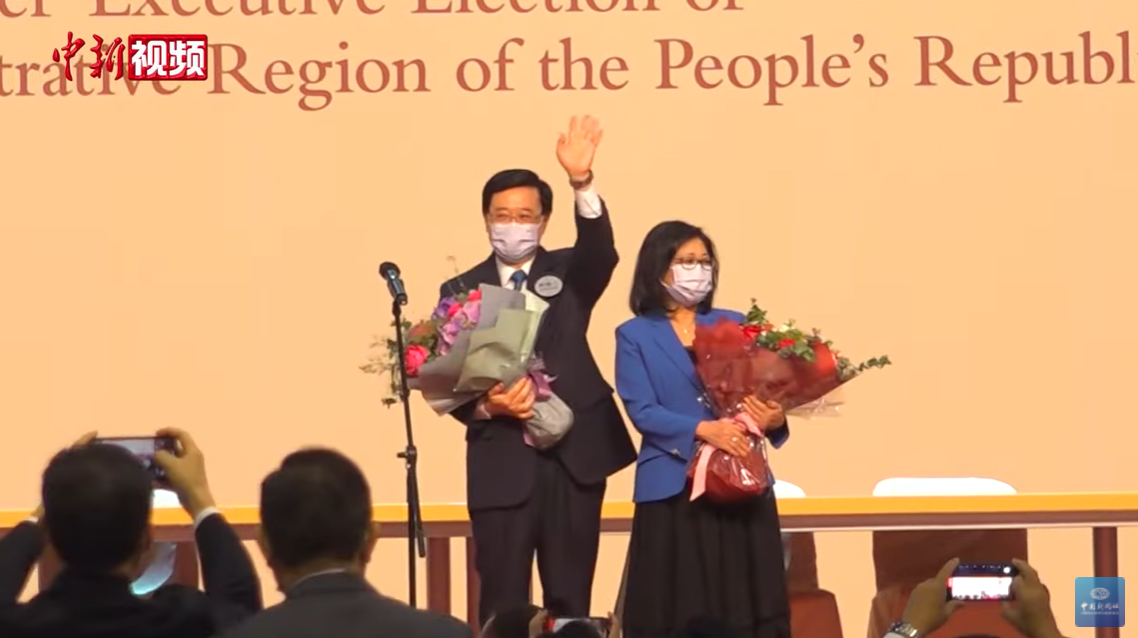
5月8日，行政長官選舉舉行，唯一的候選人李家超以1416支持及8票不支持，以99%超高得票率當選香港特別行政區行政長官，當選一刻太太林麗嬋現身支持

  - 受一股強烈東北季候風及高空擾動的持續暴雨影響，本港於5月1日錄得最低氣溫17.1℃，是自1917年後最冷的勞動節，亦是天文台有紀錄以來第3冷的勞動節(僅次於1909年的16.7℃及1917年的15.4℃)[196]。
  - 政府放寬部分入境措施，非本港居民相隔2年後可以入境，但需要完成接種疫苗、起飛前接受核酸檢測取得陰性結果，以及在檢疫酒店隔離7日。有旅客認為世界多處已開關，隔離是無必要。而檢疫酒店預訂情况仍然誇張。[197]
  - 本港新增300宗新型肺炎確診，22宗屬輸入個案，278宗本地感染個案。當天新增的確診數字是2月6日以來最低及是連續十七日錄得三位數。再多5名確診者死亡，相隔三日後再次回落至單位數。截至當天累計確診及死亡數字分別突破120萬及九千關口，分別達1,204,510宗及9,313人。
- 5月2日：
  - 繼續受一股強烈東北季候風及高空擾動影響，本港錄得最低氣溫16.4℃，是自1917年5月的最低紀錄，亦是二戰後最低，歷年5月最低日最低氣溫中第3低(首2名均於1917年錄得)[198]，大帽山只有9.8℃，成全港最冷地區[199]。當日平均氣溫為18.5℃，更是有紀錄以來5月日平均氣溫最低的一天[200]。
  - 本港新增283宗新型肺炎確診，22宗屬輸入個案，278宗本地感染個案。當天新增的確診數字是2月4日以來首次跌穿三百宗及是連續十八日錄得三位數。再多5名確診者死亡，連續兩日錄得單位數。截至當天累計確診及死亡數字分別突破120萬及九千關口，分別達1,204,793宗及9,318人。
- 5月3日：本港新增290宗新型肺炎確診，21宗屬輸入個案，269宗本地感染個案。當天新增的確診數字是連續兩日少於三百宗及是連續十九日錄得三位數。再多7名確診者死亡，連續三日錄得單位數。截至當天累計確診及死亡數字分別突破120萬及九千關口，分別達1,205,083宗及9,325人。
- 5月4日：
  - 媒體報導在一個星期內，已經有兩人在隔離及檢疫期間昏迷離世。醫管局公布，其中一人為59歲男子，本身一名患高血壓、糖尿、腎及心衰竭。他在竹篙灣隔離期間被發現在房內不省人事，送院搶救後不治。衛生防護中心沒有交代為何他沒有入醫院隔離治療。[201]
  - 警方於尖沙咀破獲一個「高鐘」賣淫集團，有5人被捕，當中包括30歲的沙田民政事務助理專員林方達。[202]
  - 本港新增313宗新型肺炎確診，22宗屬輸入個案，291宗本地感染個案。當天新增的確診數字是較昨日290宗反彈近一成，重上三百宗以上，亦是連續廿日錄得三位數。再多3名確診者死亡，連續四日錄得單位數。截至當天累計確診及死亡數字分別突破120萬及九千關口，分別達1,205,396宗及9,328人。
- 5月5日：
  - 本港新增321宗新型肺炎確診，17宗屬輸入個案，304宗本地感染個案。當天新增的確診數字連續兩日維持三百多及是連續廿一日錄得三位數。再多5名確診者死亡，連續五日錄得單位數。截至當天累計確診及死亡數字分別突破120萬及九千關口，分別達1,205,717宗及9,333人。
  - 工聯會立法會議員梁子穎指六個「方艙醫院」將在5月12日結束運作，預料5400名員工或將被解僱，面臨失業。[203]
  - 1081、1083及1088電話查詢服務的服務暫停。[204]
  - 21歲IVE男學生辯稱為了5千元報酬而運送大批紅酒到葵涌警署附近公園，並遭一名警長設局陷害。雖然被告提供合共超過30頁的電話紀錄，但最後裁判官裁定被告管有兩支汽油彈罪成，判處監禁14個月。而律政司決定不起訴警長，警方已讓他復職。[205]

- 5月6日：
  - 港鐵東鐵綫中期翻新列車最後一日載客，吸引大批市民和鐵路迷拍攝記錄和歡呼。同日亦是該列車投入服務以及東鐵首階段電氣化40周年。[206]
  - 本港新增324宗新型肺炎確診，29宗屬輸入個案，295宗本地感染個案。當天新增的確診數字連續三日維持三百多及是連續廿二日錄得三位數。再多11名確診者死亡，相隔六日後再次錄得至雙位數。截至當天累計確診及死亡數字分別突破120萬及九千關口，分別達1,206,041宗及9,344人。

- 5月7日：
  - 衛生防護中心在放寬社交距離措施後首次公布有食肆爆疫，4名互不相識的食客到元朗牡丹金閣尚品火鍋涮涮鍋用膳，之後被驗出陽性，政府要求同一時段光顧該食肆的190名食客及店內50名員工要進行強制檢測。[207]
  - 11名男女被控2019年10月5日在灣仔杜老誌道近軒尼詩道一帶暴動等罪名。法官指雖然沒有證據證明顯示被告作出任何行為，但仍然罪成，8人被告判監33至37個月，3名年輕被告則被判入教導所。[208]

- - 本港新增278宗新型肺炎確診，18宗屬輸入個案，260宗本地感染個案。當天新增的確診數字相隔四日再次跌穿三百宗及是連續廿三日錄得三位數。當天無新增死亡個案，是2月7日以來首次。截至當天累計確診及死亡數字分別突破120萬及九千關口，分別達1,206,319宗及9,344人。

- 5月8日：
  - 香港延期行政長官選舉舉行，唯一的候選人李家超以1416支持及8票不支持，以99%超高得票率當選香港特別行政區行政長官，將於同年7月1日正式就任。[209]
  - 香港首次將佛誕列入法定假日，由於當天是星期日，因此安排翌日補假。
  - 本港新增266宗新型肺炎確診，25宗屬輸入個案，241宗本地感染個案。當天新增的確診數字連續兩日維持二百多宗及是連續廿四日錄得三位數。再多2名確診者死亡。截至當天累計確診及死亡數字分別突破120萬及九千關口，分別達1,206,585宗及9,346人。

- 5月9日：本港新增233宗新型肺炎確診，33宗屬輸入個案，200宗本地感染個案。當天新增的確診數字連續三日維持二百多宗及是連續廿五日錄得三位數。再多1名確診者死亡。截至當天累計確診及死亡數字分別突破120萬及九千關口，分別達1,206,818宗及9,347人。

- 5月10日：
  - 2016年九龍灣淘大工業村迷你倉四級大火，導致兩名消防員殉職，死因裁判官今日裁定兩名事主死於不幸。[210]
  - 2019年10月6日的士在深水埗剷上行人路撞傷人事件，32歲男被告暴動及使用蒙面物品罪成，被判監禁3年。而同案的25歲女子在審訊當日已死亡，控方決定終止檢控。據知被告死因並非染疫、亦非自殺。[211]
  - 本港新增273宗新型肺炎確診，27宗屬輸入個案，246宗本地感染個案。當天新增的確診數字連續四日維持二百多宗及是連續廿六日錄得三位數。再多5名確診者死亡。截至當天累計確診及死亡數字分別突破120萬及九千關口，分別達1,207,091宗及9,352人。

- 5月11日：
  - 已停止運作的「612人道支援基金」信託人吳靄儀、陳日君、何韻詩及在囚的何秀蘭，涉嫌違反《港區國安法》勾結外國勢力罪被捕，到晚上獲得保釋。而信託人許寶強在5月10日晚上在機場離港時被警方帶走。警方指已經掌握多名捐款人資料，正展開調查。同時表示一些律師和大律師涉嫌作出專業失當行爲，已經向律師會和大律師公會投訴。[212]美國國務院對此作出強烈譴責。[213]
  - 支聯會拒交資料給警方國安處案件,前幹事陳多偉被判監禁3個月。[214]
  - 本港新增280宗新型肺炎確診，32宗屬輸入個案，248宗本地感染個案。當天新增的確診數字連續五日維持二百多宗及是連續廿七日錄得三位數。再多3名確診者死亡。截至當天累計確診及死亡數字分別突破120萬及九千關口，分別達1,207,371宗及9,355人。

- 5月12日：
  - 一名中年男工人於大埔工業邨淘大食品廠清潔一部機器時，懷疑機器突然啟動期間，機件夾着工人的頭部，經搶救後證實不治。[215]
  - 屯門醫院公佈懷疑遺體調亂事件，受影響兩名死者當中一人已火化，4名殮房職員已經停止執行相關職務。[216]
  - 本港新增294宗新型肺炎確診，40宗屬輸入個案，254宗本地感染個案。當天新增的確診數字連續六日維持二百多宗及是連續廿八日錄得三位數。再多5名確診者死亡。截至當天累計確診及死亡數字分別突破120萬及九千關口，分別達1,207,665宗及9,356人。
  - 西環邨西苑台過去五日累計5名居民染疫，加上屋邨污水檢測到的病毒量極高，整個屋邨須圍封強檢。[217]

- 5月13日：
  - 過海隧道巴士301線最後一天營運，大批巴士迷乘搭尾班車，新巴於當日安排告別活動，所有乘搭此路線尾班車的乘客獲贈證書一張；又透過「復刻版」電牌顯示告別字句「光榮告別（Glorious farewell）」、「服務紅隧三十載」，以作留念。策劃及車務部主管黃漢中及1991年此路線的首航車長劉永洪亦接受傳媒採訪，二人指出此路線深受市民歡迎，客量甚高，惟現已完成歷史任務。[218][219]
  - 本港新增298宗新型肺炎確診，21宗屬輸入個案，277宗本地感染個案。當天新增的確診數字連續七日維持二百多宗及是連續廿九日錄得三位數。再多3名確診者死亡。截至當天累計確診及死亡數字分別突破120萬及九千關口，分別達1,207,963宗及9,359人。

- 5月14日：本港新增284宗新型肺炎確診，33宗屬輸入個案，251宗本地感染個案。當天新增的確診數字連續八日維持二百多宗及是連續30日錄得三位數。再多1名確診者死亡。截至當天累計確診及死亡數字分別突破120萬及九千關口，分別達1,208,247宗及9,360人。

- 5月15日：

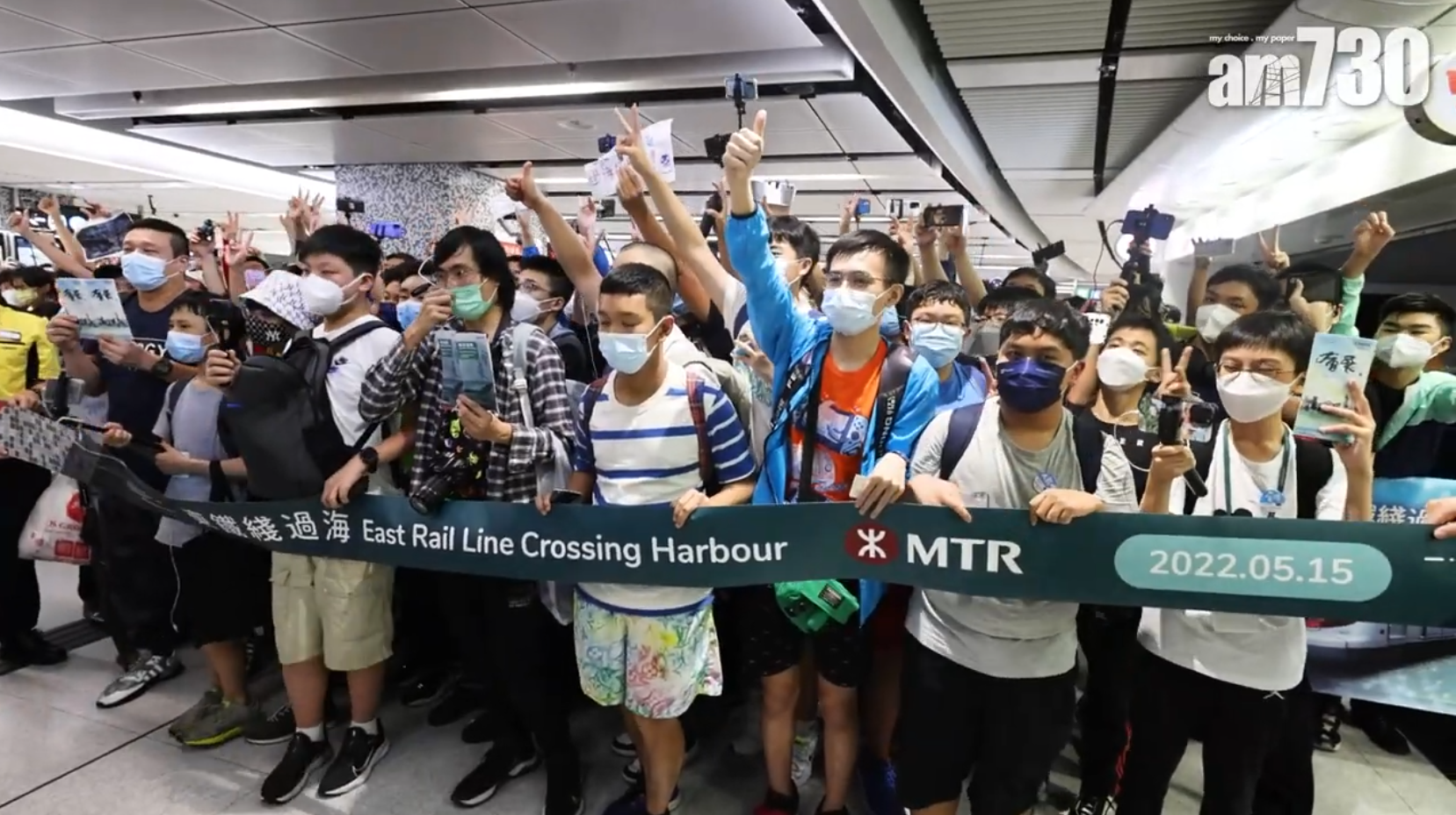
5月15日，會展站大堂有大批鐵路迷等候往入閘機

- - 東鐵綫過海延線通車及會展站啟用，標誌著沙田至中環綫所有工程完成（不包括旺角東及羅湖/落馬洲各站的月台閘門）。特別頭班車於凌晨5時25分會展站開出，吸引2000名市民及鐵路迷通宵在會展站等候搶先乘搭。
  - 本港新增259宗新型肺炎確診，33宗屬輸入個案，226宗本地感染個案。當天新增的確診數字連續九日維持二百多宗及是連續31日錄得三位數。再多1名確診者死亡。截至當天累計確診及死亡數字分別突破120萬及九千關口，分別達1,208,506宗及9,361人。觀塘「御善私房菜」再多2人確診，上環「星月樓」新增4人染疫，紅磡「新旺會」桌球室亦多1人中招。

- 5月16日：
  - 受一股東北季候風影響，本港錄得最低氣溫18.8℃，是1984年以來5月中旬（11日至20日）的最低紀錄。當日最高氣溫20.8℃，更是歷年5月中旬日最高氣溫的最低紀錄[220]。
  - 司法機構相隔18年首次修訂《法官行為指引》,指出法官在社交媒體「加朋友」、「讚好」或「追蹤」任合人士或團體時，應格外審慎，法官同時應避免以個人或匿名身份向傳媒發表意見。[221]
  - 政府建議修例，禁止違反「危害國家安全罪行」的社工擔任社工或續牌，立法會多名議員更要求「嚴懲」違反國家安全的社工。[222]
  - 本港新增234宗新型肺炎確診，42宗屬輸入個案，192宗本地感染個案。當天新增的確診數字連續十日維持二百多宗及是連續32日錄得三位數。當天是相隔九日後再次無新增死亡個案。截至當天累計確診及死亡數字分別突破120萬及九千關口，分別達1,208,740宗及9,361人。

- 5月17日：
  - 《星島日報》引述個人資料私隱專員的消息，指積極考慮首次引用法例，封鎖市民常使用的通訊程式Telegram。[223]
  - 壹傳媒創辦人黎智英、前行政總裁張劍虹、前《蘋果日報》總編輯羅偉光等7人違反《港區國安法》的案件，控方申請將3個案合併獲批。《國安法》指定法官、主任裁判官羅德泉將有關案件交付至高等法院審理。[224]
  - 一名66歲女子在2021年7月接種首針復必泰16日後離世，經解剖後證實死因是心肌炎。疫苗保障基金首次賠償200萬元。[225]
  - 本港新增328宗新型肺炎確診，39宗屬輸入個案，289宗本地感染個案。當天新增的確診數字較昨日反彈近百宗，相隔十一日後再次超過三百宗及是連續33日錄得三位數。當天是連續兩日無新增死亡個案。截至當天累計確診及死亡數字分別突破120萬及九千關口，分別達1,209,068宗及9,361人。

- 5月18日：
  - 跑馬地聖保祿中學兩名分別16歲及13歲女生疑受感情問題困擾，下午在筲箕灣一大廈天台墮樓，當場死亡。[226]
  - 一名72歲老人2017年在觀塘游泳池遇溺離世，死因庭裁定她死於意外，批評康文署在事件中嚴重疏忽。[227]
  - 本港新增329宗新型肺炎確診，31宗屬輸入個案，298宗本地感染個案。當天新增的確診數字連續兩日超過三百宗及是連續34日錄得三位數。再多4名確診者死亡。截至當天累計確診及死亡數字分別突破120萬及九千關口，分別達1,209,397宗及9,365人。
  - 受一股東北季候風影響，天文台當日錄得日平均相對濕度52%、以及日平均露點溫度13.3℃，雙雙打破5月下半月（16日至31日）的最低紀錄[228]。

- 5月19日：
  - 第二階段社交距離措施放寬，餐飲處所堂食時間延長至晚上12時，宴會活動人數上限提升至120人；酒吧酒館等處所重開。另外，巿民在健身中心做運動時，毋須再戴口罩，但健身中心要符合換氣量要求[229]。
  - 本港新增291宗新型肺炎確診，38宗屬輸入個案，253宗本地感染個案。當天新增的確診數字相隔三日後再次跌穿三百宗及是連續35日錄得三位數。再多1名確診者死亡。截至當天累計確診及死亡數字分別突破120萬及九千關口，分別達1,209,688宗及9,366人。
  - 天文台錄得日平均相對濕度52%、以及日平均露點溫度13.3℃，雙雙打破5月下半月（16日至31日）的最低紀錄[228]。
  - 27歲電腦技術員被指為Telegram頻道「SUCK Channel」的擁有人及管理員，發布大量信息串謀煽惑他人刑事毁壞、縱火、公眾妨擾、製造炸藥、有意圖而導致身體受嚴重傷害、暴動、施用毒藥或其他殘害性物品或有害物品罪成，被判監禁6年6個月，為涉及Telegram案件中最重判刑。[230]

- 5月20日：
  - 中國國務院總理李克強簽署國務院令，任命李家超為第六任香港行政長官[231]。
  - 本港新增243宗新型肺炎確診，26宗屬輸入個案，217宗本地感染個案。當天新增的確診數字相隔兩日後少於三百宗及是連續36日錄得三位數。再多4名確診者死亡。截至當天累計確診及死亡數字分別突破120萬及九千關口，分別達1,209,931宗及9,370人。

- 5月21日：本港新增228宗新型肺炎確診，16宗屬輸入個案，212宗本地感染個案。當天新增的確診數字連續兩日少於三百宗及是連續37日錄得三位數。當天是相隔九日後再次無新增死亡個案。截至當天累計確診及死亡數字分別突破120萬及九千關口，分別達1,210,159宗及9,370人。

- 5月22日：本港新增237宗新型肺炎確診，25宗屬輸入個案，212宗本地感染個案。當天新增的確診數字連續三日少於三百宗及是連續38日錄得三位數。當天是連續兩日無新增死亡個案。截至當天累計確診及死亡數字分別突破120萬及九千關口，分別達1,210,396宗及9,370人。

- 5月23日：
  - 法律改革委員會檢討所有成文法例，研究整合或廢除過時法例，合共有78條。多名建制派議員要求換走港英字眼。[232]
  - 本港新增190宗新型肺炎確診，28宗屬輸入個案，162宗本地感染個案。當天新增的確診數字是第五波疫情高峰以來首次少於200宗及是連續39日錄得三位數。當天是連續三日無新增死亡個案。截至當天累計確診及死亡數字分別突破120萬及九千關口，分別達1,210,586宗及9,370人。太古城麥當勞再有兩名差不多時段光顧的食客染疫，累計有6宗。

- 5月24日：
  - 港大法律系前副教授戴耀廷涉2016年立法會換屆選舉中宣傳「雷動計劃」，被廉署控告4項「在選舉中作出招致選舉開支的非法行為」罪，被判監禁10個月。[233]
  - 一名男童因週日在旺角朗豪坊玩具店「KKplus」「挨跌」大型「天線得得B」模型，一度要由家長賠逾3萬元的事件引起網上討論，更被指出展品被毀壞的意外已經發生第4次。目公司凱知樂國際到5月24日致歉，並指已向涉事家庭全數退款。而涉事小童的家長表示事件讓小朋友去看心理醫生，指短期也不會再到訪朗豪坊。[234]
  - 本港新增250宗新型肺炎確診，34宗屬輸入個案，216宗本地感染個案。當天新增的確診數字連續40日錄得三位數。當天是連續四日無新增死亡個案。截至當天累計確診及死亡數字分別突破120萬及九千關口，分別達1,210,836宗及9,370人。

- 5月25日：
  - 為打擊門票炒賣，康文署宣布主動與MIRROR演唱會主辦機構，是紅館首次以實名制方式購票。[235]
  - 本港新增251宗新型肺炎確診，28宗屬輸入個案，223宗本地感染個案。當天新增的確診數字連續41日錄得三位數。再多2名確診者死亡。截至當天累計確診及死亡數字分別突破120萬及九千關口，分別達1,211,087宗及9,372人。

- 5月26日：
  - 媒體報道香港會計師公會低調公布，將在年底終止與美國資格互認並失效。[236]
  - 本港新增251宗新型肺炎確診，36宗屬輸入個案，215宗本地感染個案。當天新增的確診數字連續42日錄得三位數。再多2名確診者死亡。截至當天累計確診及死亡數字分別突破120萬及九千關口，分別達1,211,338宗及9,374人。

- 5月27日：
  - 市建局宣布啟動重建九龍城「衙前圍道/賈炳達道」項目，估計將預留超過150億元，重建需時10年。而九龍城市政大廈將面臨清拆。[237]
  - 本港新增250宗新型肺炎確診，29宗屬輸入個案，221宗本地感染個案。當天新增的確診數字連續43日錄得三位數。再多1名確診者死亡。截至當天累計確診及死亡數字分別突破120萬及九千關口，分別達1,211,588宗及9,375人。

- 5月28日：
  - 九龍站上蓋豪宅君臨天下會所泳池，在晚上8時許有兩名7歲女童遇溺昏迷，造成一死一命危。[238]
  - 本港新增270宗新型肺炎確診，29宗屬輸入個案，239宗本地感染個案。當天新增的確診數字連續44日錄得三位數。再多1名確診者死亡。截至當天累計確診及死亡數字分別突破120萬及九千關口，分別達1,211,858宗及9,376人。

- 5月29日：
  - 本港新增237宗新型肺炎確診，37宗屬輸入個案，200宗本地感染個案。當天新增的確診數字連續45日錄得三位數。當天是相隔五日後再次無新增死亡個案。截至當天累計確診及死亡數字分別突破120萬及九千關口，分別達1,212,095宗及9,376人。其中中環再有酒吧爆發感染群組，「Iron Fairies & J. Boroski」酒吧有11人染疫。[239]

- 5月30日：
  - 上午，國務院總理李克強在中南海紫光閣接見李家超，並向其頒授任命狀，正式任命其為香港第六任行政長官。[240]下午，中共中央總書記兼國家主席習近平在北京釣魚台國賓館接見候任特首李家超，強調要「必須倍加珍惜，長期堅持」新選舉制度。[241]
  - 南區地標珍寶海鮮舫因無人接手，將在下月移離香港，並物色新營運者。[242]
  - 本港新增275宗新型肺炎確診，48宗屬輸入個案，227宗本地感染個案。當天新增的確診數字連續46日錄得三位數。再多2名確診者死亡。截至當天累計確診及死亡數字分別突破120萬及九千關口，分別達1,212,370宗及9,378人。

- 5月31日：
  - 人氣男團MIRROR演唱會的門票在城市售票網以實名制發售，導致網絡大塞車，不少樂迷均投訴未能登入網站。不過民政事務局在facebook發文卻稱「紅館演唱會實名制運作暢順」，引起網民留言派嬲。[243]
  - 政府計劃今年內提交修例，將「大麻二酚」CBD納入《危險藥物條例》。[244]
  - 本港新增329宗新型肺炎確診，35宗屬輸入個案，294宗本地感染個案。當天新增的確診數字連續47日錄得三位數。當天是相隔兩日後再次無新增死亡個案。截至當天累計確診及死亡數字分別突破120萬及九千關口，分別達1,212,699宗及9,378人。

### 6月
- 6月1日：

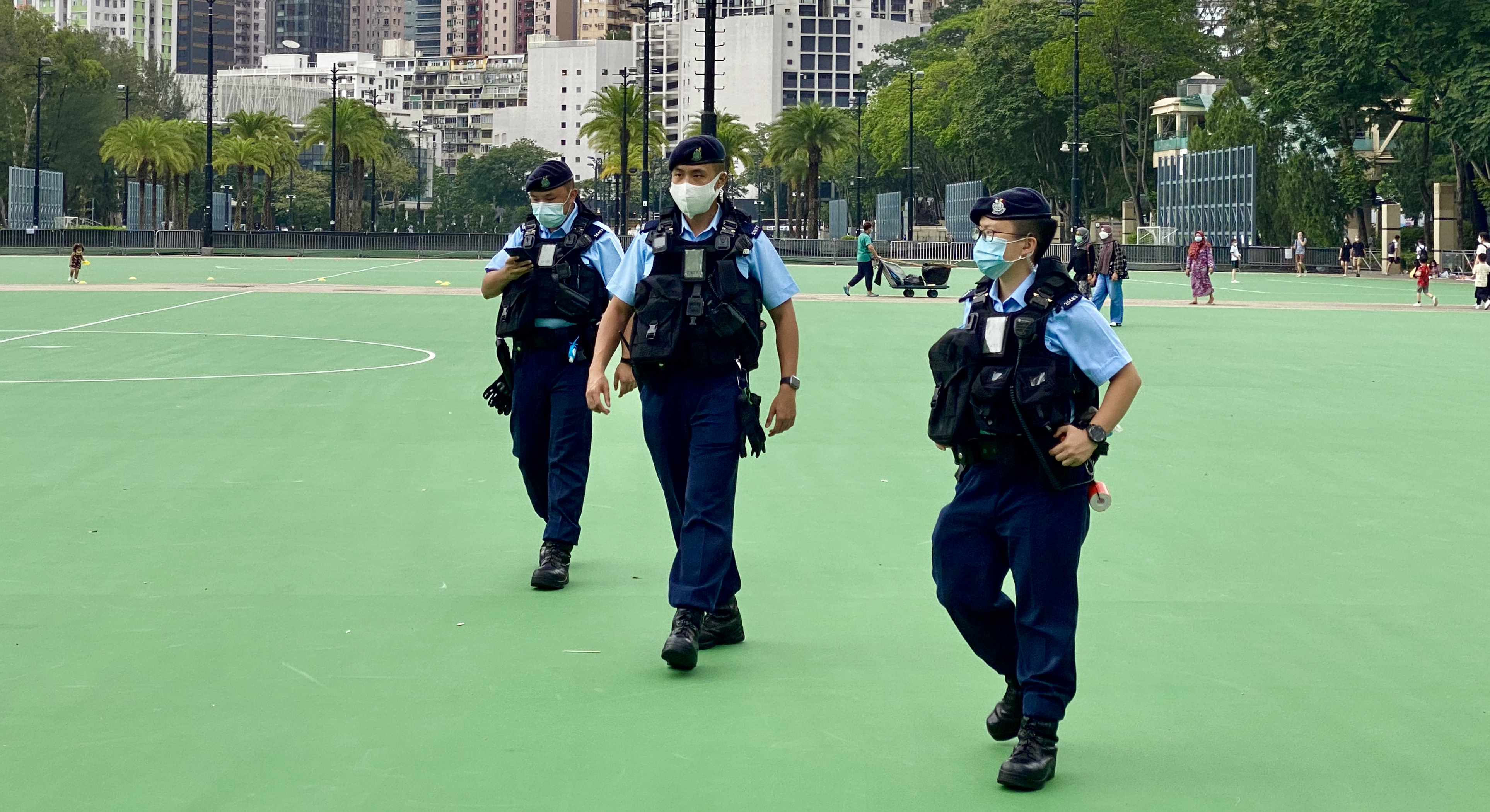
6月3日康文署围封铜锣湾維園足球场前，大批身穿防刺背心的警員在該處部署

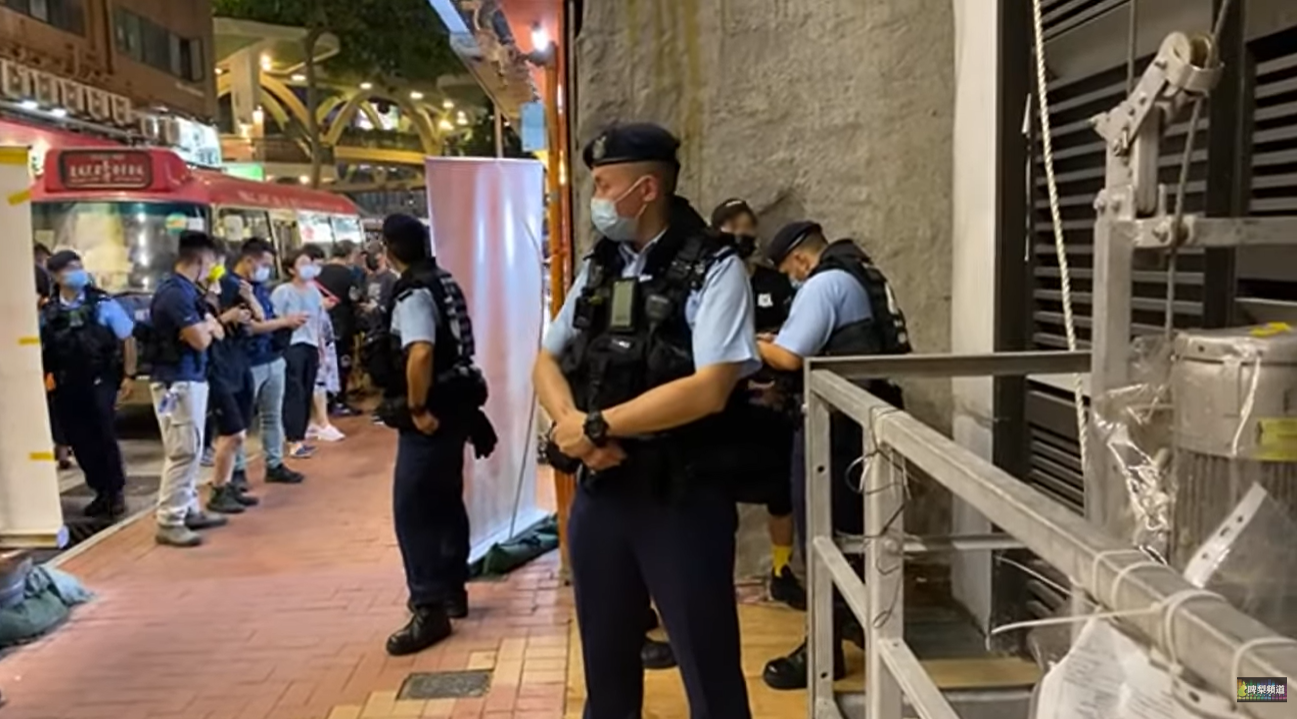
6月4日為六四事件33年，大批警員在銅鑼灣一帶戒備，穿黑衣市民遭截查

  - 本港新增505宗新型肺炎確診，34宗屬輸入個案，471宗本地感染個案。當天新增的確診數字創4月23日以來新高，亦是連續48日錄得三位數。再多1名確診者死亡。截至當天累計確診及死亡數字分別突破120萬及九千關口，分別達1,213,204宗及9,379人。
  - 小型無人機令生效，規例要求超過200克的無人機（包括航拍機）及遙控機師均需要註冊。操作超過7公斤的無人機（包括航拍機）需通過政府認可的考試。條文設有6個月寬限期，即2022年11月30日後才正式強制執行實施。[245][246]
- 6月2日：
  - 位於邊境禁區的沙頭角碼頭，開始每逢公眾假期、星期六及日，開放給本地遊旅行團使用，計劃試行6個月後進行檢討。[247]
  - 本港新增489宗新型肺炎確診，65宗屬輸入個案，424宗本地感染個案，當天新增的確診數字連續49日錄得三位數。再多1名確診者死亡。截至當天累計確診及死亡數字分別突破120萬及九千關口，分別達1,213,693宗及9,380人。
- 6月3日：
  - 康文署以場地或被利用作非法活動為由，在晚上11時關閉維多利亞公園中央草坪、足球場、籃球場及多個出入口。大批身穿防刺背心及護頸的警員在中午起在維園和銅鑼灣一帶部署，不時截查市民。一名女子於東角道將薯仔去皮後點起火機，之後被警方以涉嫌公眾地方行為不檢被捕。另外，警方在大埔拘捕一名59歲男保安員，指他在網上呼籲人今日殘殺警務人員，涉嫌煽惑他人意圖造成身體嚴重傷害被捕。[248]
  - 元朗錦田水頭村被揭發殺嬰案，一名年僅14個月大的女嬰被發現倒斃睡房內，警方以涉嫌「兇殺」拘捕女嬰父母。[249]
  - 本港新增499宗新型肺炎確診，49宗屬輸入個案，450宗本地感染個案。當天新增的確診數字連續50日錄得三位數。再多2名確診者死亡。截至當天累計確診及死亡數字分別突破120萬及九千關口，分別達1,214,193宗及9,382人。
- 6月4日：
  - 六四事件33年，維園中央草坪和足球場關閉，香港多處都有大批警員戒備，多名穿黑衣，帶鮮花或途經維園市民遭截查。[250]在銅鑼灣，有市民手持一疊白色A4紙被警員帶入封鎖線問話，亦有人在背包插有一枝白色鮮花亦被遭警察截查及搜身。警員指展示任何標語會引起公眾聚集。[251]到傍晚，警方在維園外英皇道設路障截查車輛和登上巴士巡查。到晚上7時半，大批警員宣布維園為「行動區」，拉起橙色膠帶擴大封鎖範圍。而警員亦在維園內加強巡查，有打開手機燈的市民被要求關燈。[252][253]警方表示共有5男1女在銅鑼灣及維園一帶被捕，年齡介乎19至80歲，分別涉嫌「煽惑他人參與未經批准集結」、「阻礙警務人員執行職務」及「藏有攻擊性武器」（萬用軍刀）。[254]
  - 中國外交部駐港特派員公署在六四前夕，提醒多個西方國家的駐港領事館，不要在六四問題上表態。不過部分外國駐港領事館有悼念六四事件，包括美國、波蘭和澳洲駐港澳總領事館。[255]而歐盟駐港澳辦事處和美國駐港總領事館連續第二年在窗邊擺放蠟燭。外交部駐港公署發言人表示強烈譴責和堅決反對。[256]
  - 本港新增446宗新型肺炎確診，64宗屬輸入個案，382宗本地感染個案。當天新增的確診數字連續51日錄得三位數。當天是相隔四日後再次無新增死亡個案。截至當天累計確診及死亡數字分別突破120萬及九千關口，分別達1,214,638宗及9,382人。
- 6月5日：本港新增515宗新型肺炎確診，42宗屬輸入個案，473宗本地感染個案。當天新增的確診數字創4月23日以來新高，亦是連續52日錄得三位數。再多4名確診者死亡。截至當天累計確診及死亡數字分別突破120萬及九千關口，分別達1,215,153宗及9,386人。

- 6月6日：
  - 連鎖零售商優之良品傳出全線結業，記者發現多間分店均無人接聽電話，其網頁亦無法進入。[257]
  - 《明報》報道有中小學因應《港區國安法》實施，將部分圖書館館藏下架，並承認「自我審查」。教育局長楊潤雄強調校方有責任推動國家安全教育，不會有一些危害國家安全的書本。[258]
  - 因身在獄中而無法參與宣誓的大埔區議員姚鈞豪，被取消其議員資格。[259]
  - 國家財政部公佈今年將在香港發行230億元人民幣國債。[260]
  - 本港新增543宗新型肺炎確診，86宗屬輸入個案，457宗本地感染個案。當天新增的確診數字創4月22日以來新高，亦是連續53日錄得三位數。當天是相隔兩日後再次無新增死亡個案。截至當天累計確診及死亡數字分別突破120萬及九千關口，分別達1,215,696宗及9,386人。
- 6月7日：
  - 候任行政長官李家超入稟高等法院，就三度沒有按《選舉程序（行政長官選舉）規例》提交選舉廣告的支持同意書副本，申請豁免罰款或監禁等刑罰及訟費。[261]
  - 本港新增489宗新型肺炎確診，53宗屬輸入個案，436宗本地感染個案。當天新增的確診數字確診連續54日錄得三位數。再多3名確診者死亡。截至當天累計確診及死亡數字分別突破120萬及九千關口，分別達1,215,935宗及9,389人。
- 6月8日：
  - 英基國際幼稚園（烏溪沙）一名前行政主任因向10多名家長收受或索取逾90萬元賄款，而導致13名學童獲得取錄，賄款逾90萬而被控。10名家長因涉嫌提供賄款亦遭到控告。[262]
  - 本港新增558宗新型肺炎確診，63宗屬輸入個案，495宗本地感染個案。當天新增的確診數字創4月22日以來新高，亦是連續55日錄得三位數。當天是相隔兩日後再次無新增死亡個案。截至當天累計確診及死亡數字分別突破120萬及九千關口，分別達1,216,228宗及9,389人。

- 6月9日：
  - 行政長官林鄭月娥最後一次出席立法會答問會，她表示五年任期交出「無愧於自己嘅成績表」，無一刻感到後悔，也沒有想過辭職，指家人和中央支持是動力之一，自己無理由臨陣退縮。而自己本身是遇到愈困難的事會愈興奮。[263]
  - 立法會在大比數贊成下，三讀通過取消強積金對冲，最快2025年取消。[264]
  - 本港新增674宗新型肺炎確診，73宗屬輸入個案，601宗本地感染個案。當天新增的確診數字創4月17日以來新高，亦是連續56日錄得三位數。再多1名確診者死亡。截至當天累計確診及死亡數字分別突破120萬及九千關口，分別達1,216,842宗及9,390人。
- 6月10日：
  - 專攻調查報道的傳真社宣布停止運作。[265]
  - 凌晨中環雲咸街發生持刀襲擊及開槍案，造成3名男子受傷，2人陷入昏迷。警方拘捕4人，初步調查後相信事件涉及兩個黑社會幫派鬥爭。[266]
  - 政府刊憲撤銷港大法律學院前副教授戴耀廷、民主黨前主席楊森及前副主席單仲偕的勳銜。其中楊森及單仲偕的太平紳士委任亦被撤銷。[267]
  - 本港新增672宗新型肺炎確診，59宗屬輸入個案，613宗本地感染個案。當天新增的確診數字連續兩天維持六百多宗，亦是連續57日錄得三位數。當天是相隔兩日後再次無新增死亡個案。截至當天累計確診及死亡數字分別突破120萬及九千關口，分別達1,217,510宗及9,390人。
- 6月11日：本港新增851宗新型肺炎確診，74宗屬輸入個案，777宗本地感染個案。當天新增的確診數字創4月15日以來新高，亦是連續58日錄得三位數。當天是連續兩日無新增死亡個案。截至當天累計確診及死亡數字分別突破120萬及九千關口，分別達1,218,361宗及9,390人。
- 6月12日：

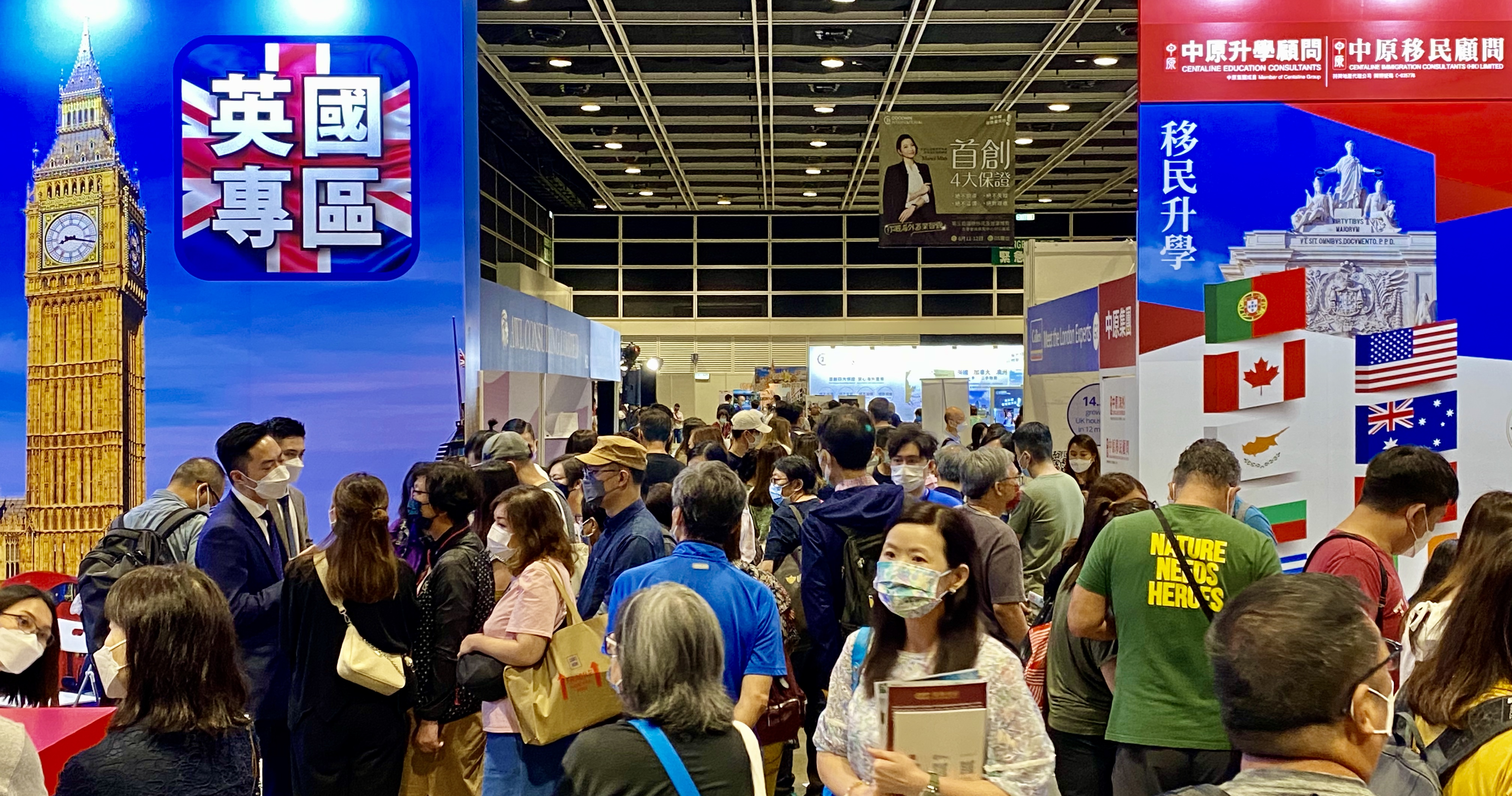
媒體報道國際移民博覽有超過47,000人次入場參觀，較上屆一年前的入場人數上升超過40%

- - 中聯辦主任駱惠寧就《大公報》創刊120周年慶祝活動上表示，香港社會「尤其需要愛國愛港傳媒堅持真理、激濁揚清」。[268]
  - 媒體報道國際移民博覽有超過47,000人次入場參觀，較上屆一年前的入場人數上升超過40%。參觀者指香港的教育及近年的社會氛圍成為考慮移民的主要原因。[269]
  - 本港新增814宗新型肺炎確診，106宗屬輸入個案，708宗本地感染個案。當天新增的確診數字連續兩天維持八百多宗，亦是連續59日錄得三位數。當天是連續三日無新增死亡個案。截至當天累計確診及死亡數字分別突破120萬及九千關口，分別達1,219,175宗及9,390人。
- 6月13日：
  - 半山干德道41號聯邦花園發生致命工業意外，兩名工人從逾20層高的吊船墮地，二人均傷重不治。[270]
  - 政府公布第二階段消費券將於8月7日起發放，並修訂領取資格。「有條件成永久居民」者可領取半額消費券，不過「有意圖永久離港者」，包括升學、派駐海外工作等則不符合資格領取。而消費券新增BoC Pay及PayMe支付平台。[271]
  - 本港新增737宗新型肺炎確診，104宗屬輸入個案，633宗本地感染個案。當天新增的確診數字連續兩日破八百後稍為回落，亦是連續60日錄得三位數。當天是連續四日無新增死亡個案。截至當天累計確診及死亡數字分別突破120萬及九千關口，分別達1,219,912宗及9,390人。

- 6月14日：
  - 停業超過兩年的珍寶海鮮舫正式移離香港，市民對此感到唏噓。[272]
  - 特首林鄭月娥出席行會前表示，表明對外國商會要求放寬入境檢疫措施的訴求「寸步不讓」，繼續維持目前社交距離措施。同時會「竭盡全力」創造條件讓領導人訪港。[273]
  - 警務處長蕭澤頤上任後首度出席區議會會議。他到北區區議會強調自己當日出席「洪門宴」無違法，又稱警方就防疫規例屬「有法必依，違法必究」。[274]
  - 香港足球代表隊繼1968年之後，再次晉身2023亞洲盃決賽周。[275]
  - 本港新增849宗新型肺炎確診，97宗屬輸入個案，752宗本地感染個案。當天新增的確診數字連續61日錄得三位數。再多1名確診者死亡。截至當天累計確診及死亡數字分別突破120萬及九千關口，分別達1,220,761宗及9,391人。

- 6月15日：

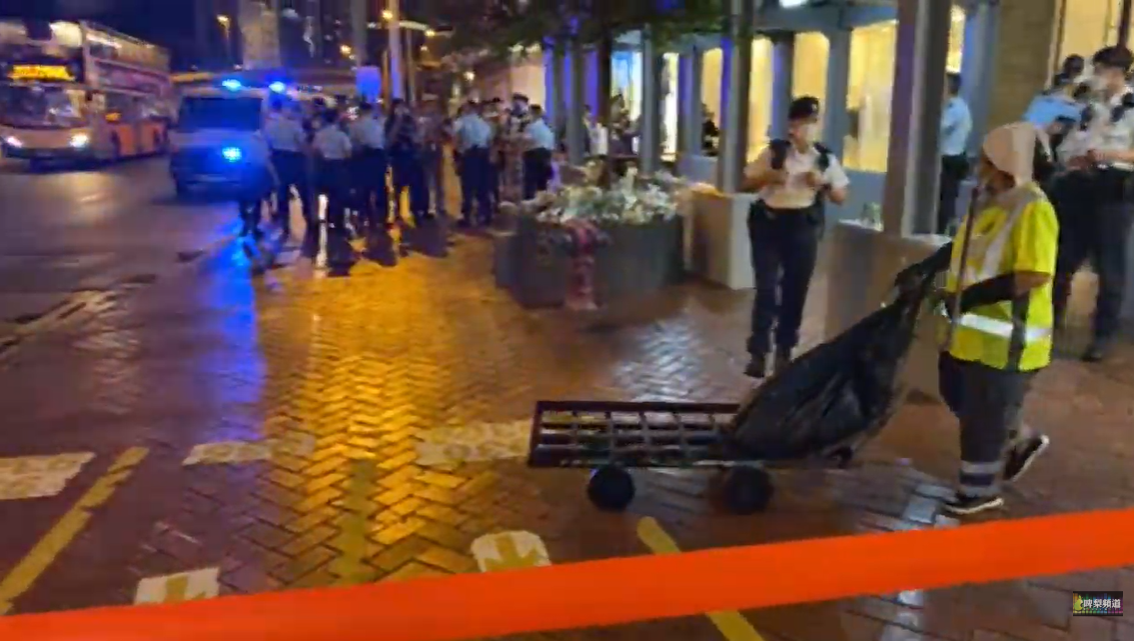
反修例示威者梁凌杰逝世3周年，其後警員圍封獻花範圍，並派出清潔工人清理

- - 一名康文署助理經理因涉嫌修改上班時間報表，以掩飾遲到約30小時而被廉政公署落案起訴。涉事女子早上於柴灣青年廣場Y旅舍自殺身亡。[276]
  - 本港新增1,047宗新型肺炎確診，76宗屬輸入個案，971宗本地感染個案。當天新增的確診數字是4月14日以來首次破千宗，有127間學校呈報確診，涉及147宗個案。再多1名確診者死亡。截至當天累計確診及死亡數字分別突破120萬及九千關口，分別達1,221,808宗及9,392人。[277]
  - 反修例示威者梁凌杰逝世3周年，20多名市民晚上在太古廣場外冒雨悼念。其後警員圍封和截查市民，有獻花市民被警告「亂拋垃圾」及登記身分證。[278]

- 6月16日：
  - 政府要求所有進入酒吧等處所的食客，須出示24小時內快速抗原測試陰性結果證明。業界指有關要求使客人取消訂枱，擔心造成客源流失，是再一次向酒吧「開刀」。[279]
  - 競爭事務委員會入稟競爭事務審裁處，指律政司長鄭若驊丈夫潘樂陶的安樂工程集團及信興集團在2015年12月至2019年12月提供空調工程時合謀定價、瓜分市場或圍標，涉違《競爭條例》，涉及銷售總額約20億元。[280]
  - 本港新增1,179宗新型肺炎確診，94宗屬輸入個案，1,085宗本地感染個案。當天新增的確診數字連續兩日破千宗。當天是相隔兩日後再次無新增死亡個案。截至當天累計確診及死亡數字分別突破120萬及九千關口，分別達1,222,987宗及9,392人。

- 6月17日：本港新增1,145宗新型肺炎確診，131宗屬輸入個案，1,014宗本地感染個案。當天新增的確診數字連續三日破千宗。再多1名確診者死亡。截至當天累計確診及死亡數字分別突破120萬及九千關口，分別達1,224,132宗及9,393人。

- 6月18日：本港新增1,276宗新型肺炎確診，116宗屬輸入個案，1,160宗本地感染個案。當天新增的確診數字連續四日破千宗。當天是相隔兩日後再次無新增死亡個案。

- 6月19日：

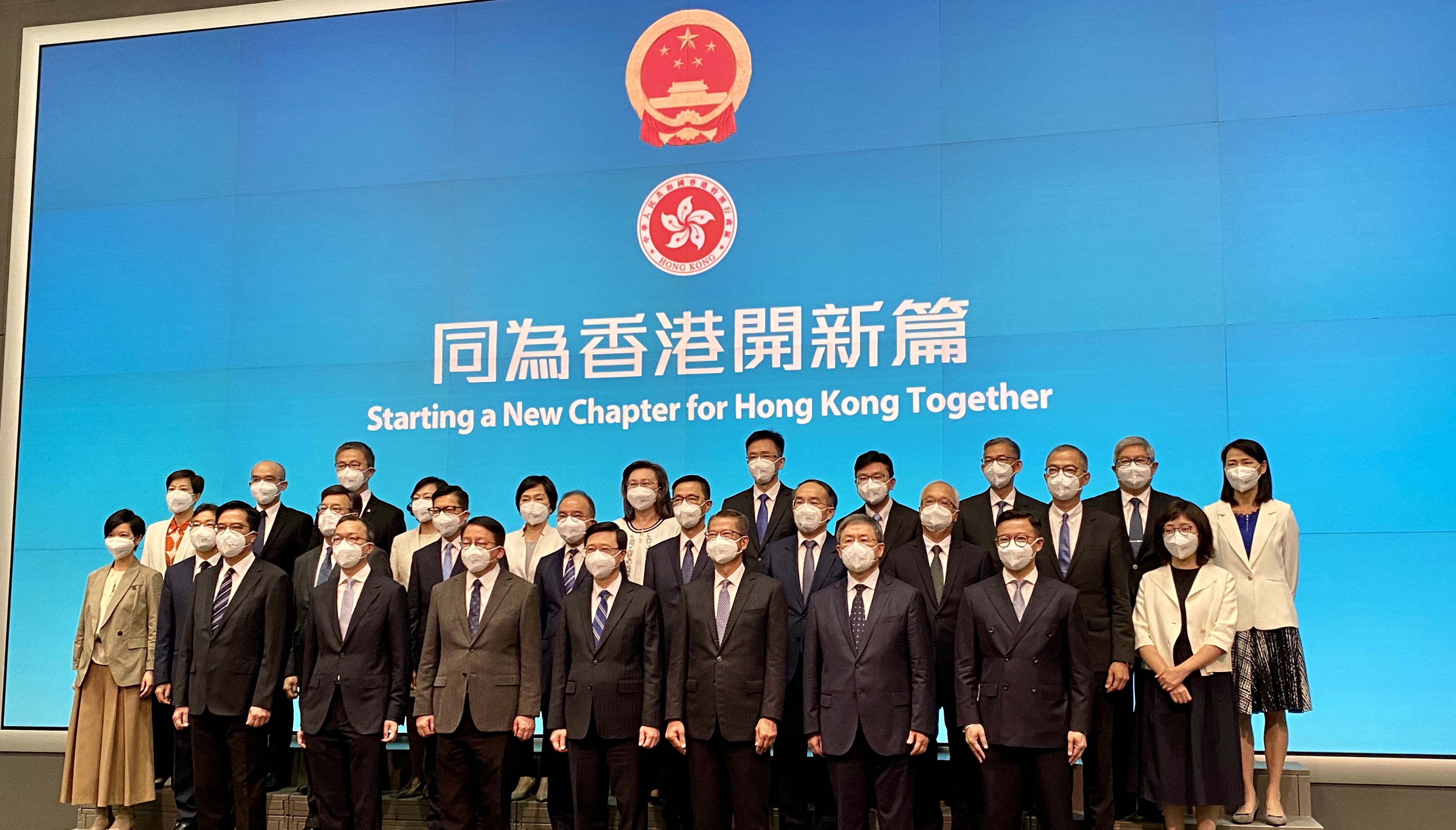
6月19日，香港特別行政區第六屆政府主要官員見記者

中國國務院根據候任行政長官李家超提名，任命香港特別行政區第六屆政府主要官員，將於同年7月1日就職。同日港澳辦發聲明，對新政府提出五點期待，包括全面準確貫徹一國兩制方針、落實「愛國者治港」、維護國家安全的法律制度和執行機制和「落實中央全面管治權」等，表示要破解社會深層次矛盾，需要更清晰目標、更大魄力和更有力解決劏房、籠屋等問題。
- 6月20日：香港仔飲食集團公佈珍寶海鮮舫於2022年6月19日遇上風浪，在南海入水翻轉。[282]

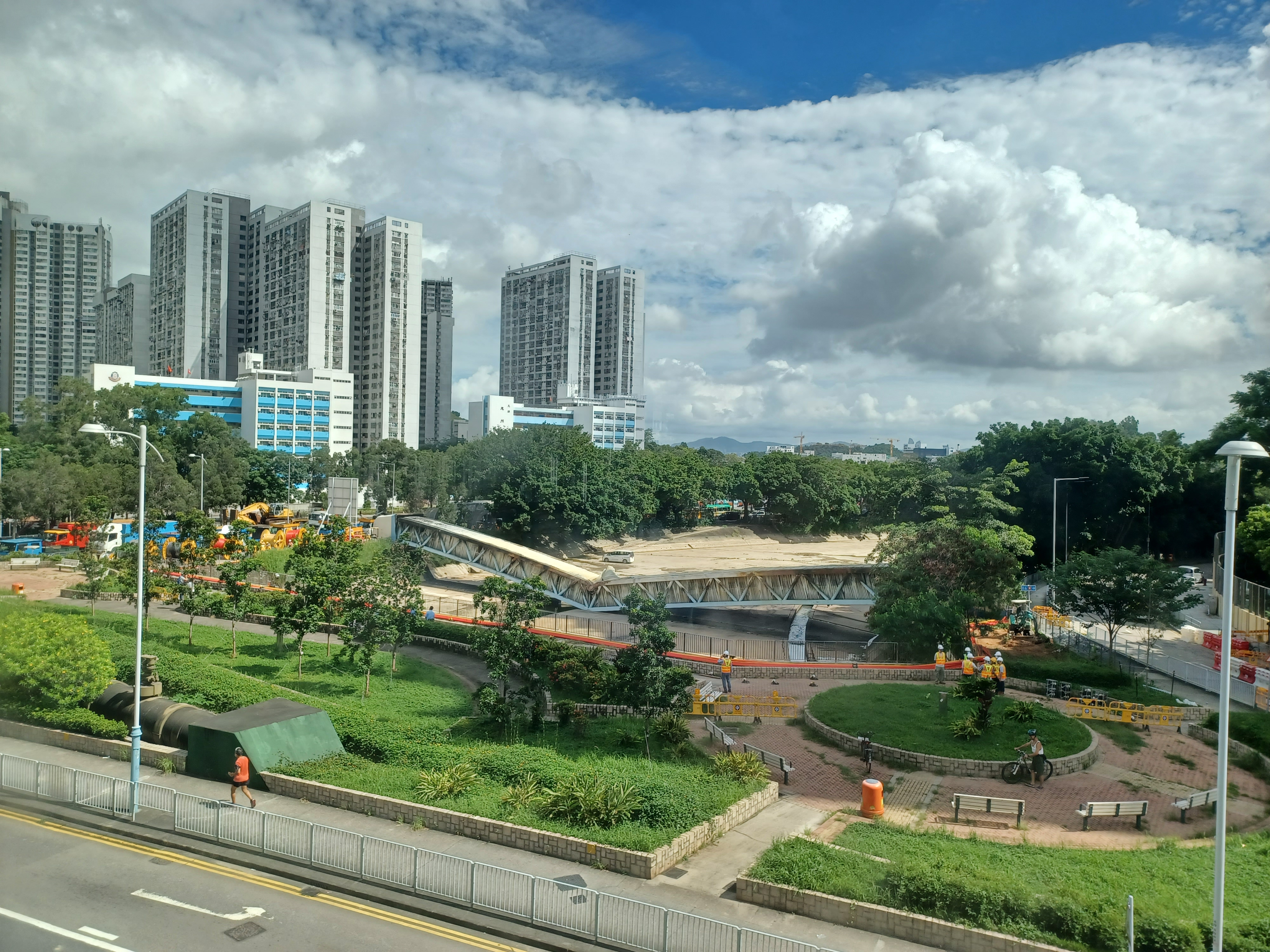
大火發生之後翌日的元朗中華電力電纜橋

- 6月21日：中華電力一段位於元朗山貝河、鄰近朗屏8號的高壓電纜橋於晚上7時許發生爆炸及大火，其後倒塌，火勢直到晚上8時許才救熄。此事件導致當晚元朗、屯門及天水圍新市鎮大規模停電，有約16萬戶受影響，其中約2萬戶預計需要兩個工作天才能恢復電力供應。而屯馬綫屯門－荃灣西段的服務亦因而一度暫停，港鐵天水圍站一度要關閉。屯門醫院需接受緊急手術的病人亦要轉院[283]。

- 6月23日：
  - 考評局修訂考試規則，容許身處內地的港人子弟學校可以申請參加文憑試及成為試場，最快2024年度文憑試起實行。[284]
  - 醫管局計劃推出「大灣區醫生交流計劃」，引入大灣區三甲醫院的資深醫生來香港為市民提供服務，希望首批有5至10名醫生，在港工作時間不超過1年。[285]
  - 元朗部分位置晚上一度再停電10分鐘至半小時，包括西菁街、元朗安興街、大旗嶺等。[286]
  - 七一慶回歸及政府換屆前夕，候任政務司長、現特首辦主任陳國基及政制及內地事務局長曾國衞確診新型肺炎，需要隔離。[287]
- 6月24日：
  - 醫管局員工陣線會員大會以57票贊成、3票反對及2票廢票下通過解散工會。[288]
  - 44歲新民黨副主席的私人司機被控在WhatsApp群組發訊息而被控一項「煽惑他人有意圖而傷人」罪，最後法官接受他當晚觀看網上直播後一時情緒失控的說法，裁定罪名不成立。[289]
- 6月25日：
  - 新華社報道，中共中央總書記習近平將赴港出席慶祝香港回歸祖國25周年大會暨香港特別行政區第六屆政府就職典禮。[290]

- 6月28日：
  - 黃店「初凝．芝茶」的兩名負責人因在社交平台呼籲市民杯葛打針及稱港府為殺市民「兇手」，而被控一項「作出具一項或多項煽動意圖的作為」罪，並還柙逾4個月。《國安法》指定法官、主任裁判官羅德泉分別判囚6及7個月。[291]
  - 警方公佈七一保安安排，包括中共中央總書記習近平逗留、到訪和途經地區均會設立核心保安區，周邊範圍會列為保安區。警方亦首次引用《小型無人機令》，在習近平來港期間將全港列為小型無人機的限制飛行區，禁飛小型無人機。
  - 社民連主席陳寶瑩在facebook表示部分義工及友人被「國安警察約談」，據報前支聯會常委趙恩來及「女長毛」雷玉蓮亦被約談。而香港民研原定公布有關回歸25周年的民調結果亦因被政府部門約見而被押後至7月5日公佈。[292]
  - 香港記者協會指至少10名記者及攝影人員因「保安理由」而被拒絕採訪七一升旗禮及新一屆政府宣誓儀式。當中包括《香港01》、《南華早報》、《明報》、now新聞台；攝影記者包括《大公報》、《經濟日報》、「香港01」及無綫電視，而政府部門的新聞處及香港電台亦遭拒批。而早前日本朝日新聞、台灣中央社、加拿大《環球郵報》、大型圖片通訊社Getty Images、本地網媒Hong Kong Free Press、香港獨立媒體等未獲得准許報名採訪。[293]新聞行政人員協會批評七一採訪安排極混亂，深感遺憾，認為是嚴重損害公眾知情權。[294]

- 6月29日：

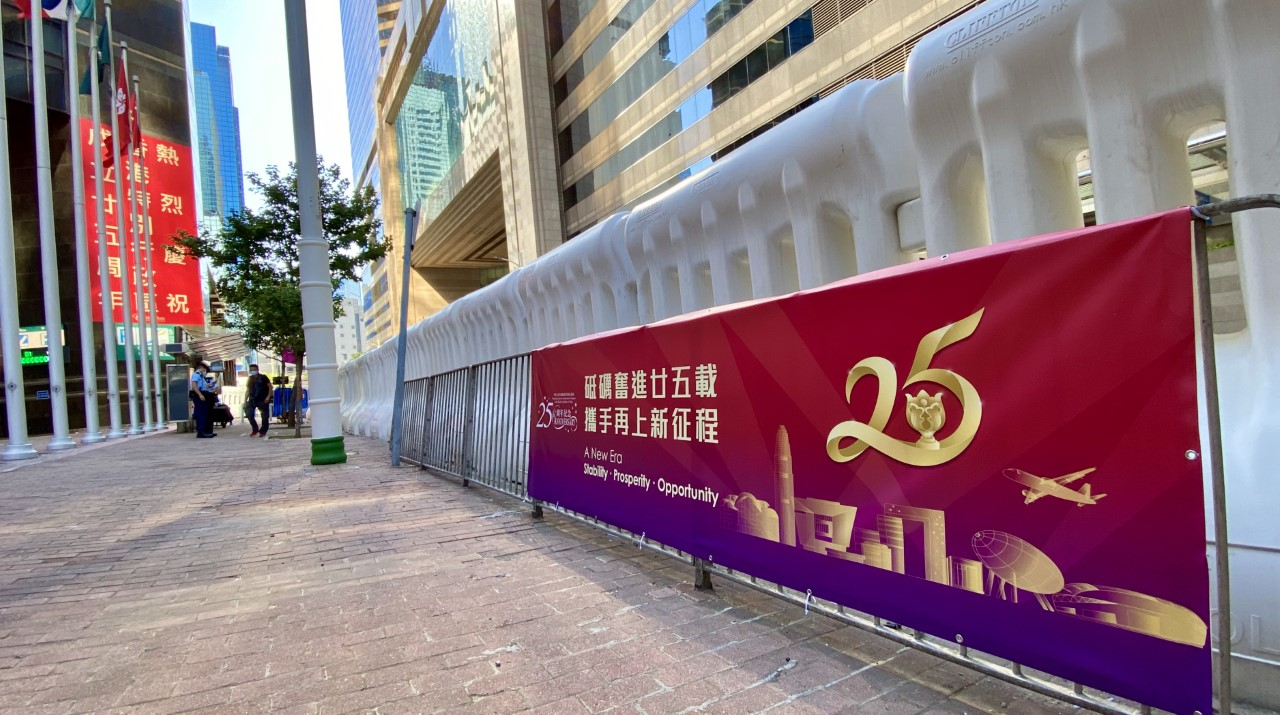
6月29日，警方因應中共中央總書記習近平來港，凌晨起至7月1日封锁灣仔北會議展覽中心周边部分地区，會展外加設多層水馬

- - 因應中共中央總書記習近平可能來港，警方凌晨起至7月1日封锁灣仔北會議展覽中心周边部分地区，會展外加設多層水馬，街道和天橋亦有大批警員巡邏。有市民到入境處換領身分證，因其背囊掛上寫有字樣的卡紙而遭警員截查。灣仔北亦因實施特別交通安排，導致53條巴士路線受影響，市民批評封路十分擾民。[295]而香港科學園附近一帶亦採取封路及特別交通安排，園內有多輛警車戒備和警員巡邏。[296]中共中央總書記習近平可能會經深圳乘高鐵抵港，高鐵西九龍站一帶有大批警員佈防和巡邏，各個出入口和上蓋公園亦架起鐵欄或以水馬圍封。[297]
  - 多名獲邀出席七一活動的政商界人士陸續到灣仔君悅酒店及萬麗海景酒店接受「閉環」隔離安排。[298]

- 6月30日：

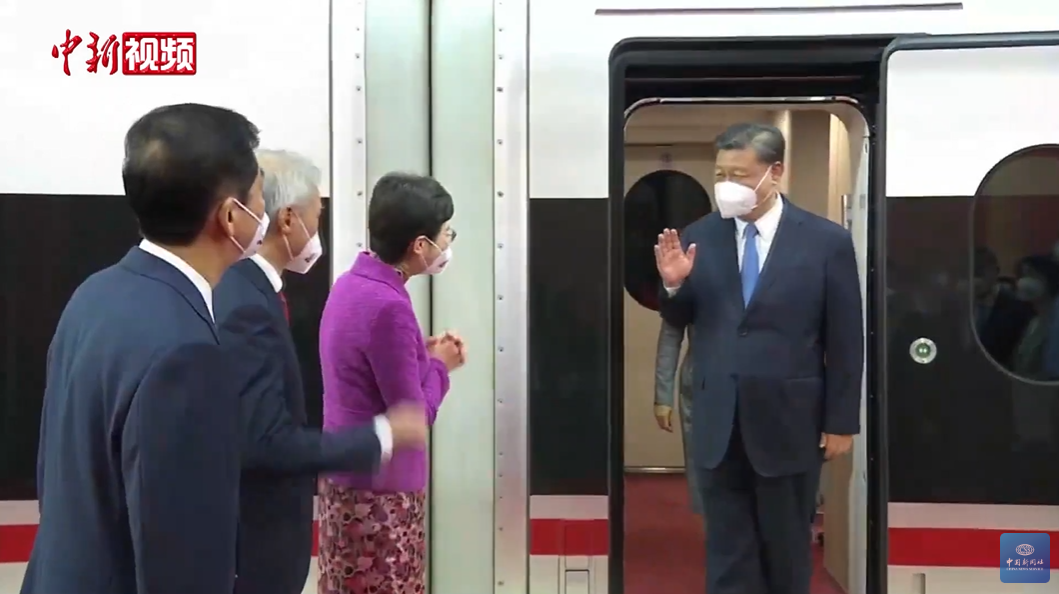
6月30日，中共中央總書記習近平下午乘高鐵抵達香港，特首林鄭月娥和丈夫林兆波等人在月台迎接習近平伉儷

- - 港鐵表示因應香港特別行政區成立二十五周年紀念活動，東鐵綫會展站由清晨開始關閉，直至7月1日下午2時重開。[299]
  - 中共中央總書記習近平下午乘高鐵抵達香港，預備出席7月1日舉行的慶祝香港回歸祖國25周年大會暨第六屆特區政府就職典禮，並視察香港。[300]自新冠疫情2020年1月爆發後，習近平就沒有離開中國大陸外訪，這次親身到香港視察引起各方注意。[301]
  - 社民連表示，國安處警員搜查6名成員的寓所，包括陳寶瑩、黃浩銘、吳文遠、曾健成、周嘉發和余煒彬，之後他們被帶往不同警署約談，提醒七一不要有示威行動。各人亦表示最近受到警方跟蹤監視。而社民連前主席吳文遠在社交平台facebook形容自己「抱歉，我依家坐緊監」。[302]

### 7月
- 7月1日：

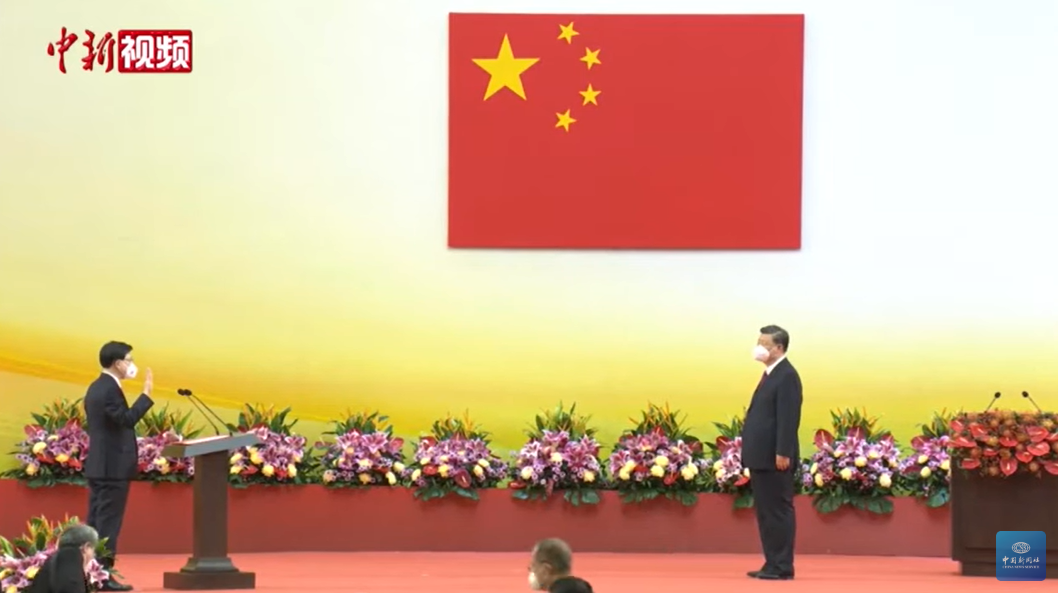
7月1日，候任行政長官李家超首先宣誓就職，之後由中共中央總書記習近平監誓

  - 香港特別行政區成立25周年，中共中央總書記習近平發表講話時表明「一國兩制是好制度，長期堅持，不會改變」，同時向新一屆特區政府提出四點希望。他又特別指出香港經歷了風風雨雨，“大家痛感香港不能亂也亂不起”，深感香港發展不能再耽擱，要排除一切干擾聚精會神謀發展。[303][304]
  - 以行政長官李家超為首的香港特別行政區第六屆政府上任。
  - 懲教署計劃懲教所在囚者全面學習中式步操及口令。[305]
  - 港台電視34正式開播
  - 強烈熱帶風暴暹芭集結在香港西南偏南約360公里，在強風下沙田科學園路近馬料水公眾碼頭一塊慶祝回歸大花牌被颱風吹塌，交通一度受阻。[306]天文台於晚上7時10分發出 八號東南烈風或暴風信號，[307]，是1997年主權移交後，首次於回歸紀念日需發出八號信號。
  - 飲食集團亞太餐飲(控股)有限公司旗下多間食肆突然結業，工會稱公司拖欠100多名僱員工資。[308]
- 7月2日：香港故宮文化博物館原訂本日正式開幕，但由於颱風「暹芭」襲港導致天文台發出 八號東南烈風或暴風信號，香港故宮文化博物館需要延至翌日開幕。
- 7月5日：
  - 一名38歲男售貨員涉2021年11月於Telegram呼籲參與「世界性反疫苗集會」及駕車慢駛，被控一項煽惑他人參與未經批准集結罪及一項煽惑他人導致公眾地方遭受阻礙罪。被告早前認罪，在九龍城裁判法院被判監禁6個月。[309]
  - 《明報》從多個渠道發現，公立醫院近期向病人處方至少兩款由內地藥廠生產的撲熱息痛（對乙酰氨基酚），不過衛生署網頁並無該兩款藥物的註冊資料。[310]
  - 行政會議同意提出高中低層公務員劃一加薪2.5%，而公務員團體及商界對加幅反應兩極。[311]
  - 《路透社》引述4名消息人士指，曾任梵蒂岡駐香港非正式代表何明哲蒙席（Monsignor Javier Herrera Corona）在3月離職前向香港天主教會警告，指出香港教會過往享有的宗教自由，將會不復存在，宗教團體要準備好迎接「中國式」控制。又指至少3個教會將檔案資料透過外交渠道運離香港，並運到羅馬。[312]
- 7月7日：政府即日暫緩個別航線的「熔斷機制」，直至另行通告。而抵港人士於指定檢疫酒店檢疫時，需要在第3天接受多一次核酸檢測。[313]
- 7月8日：凌晨零時許，女星林青霞位於飛鵝山安達臣道9號的豪宅發生3級火警，沒人受傷。期間消防處先後出動163名消防及救護員。[314]
- 7月11日：
  - 醫務衛生局長盧寵茂表示安心出行應用程式推行實名制，並引入內地和澳門已經使用的三色健康碼（紅黃綠碼），確診人士列為「紅碼」、入境檢疫者列入「黃」碼，並不能進入醫院、院舍及須除口罩處所。而居家隔離者在7月15日起須佩戴電子手環。政府曾表明「安心出行」無須實行實名制，但盧寵茂表示「變幻係永恆，點解要變革就係要應對變幻」。[315]
  - 《明報》分析政府統計處食品價格類別數據列出的26項基本食品價格走勢，發現25項在過去一年均錄得升幅。經濟學家指拖低通脹率的原因是與住屋開支錄得跌幅有關，擔心基層的生活成本主要為基本食品下，負擔只會更重。[316]
- 7月12日：
  - 2019年11月13日上水老翁被磚擊中事件，陪審團退庭商議逾7小時後，一致裁定首被告和次被告誤殺罪及有意圖而傷人罪不成立，暴動罪罪成。[317]
  - 社運人物古思堯原計劃北京冬奧開幕日抬棺材到中聯辦抗議，但未出發被國安處拘捕，被控企圖作出或準備作出一項或多項具煽動意圖的行為罪。港區國安法指定法官、主任裁判官羅德泉裁定他罪成，判囚9個月。[318]
  - 時任東區區議員陳榮泰被控2020年6月30日在終審法院外召集其他身份不詳的人參與七一遊行，而被控煽惑他人明知而參與未經批准集結罪成，被判監禁15個月。[319]
  - 行政會議通過三間巴士公司的專營權續期10年，當中城巴及新巴會合併。[320]
- 7月13日：

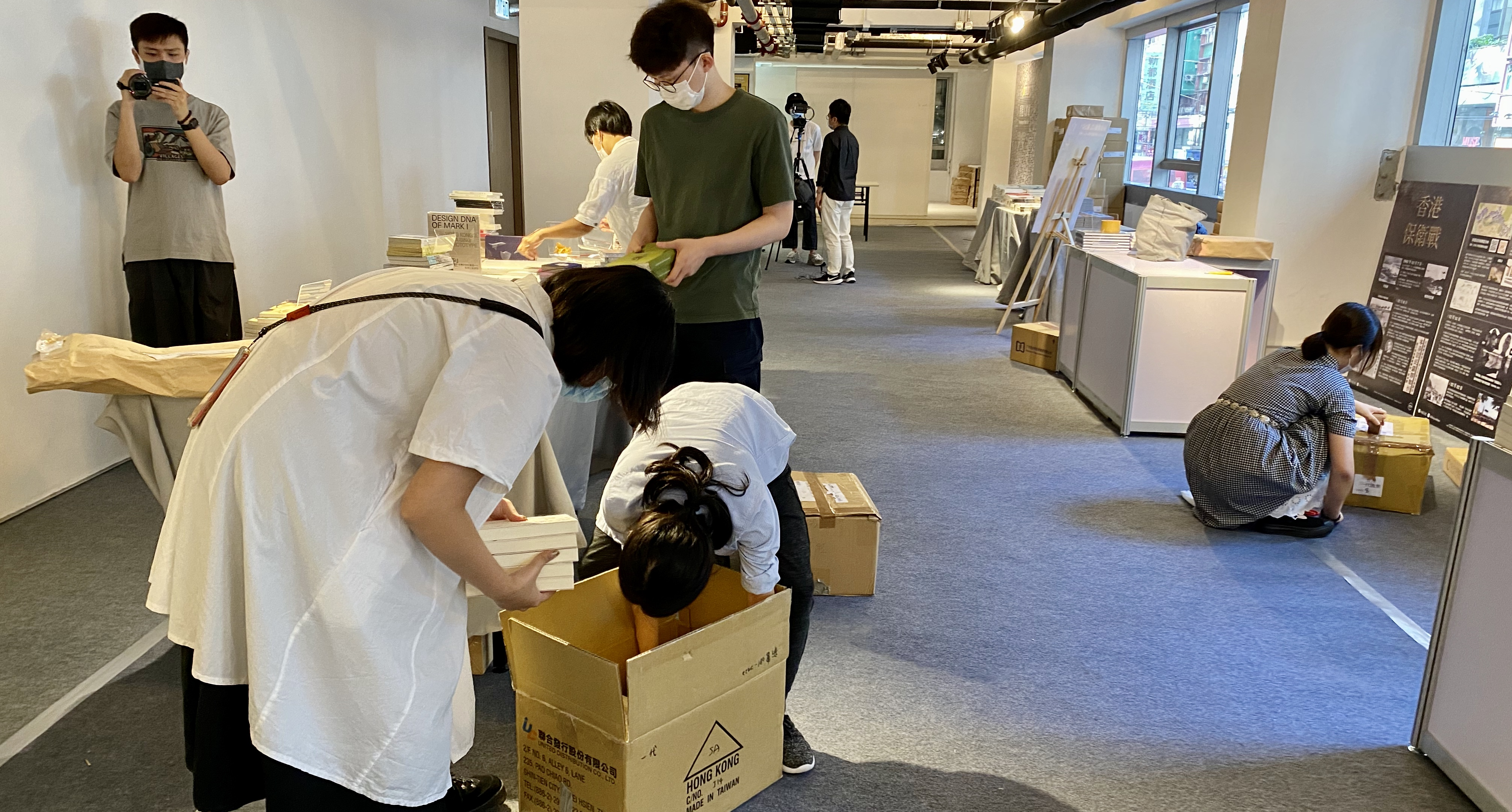
7月13日，「山道文化」負責人楊子俊原計劃在灣仔「Mall Plus」聯同12間書商舉辦「香港人書展」，但最終被業主指違反租約而取消實體活動

- - 美國國會及行政當局中國委員會發表最新報告，指出15人，包括刑事檢控專員等人有份參與政治檢控，建議美國當局制裁。特區政府強烈譴責，形容是恫嚇檢控人員和“又一次展示該委員會卑劣的霸凌行為”。[321]
  - 第二階段消費券將於8月7日發放，有市民表示自己因曾經提早提取強積金，而收到政府短訊指不符合資格領取消費券，認為是翻舊賬，為小市民增添不少麻煩。[322]
  - 「山道文化」負責人楊子俊原計劃在灣仔「Mall Plus」聯同12間書商舉辦「香港人書展」，但最終被業主指違反租約而取消實體活動，改為網上舉行。[323]
- 7月14日：
  - 警方公佈拘捕前日在西貢北潭涌拘捕4名乘船赴台灣的被通緝者，全部與2019年反修例運動案件有關，當中包括10.1國慶日示威中槍的「健仔」曾志健。一名34歲貨倉管理員因向4人提供窩藏地點及物資，涉嫌「協助罪犯罪」而拘捕，同案另有約10人在逃。警方國安處高級警司李桂華稱涉案組織至少3次轉移窩藏地點和曾支付40多萬元偷渡費，形容組織「立心不良」、「吃人血饅頭」。[324]
- 7月15日：
  - 一名34歲地產經紀涉在2019年11月2日藏48條索帶，經法庭審訊後被裁定「管有適合作非法用途的工具」罪成，判囚5個月2周。他之後就定罪和判刑提出終極上訴，終審法院最終裁定被告上訴得直，指索帶並不是攻擊性武器，也不是適合作非法進入的工具。更指出如果有人就「非法用途」給予不受限制的詮釋，將為條文下罪行變成「思想罪行」。[325]
  - 一名40歲女律師涉2021年10月在石澳道駕車撞斃女途人，早前被起訴危險駕駛引致他人死亡罪，之後改控不小心駕駛罪。法官指考慮案件性質和被告背景後，判罰款3000元和參加3個月的駕駛改進課程。[326]
- 7月16日：
  - 12港人案中的鄭子豪、廖子文、鄧棨然，連同另外兩人，被指2019年在灣仔庫倉內管有汽油彈原材料而被控縱火罪。法官裁定他們監禁27至38個月。[327]
- 7月17日：
  - 屯門寶田邨第四座14樓一個單位因雪櫃短路起火，一名老婦燒傷後送院不治。[328]
- 7月18日：港澳辦主任夏寶龍在北京舉辦學習貫徹國家主席習近平七一重要講話精神的專題研討會，提醒港澳居民警惕反中亂港分子「賊心不死」，要「不留縫隙」打擊。同時認為必須堅決與美西方外部勢力作鬥爭。表明任何時候挑戰「一國兩制」底線、反中亂港，必將受到嚴懲。[329]
- 7月19日：
  - 營運YouTube頻道「牧師和你顛」的59歲男子，涉嫌於旁聽期間在庭內拍掌和發表煽動言論而被控，被告第4次向高院申請保釋，再度被拒絕。[330]
  - 東華三院黃笏南中學一名中五男生向平機會投訴，質疑校規禁止男生留長髮涉違反《性別歧視條例》，投訴獲得平機會受理。而校方不回應事件。[331]
  - 考試及評核局公布今年誕生8名「狀元」，平均1.3人爭一個資助大學學額。[332]
- 7月20日：
  - 法律改革委員會建議政府訂立5項依賴電腦網絡罪行，規管非法取覽、截取及干擾電腦數據等行為，行為並適用於香港以外。如同時意圖危害他人生命，最高可囚終身。[333]
- 7月21日：

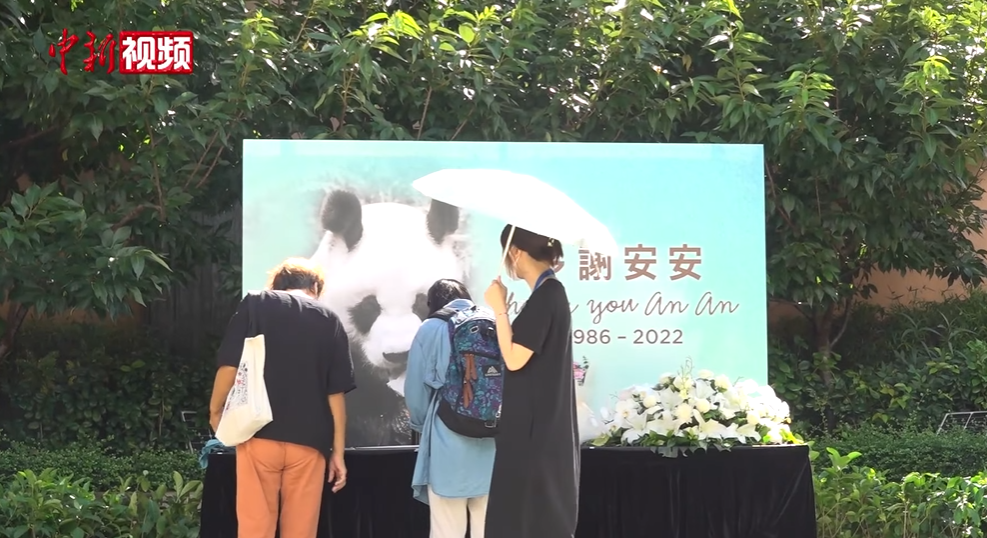
7月21日，海洋公園在香港賽馬會四川奇珍館地下擺放五本弔唁冊，供遊客留言悼念

- - 香港海洋公園為大熊貓安安進行安樂死，終年35歲，相等於人類享耆壽105歲。
  - 美國國務院近日更新對香港的旅遊警示，維持最高的第4級「切勿前往」外，並將警告內容「升級」，是首次將香港與俄羅斯、北韓、緬甸、伊朗、伊拉克、委內瑞拉等地方並列。[334]
- 7月22日：
  - 行政長官李家超委任第六屆香港特別行政區政府八名副局長和十一名政治助理。至少5人擁傳媒背景，新民黨佔4人。[335]
  - 一名27歲男子被指將劍擊隊代表張家朗在東京奧運的頒獎片段改配社運歌曲《願榮光歸香港》。相隔一年後被控一項侮辱國歌罪，以及一項侮辱區旗罪作為交替控罪。[336]
- 7月23日：
  - 天文台錄得最高溫度達34.9℃，是自1972年有紀錄以來最熱的大暑。在酷熱天氣下，西貢發生兩宗涉及戶外活動的奪命事故，一人中午在蚺蛇尖行山時中暑死亡，另一人則在橋嘴島游水溺斃。[337]

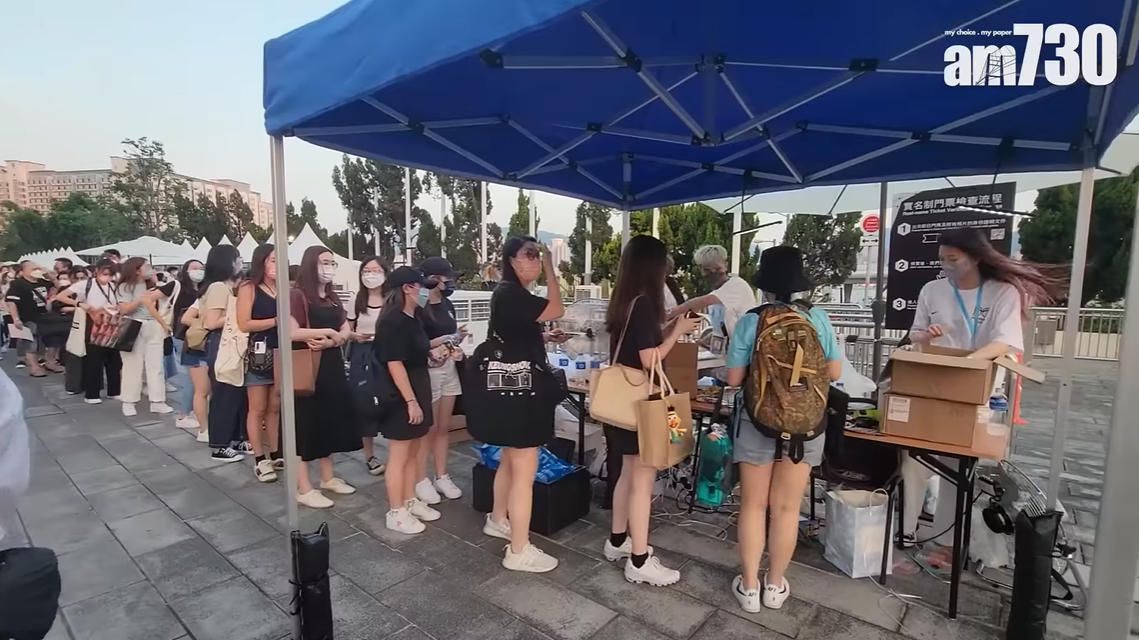
7月25日，男團MIRROR首次在紅館舉行演唱會正式開鑼，在紅館門外設帳篷用作核實身份之用

- 7月25日：男團MIRROR首次在紅館舉行演唱會正式開鑼，同時是香港首次使用持實名門票人士入場的演唱會。[338]

- 7月26日：
  - 司法機構接獲投訴，指裁判官吳重儀於2020年審理一宗反修例襲警案時，將小學教師楊博文在判刑前為他索取精神科醫生報告，並撤銷其保釋，導致他羈押在小欖精神病治療中心，犯下嚴重錯誤。不過投訴不成立。司法機構亦就時任裁判官鄭紀航、裁判官香淑嫻，2020 年分別處理科大男生涉襲擊內地生、六旬翁涉襲警案件，被投訴偏頗、無禮，專責法官小組調查後亦認為投訴全不成立。[339]

- 7月27日：
  - 聯合國人權事務委員會發布香港人權相關報告初稿，批評《港區國安法》被過度詮釋及任意使用，導致多間工會及學生會解散和媒體停運，亦有多名學者、記者、工會成員被捕，促港府廢除《國安法》及煽動罪。委員會亦深切關注警方2019年連場示威使用過份武力，促請港府檢討警方武力指引、釋放所有被控未經批准集結人士。[340]政府在同日晚上發表6000多字的聲明，逐點反駁委员会“作出毫无根据的批评”，对此感到“非常失望”。[341]
- 7月28日：

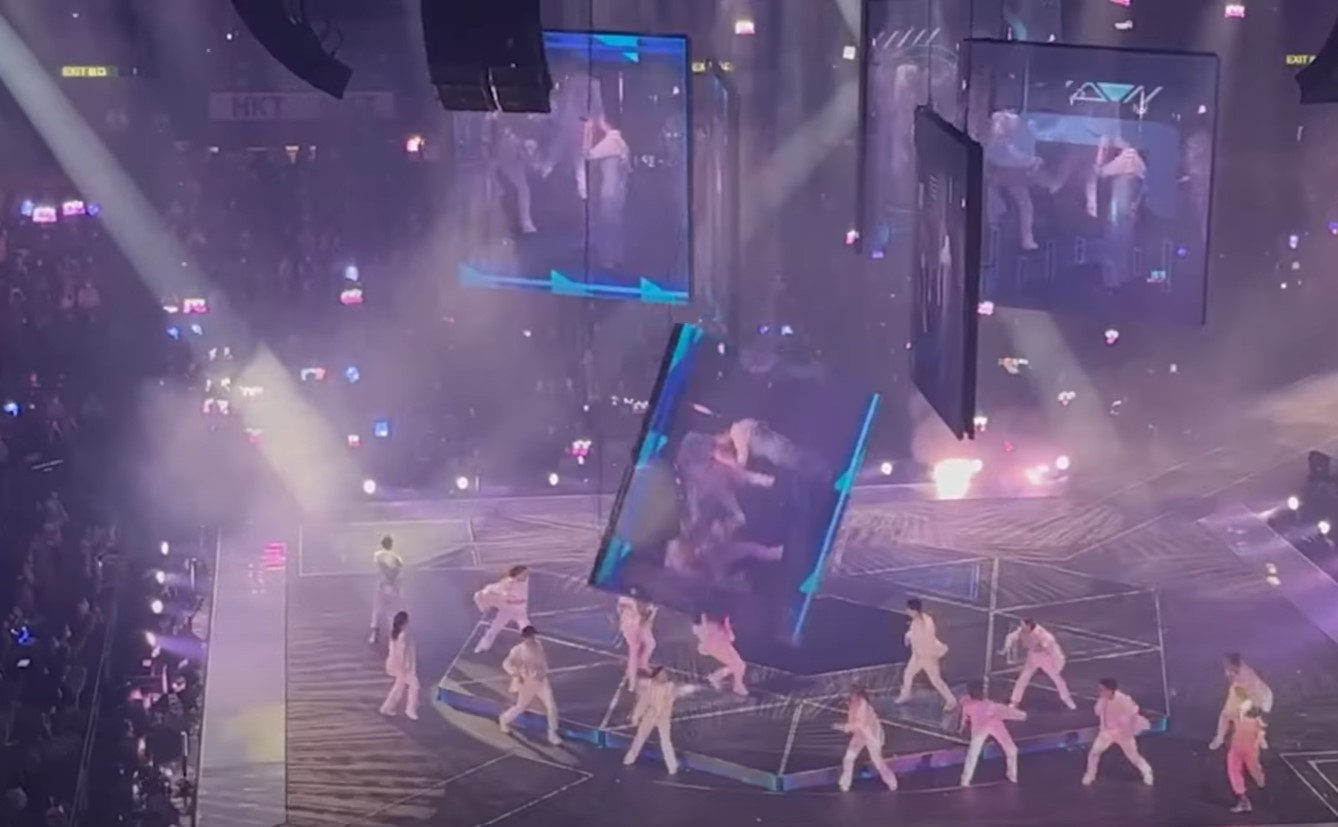
7月28日，男團MIRROR在紅館舉行的演唱會發生嚴重事故，舞台上空一塊大型LED顯示屏突然由半空脫落並墮下到舞台

- - 男團MIRROR在紅館舉行的演唱會發生嚴重事故，舞台上空一塊大型LED顯示屏突然由半空脫落並墮下到舞台，導致2名舞蹈員被壓傷，其中一人情況嚴重。到凌晨2時10分，主辦演唱會的大國文化及MakerVille聯合公佈取消餘下所有場次的演出及網上直播。[342]

### 8月
- 8月1日：政府成立跨部門工作小組調查男團MIRROR紅館演唱會塌屏幕意外，同日康文署表示在調查報告未完成前，在轄下表演場地的舞台暫停使用懸吊於高空用作擺動、旋轉或乘載人員的機械裝置。[343]

- 8月2日：
  - 針對美國眾議院議長南希·佩洛西訪問台灣，以行政長官李家超為首的特區政府一眾官員和政府決策局門在凌晨發聲明表示強烈譴責，並形容行程為「竄訪台灣」。表明會全力支持和配合中央採取的一切必要措施，堅決捍衞國家主權和領土完整。[344][345]。
  - 已解散的支聯會前副主席鄒幸彤入稟申請司法覆核，要求高等法院就支聯會被控《港區國安法》煽動他人顛覆國家政權罪中，「交付審判程序」的傳媒報道裁定勝訴。法官批准放寬傳媒報道限制。[346]
- 8月3日：粉嶺軍地一個貨倉在清晨5時許發生三級火，消防在貨倉發現一具燒焦的男性屍體。[347]
- 8月4日：香港錄得最少30宗瘧疾輸入個案，全部涉及由非洲抵港的中國籍男士，其中一名52歲患者死亡。[348]
- 8月7日：第二階段首期消費券派發，約621萬人可透過支付工具領取2,000港元、15萬人領取3,000港元，不過有約5.4萬名因曾以永久離港為由和沒有完成覆檢，而未能收取消費券。[349]
- 8月8日：香港蓮香飲食集團在凌晨宣布，旗下分別位於中環和荃灣的茶樓蓮香樓及酒樓蓮香棧即日起正式結業，至於位於上環的蓮香居則繼續營業。[350]
- 8月9日：
  - 警方國安處拘捕2名分別28歲民政事務總署文員及29歲政府資訊科技總監辦公室系統分析主任，涉嫌多次透過該社交平台群組發布煽動意圖帖文。據報為「公務員Secrets」Facebook專頁管理員。警方同時調查5名年齡介乎28歲至43歲男子，指他們曾在涉事帖文下留言，當中2人涉嫌干犯詐騙罪被捕。而有關的專頁懷疑已關閉。[351]
- 8月10日：
  - 自由黨3名元老榮譽主席田北俊、周梁淑怡和劉健儀宣布退黨，以示不滿黨領導層未向他們諮詢及解釋下決定取消榮譽主席職銜。最後中委會一致通過取消榮譽主席職銜。[352]
  - Facebook 專頁「公務員Secrets」管理員被警方國安處指涉嫌干犯煽動罪後，引發多個Secrets 專頁疑立即關閉，包括涉及醫院管理局員工的「HA Secrets」、港大、中大、浸大、科大、理大、城大 secrets 和家長secrets等。[353]
- 8月11日：反修例運動中的爆眼少女案發生3週年，有網民於網上討論區發布帖文，指事主已經決定放棄提控，同時發布事主的出院紙，顯示事主當日被送往伊利沙伯醫院急症室，傷勢包括面部裂傷、鼻骨等多處開放性骨折，以及眼球破裂等。[354]
- 8月12日：
  - 政府推出“紅黃碼”和縮短抵港人士酒店隔離，由目前的7日檢疫酒店隔離，改為3日檢疫酒店隔離及4日家居醫學監測。不過外界認為世界多國已經取消出入境防疫限制，質疑香港推“紅黃碼”縮短抵港人士酒店隔離日數，未能與國際接軌。[355]
  - 政務司副司長卓永興領導的「地區事項統籌工作組」，宣布展開兩階段計劃改善市面衛生及市容，首階段重點清理全港600多個衛生及街道管理黑點，包括棄置垃圾和鼠患問題。第二階段在10月起舉行，目標是改善市容。[356]
  - 男團MIRROR演唱會主辦方大國文化集團及MakerVille發聲明，指公司會配合政府工作小組及警方調查事故，但為尊重涉事單位及人士之私隱，公司不便評論事故。聲明亦宣布MIRROR於8月及9月的公開活動暫停。[357]

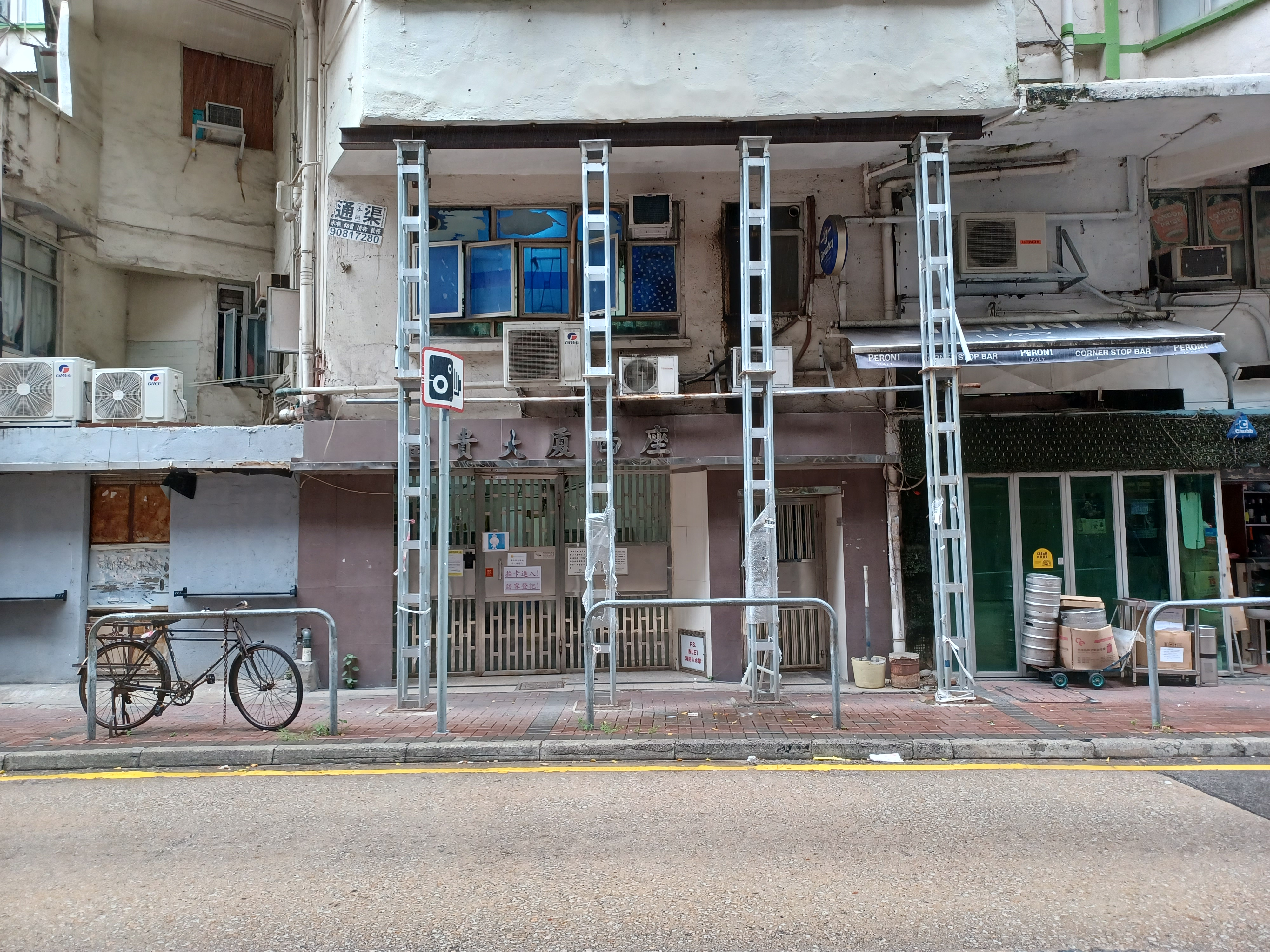
一名3個月大男嬰日在大角咀富貴大廈西座單位內昏迷，送院後不治

- 8月13日：一名3個月大男嬰日在大角嘴劏房單位內昏迷，送院後不治，警方以謀殺罪拘捕一對夫婦。[358]
- 8月14日：政府啟動打擊衞生黑點計劃後，政務司副司長卓永興與環境及生態局局長謝展寰等同屬地區事項統籌工作組的官員，早上到旺角塘尾道後巷衞生黑點視察後見記者，期間多次批評市民胡亂棄置電單車和當後巷變成後花園，又指渠上「通渠王」的招紙是違法，又指非法棄置的人自私、不負責任。表明會視乎情況需要加裝閉路電視及修例加強打擊。[359][360]
- 8月15日：
  - 一名青年疑與友人在尖沙嘴華源大廈天台玩極限運動「飛躍道」（Parkour）期間失足墮樓，當場證實不治。[361]
  - 2019年6月12日金鐘衝突中，右眼受傷、視力剩餘2.5%的拔萃女書院前通識科教師楊子俊承認兩項參與非法集結罪，最後被判監禁9個月。[362]
  - 油麻地母嬰健康院發生車閘壓死人事件，43歲女保安走避不及被壓傷昏迷，到16日凌晨傷重不治。[363]
- 8月18日：
  - 就有人誘騙市民到東南亞的事件，保安局表示今年至今共接獲20名港人求助，其中12人已經安全，10人已返抵本港，目前仍有8人身在緬甸。當局成立專責小組跟進，並已將緬甸列為黃色旅遊警示類別。[364]
  - 2021年特首選舉唯一候選人、現任特首李家超因遲交3份支持同意書涉違選管會指引，高等法院法官歐陽桂如頒下判辭，相信事件是疏忽所致，並豁免李家超的刑罰，須支付逾6萬元訟費。[365]
  - 47人民主派初選案中，所有被告已完成交付至高等法院的程序。目前共有29人認罪，18人表明不認罪。其中吳政亨、袁嘉蔚、何桂藍、劉穎匡提出解除《裁判官條例》第87A報道限制，但遭到法官拒絕。而案件長達139頁案情亦首次曝光，指出戴耀廷、區諾軒、趙家賢、鍾錦麟和吳政亨為主要組織者。[366]
  - 廉政公署拘捕30人，疑涉機場三跑工程貪污，包括一名機管局總經理。案情懷疑他們協助批出「主要填海」及「第三條跑道建造」工程及物料供應合約，以及相關的行政和財務安排上涉嫌貪污。[367]
- 8月22日：支聯會被指煽動顛覆案，何俊仁申請70萬元保釋獲批，並獲得即時獲釋。民主黨前主席劉慧卿透露，何俊仁最近驗身發現肺部有陰影，因而希望保釋外出，盡快安排全身檢查。[368]
- 8月24日：律政司不服公仔機不符條文「娛樂」定義提出上訴，在高等法院被駁回。[369]
- 8月25日：熱帶氣旋馬鞍遠離香港後，天文台在早上9時20分改發三號強風信號，東鐵線每班列車均擠滿乘客。有市民認為天文台的做法令上班人士感到麻煩。[370]

- 8月27日：

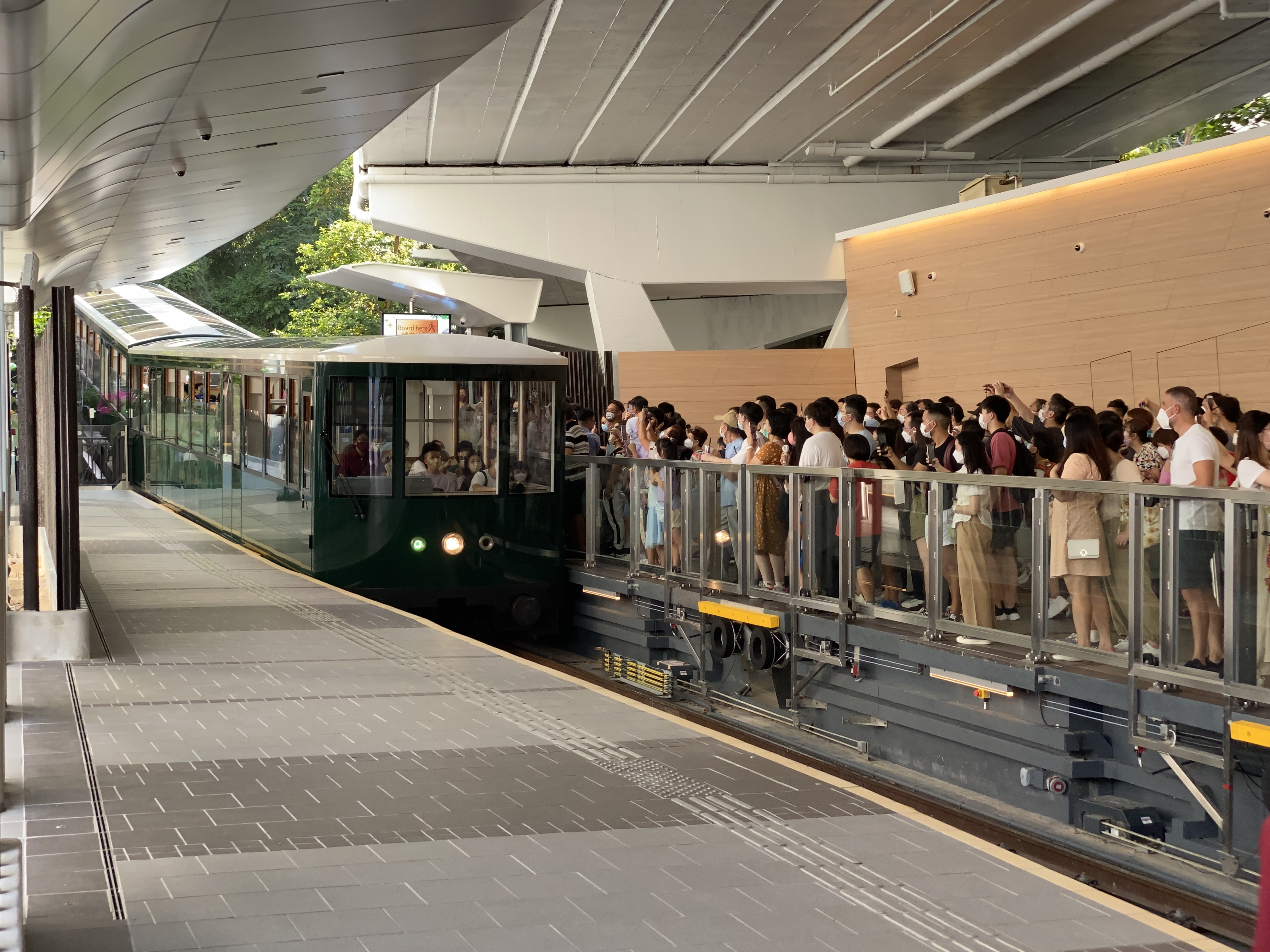
8月27日，山頂纜車停運逾一年重開，吸引大批市民乘搭

  - 山頂纜車停運逾一年重開，及第六代山頂纜車亦投入服務，同日起調高票價，並將花園道站改稱中環總站。有家長表示一家四口一同乘搭需花約300元，形容「費用誇張」。[371]
- 8月28日：
  - 政府收緊餐飲處所防疫措施，8人以上「宴會」的出席者須展示24小時內快速抗原檢測陰性證明，或48小時內取得的核酸檢測陰性結果的電話短訊通知。香港餐務管理協會會長楊位建議當局短期內不應再修改控疫措施。[372]
- 8月29日：
  - 凌晨佐敦道與彌敦道交界發生追斬案，一名南亞裔男子疑遭同鄉追斬，身中多刀後倒地，送院搶救後證實不治。[373]
  - 2019年11月11日西灣河開槍事件，綽號「熊仔餅」的男學生周柏均和一名22歲被告，被法官謝沈智慧裁定兩人阻差辦公和企圖搶劫等3罪罪成。兩人須還押10月10日求情。[374]
  - 文化體育及旅遊局長楊潤雄表示不排除將「炒飛」行為刑事化。[375]
- 8月30日：
  - 一名輕度智障青年被指於法院外衝紅燈期間向警員吐口水和以身份證拍警手掌，之後被裁定3項襲警罪及一項不遵守交通燈過馬路罪罪成，被判監禁10星期和罰款600元。法官反問情緒激動可減刑將會讓世界大亂。[376]
  - 《壹傳媒》創辦人黎智英就警方根據《國安法》手機取得「新聞材料」的司法覆核遭到駁回。判詞指，《國安法》賦予警方額外權力處理國安相關罪行，強調「新聞材料」並非至高無上的考慮因素。[377]
- 8月31日：

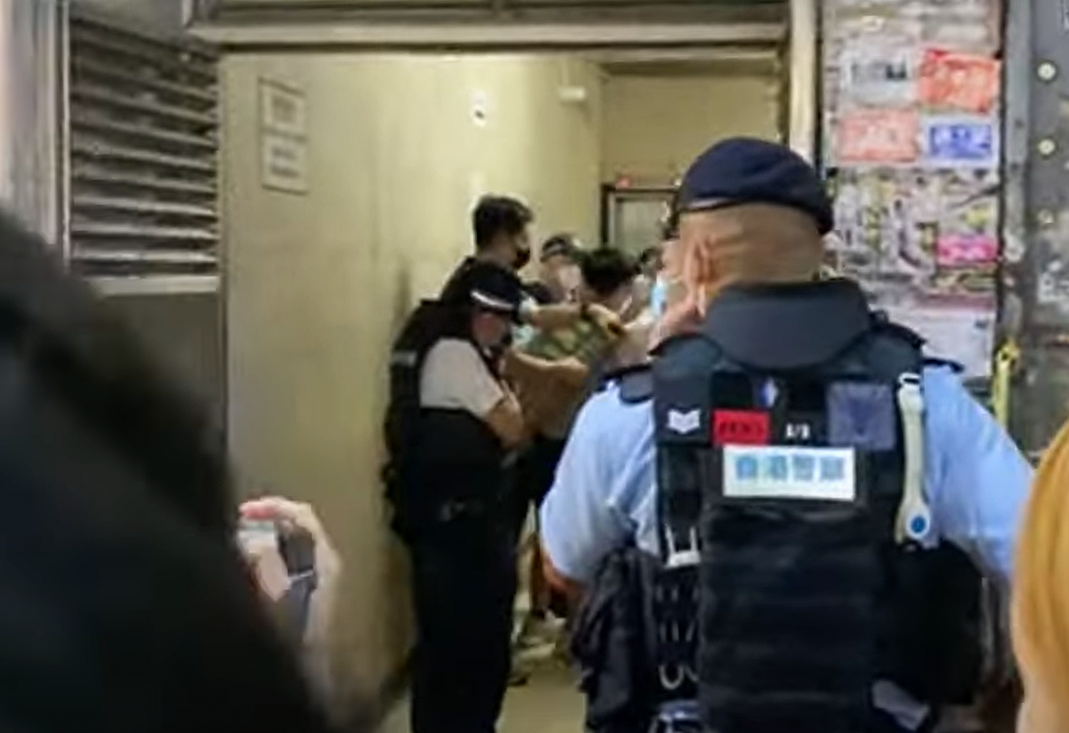
8月31日傍晚約6時半，一名15歲男童在太子站B2出口外的大廈入口被制服，之後被帶走

- - 2019年8月31日港島區遊行中，一名24歲男急救員被控「暴動」及「無牌管有無線電通訊器具」罪成，早前就定罪向高等法院申請上訴許可。但最後上訴庭以暴動中擔任急救員並非有效辯護理由，而駁回申請及上訴。上訴庭指出救人不等如中立。[378]
  - 銅鑼灣一間錶行發生搶劫案，4名劫匪在3分鐘內劫走70隻手錶，總值約1,300萬港元。港島總區重案組正跟進案件。[379]
  - 太子站襲擊事件發生3週年，大批警員在太子站一帶戒備，有兩名女士手持白花經過被警員截查。傍晚約6時半，一名15歲少年在太子站B2出口外被制服，期間不斷掙扎，稱自己只是拍攝現場和多次表示自己做完手術，之後在地上吐出白泡。而警員指男子是拒捕，之後被鎖上手扣帶上警車離開。到晚上，亦有一名41歲男子以手襲擊一名37歲男途人而被捕。[380]

### 9月
- 9月1日：
  - 衛生防護中心公布香港新增10586宗新型肺炎個案，是自三月以來再度破萬宗。[381]
  - 特首李家超與廣東及深圳官員線上會面時，提出「逆向隔離」的建議，會以落馬洲河套區隔離設施作試點，獲得粵深兩地官員支持建議。另一方面表示研究透過疫苗通行證推高兒童接種率。[382]
- 9月2日：
  - 移民潮持續下，根據最新出版《2022小學概覽》，2022/23學年共有63間學校需減班，合共減少70班，其中屯門區有9間小學各減一班。教育界人士認為情況令人憂慮，包括出現殺校危機，建議政府引入大灣區學生及降低開班門檻。[383]
  - 凌晨，一名5歲有特殊教育需要（SEN）的男童在石硤尾街2M號一劏房單位內懷疑猝死，經搶救後證實不治。警方經初步調查後發現，男童身上有多處可疑傷痕，不排除男童曾經受虐，並將案件列作「謀殺」。至早上約10時，男童母親被捕。[384]
- 9月4日：彭博引述消息報道，特首傾向在11月舉辦多個大型活動前取消酒店檢疫，不過內部有反對聲音，指盧寵茂希望在本地個案數字急升下收緊防疫限制。而盧寵茂發表網誌，以「來說是非者，便是是非人」為題。他指報導想起數年前內地熱播的宮廷內鬥劇集《延禧攻略》，批評外媒報導大篇幅引用「內幕消息」，會讓讀者誤以為特區政府在抗疫上內部分裂及有矛盾，不單賠上傳媒應有的專業精神，更可能影響特區政府抗疫工作。質疑報道另有目的。[385]
- 9月5日：
  - 香港中文大學首次在開學禮舉行升旗儀式，國安署應邀觀禮。中大政治與行政學系高級講師蔡子強稱認為是校方刻意安排官員參與升旗禮。[386]
  - 元朗一名女醫生涉嫌濫發新型疫苗接種醫學豁免證明書（俗稱「免針紙」），涉嫌偽造虛假文書被捕。行政長官李家超指行使虛假文書或發放虛假文書是嚴重罪行，如有任何醫務人員涉嫌專業失德，一定會將其個案通知香港醫務委員會嚴肅跟進，並要求有關人士負責。[387]
- 9月6日：衛生防護中心公佈猴痘首度傳入香港，一名30歲男子遊美加及菲律賓返港並入住檢疫酒店期間證實感染。[388]
- 9月7日：
  - 早上約10時45分，承建商精進建築位於安達臣道的房協地盤發生致命工業意外，一個天秤塌下多個貨櫃，釀成3死6傷。房協表示會向每名死者的家屬發放一筆過港幣30萬元的撫恤金，及為每位傷者的家屬提供港幣10萬元的即時援助。[389]
  - 香港言語治療師總工會5人因出版《羊村十二勇士》 等繪本而被控串謀發布煽動刊物罪成，案件押後9月10日求情及判刑，其間各被告繼續還押。[390]
  - 記協主席、現於網媒《Channel C》任職副採訪主任的陳朗昇於旺角麥花臣場館採訪元朗朗屏邨業主大會期間被指阻差辦公及公眾地方行為不檢被捕。[391]
- 9月8日：
  - 政府宣布降低疫苗通行證年齡至5-11歲，並分兩階段進行。首階段在9月30日起實施，即9月30日前須至少打一針，至11月30日起，接種要求將統一為打齊兩針。政府亦調整12歲以上人士的疫苗接種要求。由9月30日起接種第二針及第三針之間的寬限期，將由6個月改為5個月。[392]
  - 東華三院黃芴南中學中六男生林澤駿與校方就頭髮長度的風波展開首場調停會議。林同學在會議結束表示形容今次調停沒有進展。[393]
- 9月10日：羊村繪本案中，5名前理事被指發布3本「羊村」系列兒童繪本，還押逾一年後被裁定一項「串謀發布煽動刊物」罪成，判處監禁19個月，是自1997年回歸後刑罰最重的煽動刊物案。[394]
- 9月11日：

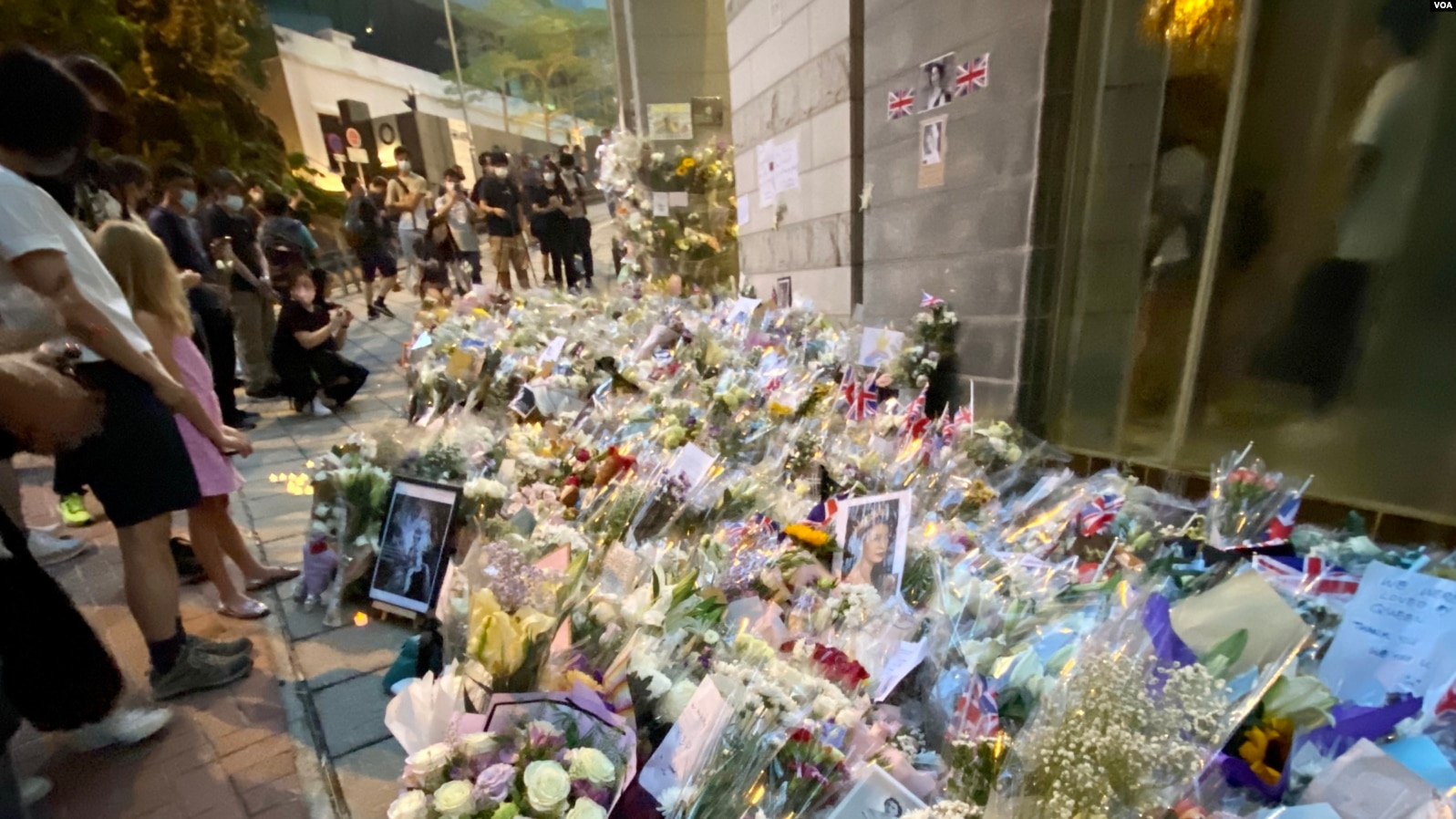
9月12日，不少市民到金鐘英國駐港總領事館外獻花，悼念英女皇伊利沙伯二世逝世

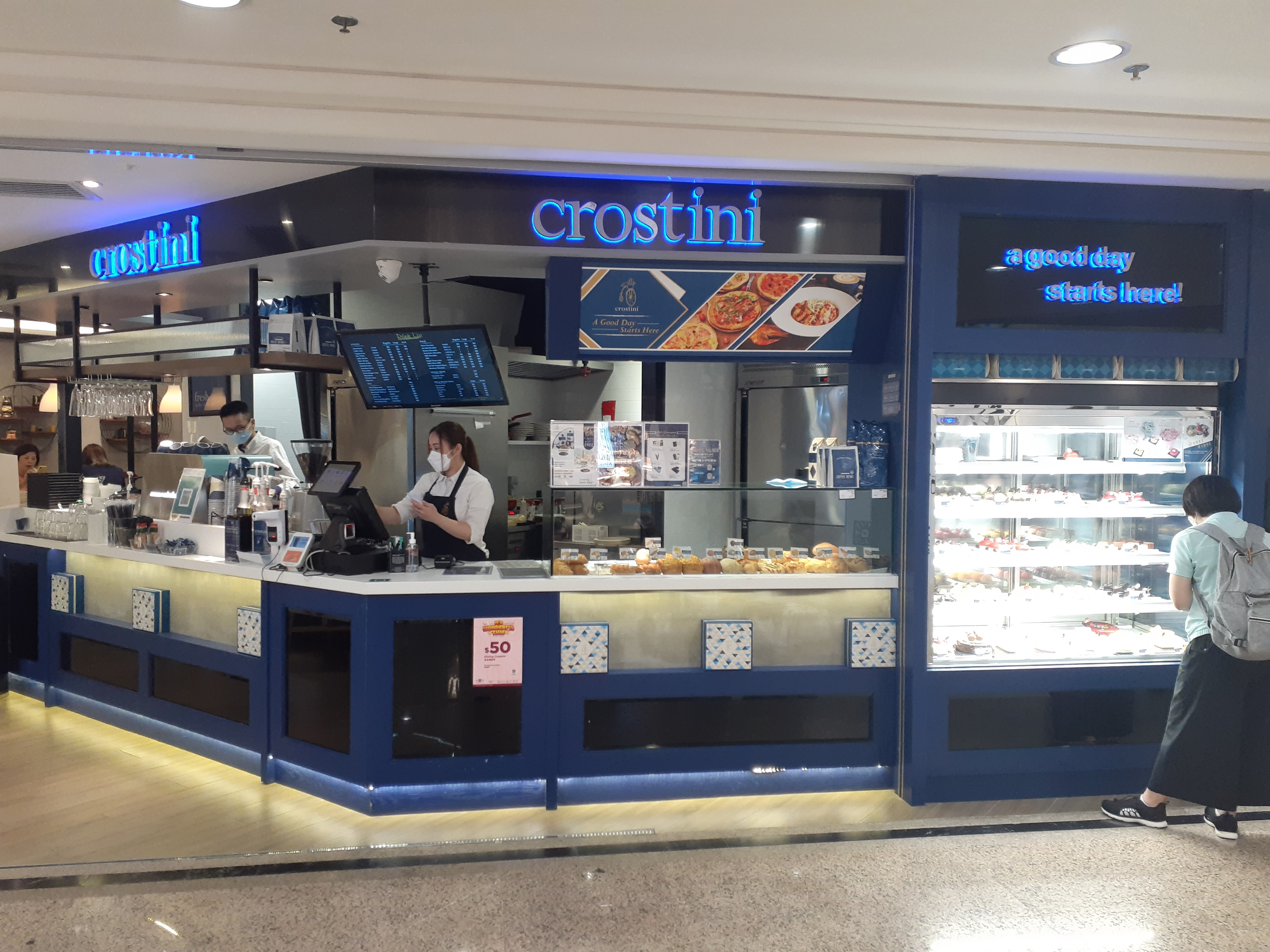
9月13日，連鎖意大利糕點店Crostini全線結束營業，圖為結業前位於銅鑼灣時代廣場的分店

英女皇伊利沙伯二世逝世，不少市民到位於金鐘的英國駐港總領事館外獻花和排隊簽弔唁冊，人龍沿正義道一直排至香港公園茶具文物館附近，長約500米，等候時間約3小時。
- 9月13日：
  - 有內地居民在「小紅書」稱可以在無接種疫苗下來港後取得臨時疫苗通行證，「安心出行」亦顯示「藍碼」，可出入受疫苗通所限的處所，包括到主題公園和堂食。特首李家超指有關措施一直實行，又指內地疫情風險屬全世界最低，暫未發現有任何輸入個案，會視乎疫情檢討。[396]
  - 連鎖化妝品銷售商卓悅集團創辦人葉俊亨、其妻子及兒子被一間公司入稟高等法院申請破產。[397]
  - 連鎖意大利糕點店Crostini在facebook專頁上表示疫情下導致經營環境惡劣，決定全線結束營業。消息公佈後，網民及顧客留言批評大量餅卡仍未兌換，有人更成立苦主群組，表示會從不同途徑追究。[398]
- 9月14日：警方在坪洋村關帝廟附近的山邊草叢掘出屍體，並已經遭到殺害10天，死者為一名51歲中年男子。警方調查後發現遇害的事主倦入360萬的賭債糾紛，亦指出在9月5日時接獲一名女子報案，稱其丈夫當日下午離開住所午膳後便失去聯絡。警方在9月12日於粉嶺聯和墟拘捕兩名涉案男子，暫控謀殺罪。[399]
- 9月16日：
  - 職工會登記局刊憲修訂職工會登記申請書，9月19日起要求申請人須多簽署一份聲明書，確認工會所有目的及宗旨均合法，不會從事「可能危害或不利於國家安全」的行為或活動。前職工盟主席黃迺元認為是對新工會負責人構成一定程度自我審查。[400]
- 9月17日：
  - 醫務衛生局公布在凌晨起劃一要求年滿12歲來港人士須完成接種兩劑疫苗，方可獲發「臨時疫苗通行證」，不過未有計劃要求內地來港人士必須接種疫苗。[401]
  - 國際龍舟聯合會執委會以目前訪港旅客檢疫及隔離安排較其他國家嚴格下，通過將2023年世界龍舟錦標賽改為在泰國舉辦。[402]
- 9月19日：英女皇伊利沙伯二世逝世後舉行國葬，香港繼續有不少市民自發到英國駐港總領事館外悼念英女皇。到晚上有大批警員到場，包括用水淋熄在領事館外行人路欄杆上的燭光，並截查一名用口琴吹奏《願榮光歸香港》的市民，之後被帶上警車；有警員更踏進領事館範圍而被職員阻止。[403]事後警方公佈一名43歲男子涉嫌作出具煽動意圖的行為，違反《刑事罪行條例》第九條被捕。[404]
- 9月20日：
  - 中宣部於北京舉行「中國這十年」系列主題新聞發佈會，港澳辦副主任黃柳權指出香港目前出現移民潮是不恰當，又批評《港區國安法》令香港「大陸化」及「內地化」說法危言聳聽。[405]
- 9月22日：
  - 警方就濫發「免針紙」展開拘捕行動，繼元朗及油麻地先後拘捕兩名醫生後，到分別位於元朗、天水圍及柴灣的3間診所採取行動，拘捕3名涉嫌濫發「免針紙」的醫生。另外有22名應診者被捕。警方指會交由專業醫護人員作評估是否濫發。[406]
  - 中午12時，青沙公路近海麗邨一輛田螺車墮橋，並壓中連翔道路面一架校巴。意外中一度被困的田螺車司機昏迷送院，經搶救後證實死亡，而校巴司機和3名職員受輕傷。[407]
- 9月23日：特首李家超宣布9月26日起實行入境香港「0+3」安排，實行近兩年的入境人士酒店檢疫安排將會取消，同時首次容許未完成接種疫苗的香港居民返港。有市民表示已經被困香港3年，希望去台灣、日本等地旅行，同時指大多國家已免除入境限制，批評香港「慢人一拍」。[408]而旅遊預訂網站Trip.com指香港的航班搜索量按周急升近51倍，而香港往日本機票訂單較同期增長7倍。[409]國泰航空和入境處網頁都出現系統繁忙。[410]
- 9月24日：
  - 相隔1,040日，香港在疫情以來首次有球迷入場欣賞賽事，香港足球代表隊與緬甸作賽，並於香港大球場進行。警方亦派出多名警員和探員在球場內戒備，在播放國歌期間手持攝錄機拍攝看台的觀眾，並留意舉橫額的人群。[411]
- 9月26日：
  - 高等法院頒令充公在反修例運動期間，籌款支援被捕人士的組織「星火同盟」約7,000萬元。司法機構資料顯示案件以閉門聆訴方式處理，警方表示有兩名涉案人士潛逃，因而向法庭申請沒收令，指法官接受申請符合法例要求。[412]
  - 反修例運動期間，一名28歲工程師在Telegram頻道發布襲警方法，被控「串謀煽惑他人犯有意圖而導致身體受嚴重傷害」、「串謀煽惑他人製造炸藥」罪成，被判監禁42個月。[413]
- 9月27日：
  - 位於新界古洞北「志記鎅木廠」在9月13日已到收地限期，政府派員到場圍封木廠。負責人王鴻權（權哥）亦被禁止進入，包括一度被拒絕領回三隻狗，最終有兩隻狗自行走出木廠。他認為法律不外乎人情，指木廠內的東西有一定紀念價值，期望能夠與政府探討如何處理木材。[414]
  - 7名私家醫生早前涉濫發「免針紙」被捕，政府公布他們所發的「免針紙」將於10月12日起視為無效。醫務衛生局和衛生署亦已將相關案件轉交香港醫務委員會跟進。[415]同日，警再拘捕一名醫生涉濫發免針紙。[416]
  - 政府將疫苗通行證適用年齡將降至五歲，「安心出行」將加入「親子針卡」功能。[417]
  - 一名30歲資訊科技從業員涉於連登討論區，以「詛咒中共早日毀滅」的帳戶重複留言「光時」及「港獨」等字眼38次，被控一項「作出一項或多項具煽動意圖的作為罪」，還柙逾3個月。被告於西九龍法院承認控罪，判處監禁4個月。[418]
  - 晚上近9時，一輛清潔公司密斗貨車駛離觀塘雲漢街垃圾收集站時失控，沿瑞和街暗斜衝下300米，先後撞及5部車輛和撞倒途人，最後剷上行人路撞向中國銀行分行，釀成一死五傷。[419]
  - 社民連主席陳寶瑩及部份社民連成員收到國安來電，「提醒」十一不要有活動。
- 9月28日：雨傘革命8周年。
- 9月29日：
  - 宣布流亡海外的立法會前議員許智峯，高院裁定許智峯4項藐視法庭罪成，判處監禁3年6個月。
- 9月30日：
  - 政府將疫苗通行證進一步加強實施，5至11歲兒童至少要打第一針，已打第一針但超過3個月，需要打第二針才可繼續使用疫苗通行證。兒童權利委員會執行幹事黃惠玉認為政府新安排令身體狀況不好的兒童要「博」。[420]
  - 政府公布10月6日起放寬一系列社交距離措施，包括食肆由限8人一枱增至12人、酒吧每枱由4人增至6人、宴會增一倍至最多240人等，不過食肆和酒吧營業時間等未鬆綁，亦未有正面回應會否放寬四人限聚令和戶外口罩令。[421]

### 10月
- 10月1日：
  - 中華人民共和國成立73周年，灣仔金紫荊廣場舉行的升旗禮連續第4年不向公眾開放，各區多處都被掛上五星紅旗。而警方派出7000至8000警力佈防，包括總區應變大隊、鐵路應變部隊、反恐特勤隊、衝鋒隊和便裝人員加強巡邏。[422]
  - 香港南丫海難10周年。傍晚雷玉蓮帶同標語到中環碼頭外擺放鮮花和水果悼念死者。警員到場拉起橙帶，廣播提醒市民不要違反四人限聚令。[423]
- 10月5日：
  - 維珍航空宣布停飛來往香港及倫敦航班，並關閉在港辦事處。[424]
  - 下午4時許，警方接報一輛由長洲開往中環的渡輪上，有一名可疑男子藏有懷疑手槍物體。有乘客拍攝到大批批持槍，身穿避彈衣及頭盔的警員登上一艘來往長洲渡輪搜索，要求所有乘客舉起雙手放於前方坐位協助檢查。事件對3艘船、共約700多名乘客受到影響，最後沒有發現，列「可疑人發現」案件處理。[425]
  - 40多年歷史的凱施餅店被揭發拖欠員工8月份的強積金供款，共約76萬元。[426]
  - 媒體報導荃灣聖芳濟中學舉行升旗禮，14名學生因在雨天操場吃完早餐收拾，校內突然播起國歌，而被指「不尊重升旗禮儀式的行為」被校方勒令停課3天，並且違反《國安法》。羅翠蓮副校長表示沒有直接與涉事學生對話，僅告誡他們有關行為在校外或會觸犯《國安法》。[427]

- 10月6日：
  - 醫衛局公布社區檢測措施進行提升，包括「常規化」流動採樣站並組成社區檢測網絡。而消息指政府會繼續加強核酸檢測，即使日後放寬入境限制至「0+0」，亦會繼續要求旅客檢測，不會以快測代替。[428]
  - 受歐美多國制裁的俄羅斯鋼鐵大亨Alexey Mordashov所擁的巨型遊艇「Nord」，前日進入本港海域。政府指不會實施個別國家單方面制裁。[429]
  - 一名26歲客戶服務助理於2021年在社交平台冒充前女友，披露前女友及其丈夫的個人資料，被裁定7項「未獲資料當事人同意下披露其個人資料」罪成，是「起底」新條文生效後首宗被定罪的案件。[430]
- 10月7日：
  - 網台D100主持人「傑斯」尹耀昇被裁定串謀作出煽動意圖作為罪及3項洗黑錢罪罪成，被判監禁32個月，並充公他合共約487萬元資產。[431]
  - 警方再拘捕多4名25歲至48 歲女子，指控他們行使「假免針紙」，被捕人士全為公務員，其中三人在社署工作，一人是公立學校教師。
- 10月8日：
  - 「光城者」7名成員在2021年涉擺設街站及提倡「武裝起義」，被控《港區國安法》串謀煽動他人實施顛覆國家政權罪，部分被告還押超過1年，7人早前認罪。其中5名年輕被告在區域法院同被判入教導所，是國安法下首宗有被告非判監的案件。[432]

- 10月11日：
  - 《彭博》報道，部分俄羅斯國企探討到香港進行集資，並計劃將部分業務轉行到本港。而美國同時亦警告香港不要成為受制裁者的避風港。特首李家超出席行會前表示會依法辦事，指出一些國家基於特定考量採取制裁行動屬單方面決定。[433]
  - 「長洲覆核王」郭卓堅就當局廢除「免針紙」的做法入稟高等法院。高等法院法官高浩文聽畢陳辭後，就廢除免針紙一事頒發臨時禁制令，涉案的逾兩萬張「免針紙」暫時維持有效，直至另有頒令。[434]不過法援署以郭沒有免針紙為由，認為沒有法定地位而拒批法援。郭卓堅批評現在的法援署「處處與你為敵」。[435]
- 10月14日：
  - 繼PayPal以「高風險」為由終止社民連戶口後，眾籌平台Go Get Funding以高風險為由終止訟費籌集。受影響的人士為3名於2014年立法會外反對新界東北發展前期撥款向警方索償敗訴的示威者。[436]
  - 加拿大歌手Avril Lavigne世界巡迴演唱會香港站因2020年新型肺炎疫情爆發而四度延期，但最後以「表演行程安排」而取消。主辦單位透露取消原因亦涉及防疫安排有關。[437]
- 10月15日：外賣平台foodpanda外賣員指出新地圖系統所獲工資比以往低至少三成，質疑公司計算方法不透明，變相減薪，連續兩日發起罷工。有參與罷工的外賣員表示罷工行動有過千人響應。[438]
- 10月19日：特首李家超發表任內首份《施政報告》，以「為市民謀幸福 為香港謀發展」為題。
- 10月20日：
  - 政府提出將8個選址約255公頃土地的「綠化地帶」發展為住宅，料可興建7萬個單位，屯門東土地最多，涉107.3公頃，其次為近新田麒麟山以南的49公頃土地。[439]
  - 特首李家超出席立法會答問大會，表示官商勾結是反中亂港時期用以挑起社會矛盾的術語，並導致社會分化出現矛盾，認為社會各界需反對這種具破壞性的「壞思想」。[440]
- 10月21日：
  - 「長洲覆核王」郭卓堅早前入稟高等法院，質疑政府宣布逾兩萬張免針紙失效屬濫權，高院裁定郭卓堅一方勝訴，指出局長無權宣布涉案免針紙無效。[441]
  - 彭博報道，電影、報刊及物品管理辦事處禁止一個戶外活動中播放2008年上映的《蝙蝠俠：黑夜之神》，改為播放電影《鐵甲奇俠》。其後主辦單位引述政府指，認為該電影含暴力內容，不適合戶外播放。[442]
  - 衞生署衞生防護中心表示白田邨第10期重建地盤有4個泥土樣本驗出帶有類鼻疽伯克氏菌，涉約150名地盤工人。[443]
  - 政府刊登憲報，經修訂《危險藥物條例》(第134章)會將大麻二酚納入危險藥物及化學品管制，修訂令將於12月16日生效。而就CBD的管制則於2023年2月1日生效，全港十個政府合署將設置指定棄置箱，方便公眾棄置CBD產品。[444]
- 10月22日：已解散的「賢學思政」4名成員早前承認《港區國安法》串謀煽動他人實施顛覆國家政權罪，區院法官郭偉健指他們沒有使用社交媒體發表煽動言論下，將案件定性為「較輕但接近嚴重一端」，判處3人監禁30至36個月，其餘一人判入教導所。[445]

- 10月24日：
  - 中共二十大閉幕，引發投資者的悲觀情緒。恒指全日跌逾千點，連跌4日，創出13年半低位。科指及國指更創出新低及14年低位，成為全球表現最差市場。[446]
  - 金融管理局總裁余偉文於金管局網頁撰文表示，國際金融領袖投資峰會的參與者可以持「黃碼」期間進入一些須查核「疫苗通行證」的處所；若在香港逗留期間確診，可乘專機離港。[447]

- 10月25日：
  - 政府就高院裁定醫務衞生局局長無權宣告有關免針紙失效作出修訂，行會通過修改《預防及控制疾病(疫苗通行證)規例》(第599L章)，刊憲賦權醫衞局局長在合理懷疑下，可廢除免針紙的權力。相關修訂於明日提交立法會先訂立後審議，並即日生效。政府同時將疫苗通行證的規例有效期延長6個月，至2023年6月30日午夜。[448]
- 10月26日：
  - 醫務衛生局長根據經修訂後的《預防及控制疾病（疫苗通行證）規例》（第599章，附屬法例L），宣告7名註冊醫生所發出的「免針紙」11月9日起失效。[449]
  - 任職學校圖書館管理員的36歲男子，在2019年於Telegram群組呼籲破壞店舖「360」，早前承認一項煽惑他人犯刑事損壞罪罪成，東區裁判法院裁判官劉淑嫻指本案事隔約3年才帶上法庭，會對被告和家人承受壓力，判處他監禁兩個月兩星期。[450]
- 10月28日：
  - 康泰旅行社的內地母公司凱撒旅遊集團發佈公告，表示康泰旅行社資不抵債，正式啟動自動清盤程序。[451]
  - 大埔林錦公路近梧桐寨村發生塌樹意外，一名村代表鋸樹期間突然再有枯枝塌下，因走避不及遭擊中頭部受傷昏迷，其後證實不治。村民指曾向地政總署及民政事務總署反映樹幹已塌下一段時間，不過以未有即時危險為由而不作處理。[452]
- 10月31日：
  - 前《立場新聞》總編輯鍾沛權、前署任總編輯林紹桐，以及其所屬公司被控一項串謀發布或複製煽動刊物罪，於區域法院審理。控方將超出「檢控期限」的10篇文章列入檢控基礎。[453]
  - 一名68歲老人早前被控在港鐵大圍站外無牌二胡奏樂，案件在沙田裁判法院提堂。控方申請修改控罪「沒有許可證而奏玩樂器」改為「沒有許可證而在公眾地方籌款」。[454]
  - 受股災影響，恒生指數早段低見14597.31點，創2009年4月28日以來最低。

### 11月
- 11月1日：

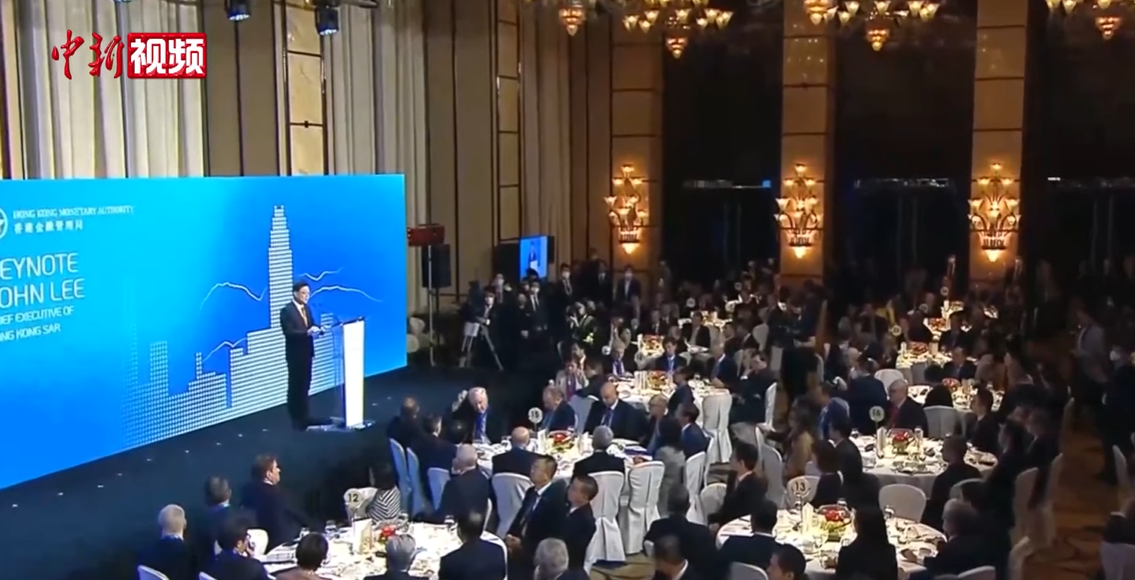
11月2日，國際金融領袖投資峰會於香港四季酒店宴會廳舉行，絕大多人士並沒有戴上口罩

  - 《彭博》引述世邦魏理仕數據顯示，截至2022年10月，香港的甲級寫字樓空置率在三年內幾乎增加了三倍，達到110萬平方米，創歷史新高。同時引述美聯數據。指長江中心的空置率今年9月達21%。[455]
  - 李家超表示，將舉行的金融峰會將有近200人參與，認為3人缺席只佔相當少數目。他又表示出席者獲准在「黃碼」下參與活動和進入多個處所，有助思考日後防疫措施的路向。[456]
  - 香港警方國安處上午在紅磡區所租用的酒店房間拘捕一名40歲從境外返港的葡萄牙籍男子，涉嫌「作出具煽動意圖的作為」罪，消息指該名被捕男子與組織「香港獨立黨」有關，並列入通緝名單。[457]
- 11月2日：
  - 強烈熱帶風暴尼格襲港，天文台發出半世紀以來首次在11月發出的八號信號，且為戰後最遲及首次在11月發出的 八號西北烈風或暴風信號。市民批評天文台的安排讓他們早上上班數個小時便就要離開，浪費車錢和時間，造成不便。[458]
  - 在沙特阿拉伯確診新型肺炎的財政司司長陳茂波昨晚抵港後在機場接受核酸檢測，但官方並未有公布結果，只歸類為「康復個案」，引起網絡熱論，認為是「特事特辦」。而他在金融峰會演講時曾經短暫除下口罩，及後未有享用午宴便離開，並沒有接受傳媒提問。他在午宴完結後再次入場。[459]而絕大部分人在場內沒有戴口罩。

- 11月3日：
  - 政府解除食肆和酒吧等堂食和營業時間的限制，逾兩年來首度准許徹夜堂食，亦批准政府轄下燒烤場重開，不過營地繼續關閉。而酒店、宗教場所等舉辦聚會、會議或婚宴等場合拍照時可除口罩。
  - 吸煙與健康委員會主席湯修齊提及早期與醫務衛生局長盧寵茂會面，盧主動提及考慮仿傚紐西蘭等地的做法，禁止向指定年份後出生的人銷售煙草。建議2009年或之後出生的人士將終身不能買煙。[460]
  - 警方網罪科拘捕一名在天水圍中學任教化學的30歲男子，指控他曾在2019年7月發布一則煽惑他人製造「火焰發射器」的帖文，同時在今年10月中在網上討論區發布煽惑他人製造毒氣以及其他武器的言論。[461]
- 11月4日：
  - 停辦超過3年的香港國際七人欖球賽，一連3日於香港大球場舉行。有旅客專程來港觀看賽事，不過因「黃碼」而無法入場而感到失望。加上外出也不能到餐廳和景點，預料未來兩三天在香港的體驗會很沉悶。文化體育及旅遊局長楊潤雄表示持「黃碼」入場被拒的人士數目不算多。也期望他們能在餘下兩天的賽事內轉回「藍碼」，重新入場。[462]
  - 前律政司司長鄭若驊丈夫潘樂陶旗下的安樂工程集團、信興集團及相關職員，被指在提供空調工程時合謀定價，涉嚴重反競爭行為。競委宣布「安樂機電」承認法律責任，需罰款1.5億元。[463]
- 11月6日：香港國際七人欖球賽賽事最後一日，之前持「黃碼」而無法入場的9名外國遊客獲大會安排入包廂觀賞賽事和安排退款。南非旅客對結果感到高興，表明會再來香港旅遊。而大會公布3日賽事合計有逾6.5萬人次入場。[464]
- 11月7日：
  - 政府為旅遊業界提出的「團進團出」方案「開綠燈」，容許入境旅行團的海外旅客持「黃碼」下，在導遊陪同下進入主題公園、博物館及寺廟等指定景點，亦可進入指定餐廳的分隔區域用膳。立法會議員江玉歡批評政府只向外來旅客放寬防疫，對香港居民不公道。[465]
  - 長洲覆核王郭卓堅就599章列明強迫使用「疫苗通行證」和「安心出行」入稟高等法院申請司法覆核，稱新型肺炎冠已經不是突發疫情，認為「疫苗通行證」和「安心出行」沒法保障市民健康，反而對市民的日常生活造成情緒困擾。[466]
  - 《立場新聞》被指煽動案，控方呈交6個文件夾、逾1,500頁文件。辯方指新呈文件或影響辯方的盤問方向、與其他警方證人的口供「有出入」，申請「永久終止聆訊」，並為林紹桐申請保釋。法官批准林紹桐以合共10萬元保釋金擔保。[467]
  - 媒體報導已停運的「612人道支援基金」基金秘書、社民連成員施城威，11月5日在機場被國安處拘捕。[468]
- 11月8日：
  - 中央駐港維護國家安全公署以5億購入九龍半山超級豪宅別墅緹山。[469]
  - 特首李家超指出在風險可控的情况下逐步放寬社交距離措施，但表明不會取消「紅、黃碼」及口罩令。香港病人政策連線主席林志釉不明白為何政府對舉辦大型活動及調整本地防疫措施上會持有有兩套標準。[470]
- 11月10日：
  - 政府表示下周四轄下露營設施及其他室外康樂設施重開，室外體育處所觀眾席容許飲食。而市民入超市、商場、戲院等無須主動掃碼，持有「黃碼」的市民可進入。不過餐飲處所及美容院等仍被列為主動查核疫苗通行證處所。代表美容業界對此表示失望，認為疫苗通行證分主動及被動查核制度，既複雜亦擾民。[471]
  - 《香港01》接獲獨家消息指錦上路站上蓋物業柏瓏一期由於施工時未有依從圖則興建，結果位於轉力層底下的8條主力柱結構力度不足，需要拆掉重建。[472]

- 11月11日：男團MIRROR紅館演唱會墜屏傷人事故逾3個月，警方在凌晨拘捕4男1女，包括總承辦商藝能和次承辦商協興隆高級職員，分別涉欺詐及容許物件從高處墜下罪。警方透露藝能向康文署虛報裝置重量相差極大，平均各類裝置實際重量為虛報數字4倍多。[473]

- 11月13日：
  - 上午約9時50分，港鐵荃灣綫一列列車於油麻地站出軌，導致兩組車門飛脫和兩名乘客受傷。事故期間荃灣綫來往茘景站至佐敦站暫停服務。港鐵經初步調查後，將岀軌意外形容為「轉向架偏離路軌」，而路軌旁設備亦有損毀。到晚上10時，列車才移離月台。[474]
- 11月14日：韓國仁川舉行的亞洲七人欖球賽香港對韓國進行決賽，奏國歌環節中錯將2019年反修例運動歌曲《願榮光歸香港》當作中國國歌播放，引起特區政府凌晨發聲明表示強烈不滿及抗議。其後主辦機構亞洲橄欖球總會向特區政府及中國政府道歉。事件亦引起建制派人士紛紛譴責。特首李家超表明警方會調查事件是否涉串謀違反《國歌條例》或其他香港法律。警方指案件由有組織罪案及三合會調查科（O記）負責。[475]
- 11月15日：
  - 一名患自閉症的23歲外賣員，涉在連登討論區及Telegram呼籲市民參與「平安夜革命」，並形容中央及港府是「匪類」。《國安法》指定法官陳廣池指帖文會潛移默化演變成更激進行為，視《國安法》為紙老虎，判處被告監禁1年。[476]

- 11月16日：

政府表示17日起部分處所，包括街市、髮型屋、博物館及公眾娛樂場所等將不再主動查核「疫苗通行證」。不過政府在深夜突然發稿更新安排，指所有公眾溜冰場及戲院均須就「疫苗通行證」繼續進行「主動查核」，「黃碼」人士仍無法進入有關場所。
- 11月17日：
  - 美國創立的護膚品牌H2O+於社交平台上宣佈將在年尾結束全球業務，其中香港店將營業至11月30日。[478]
- 11月20日：
  - 繼韓國仁川舉行的亞洲七人欖球系列賽出現錯播國歌事件後，有人發現在月初在杜拜進行的欖球世界盃終極外圍賽片段顯示錯誤國歌歌名《Glory to Hong Kong》，政務司長陳國基對事件非常不滿，形容是「不可思議」，將去信世界欖球總會和亞洲欖球總會表達強烈不滿，要求對方徹查及交代。[479]
  - 《東方日報》報道6月啟德屋苑露台性交片事件，事後有多名警務人員登入警隊內部系統查看女事主容貌而被內部調查，近日有個別警務人員被紀律處分。而警方指經過近半年調查後，認為是個別警務人員因出於好奇登入電腦系統，不涉刑事成份，亦未有透露受紀律處分的實際人數及罰則。[480]
- 11月21日：
  - 奇妙電視HOY資訊台正式以大氣電波網絡廣播電視訊號啟播。[81]
  - 李家超到泰國出席亞太區經濟合作組織會議，星期日晚由曼谷返港後確診新型肺炎。[481]
  - 律政司刑事檢控科致函給所有外聘大律師，要求他們簽署承諾維護《香港國安法》，不會從事危害國家安全的行為，並就外聘案件要嚴格保密及保證不會有利益衝突。大律師形容做法「奇怪」和「畫蛇添足」。[482]
  - 警方國家安全處拘捕一名中年速遞員，涉嫌轉載南韓在欖球賽誤將反修例歌曲當作中國國歌播放的片段，被指在Instagram、facebook和Twitter「作出具煽動意圖的作為」。[483]
  - 警方會見香港欖總部分人員錄取口供，並檢取欖總通訊紀錄。
- 11月22日：
  - 中電和港燈公布2023年電費加幅分別為6.4%及5.5%，不過計算方法是將2023年1月與11月的電費比較，惟按年實際加幅分別高達19.8%及45.6%。而兩者電費相差近三成。[484]
- 11月24日：
  - 2012年南丫海難3名遇難者家屬入稟高等法院，要求召開死因研訊遭到駁回，家屬對判決感到非常失望。[485]
  - 中大畢業禮當日有學生示威，對飯堂價格和學生會解散表示不滿，大批保安包圍並指她們觸犯涉及畢業典禮的規例，其後警察一度到場了解。[486]
  - 香港海防博物館重開。
- 11月25日：
  - 已停運的「612人道支援基金」被指無註冊作社團，法庭裁定陳日君等6人罪成，5名信託人各罰款4,000元；施城威則罰2,500元。[487]
  - 香港國際機場第三跑道正式啟用。
- 11月27日：港鐵中國製造的新列車率先於觀塘綫上路營運，吸引逾百名鐵路迷等頭班車。[488]
- 11月28日：
  - 香港終審法院批准黎智英聘用英國御用大律師Tim Owen參與港區國安法案例審理後，李家超宣佈提請全國人大常委會解釋香港基本法。他形容今次釋法屬「針對一種人士、一個問題」[489]。
  - 新疆烏魯木齊大火造成10人死亡的事件，引起香港的內地生在中環及中大校園聲援。中環戲院里有約60人到場獻花及舉白紙悼念，其後大批警員到場拉起橙帶，用攝錄機拍攝情況，並登記部份人士的身分證。知名社運人士“王婆婆”舉黃色雨傘期間，突然被一名男子奪走雨傘，并被推跌躺在地上。該男子涉嫌刑事毀壞及普通襲擊被捕。另外，中文大學亦有近百人聚集悼念，有保安在場拍攝但沒有阻止。[490]
  - 外國媒體報導，總部位於香港加密貨幣服務供應商Amber Group共同創辦人庫蘭德（Tiantian Kullander）11月23日於睡夢中猝死，年僅30歲。[491]
  - 房屋局向立法會提交文件，估計「簡約公屋」項目的設計和建築工程項目費用為267.9億元。[492]
- 11月30日：
  - 2019年11月西灣河開槍事件，2名男生搶槍罪成，被判監禁6年，法官指被告受傷和事後患上創傷後遺症是「咎由自取」。[493]
  - 小型無人機令內有關無人機及機師註冊條文正式實施。規例要求超過250克的無人機（包括航拍機）及遙控機師均需要註冊；而操作超過7公斤的無人機（包括航拍機）需通過政府認可的考試。[245][246]

### 12月
- 12月1日：

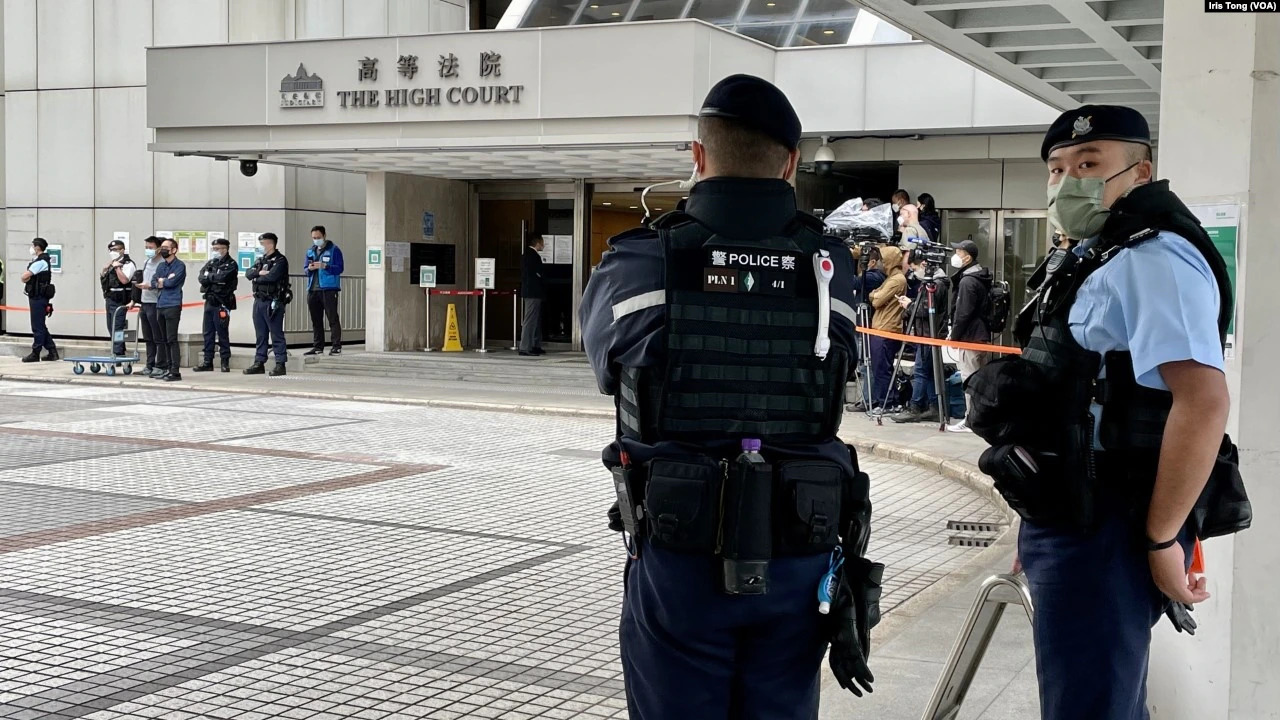
12月1日，警方因应壹传媒创办人黎智英就国安法案件出庭，在高等法院一带加强保安，大批身穿防刺背心、荷枪实弹的警员在场戒备

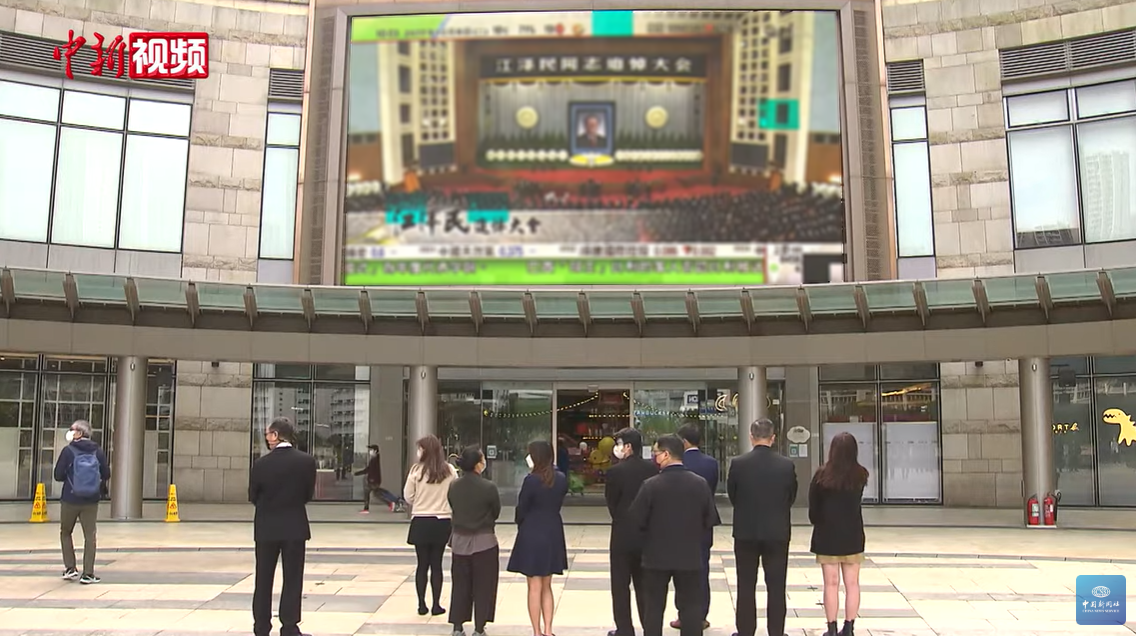
12月6日，將軍澳PopCorn商場職員在廣場外悼念前中共中央總書記江澤民

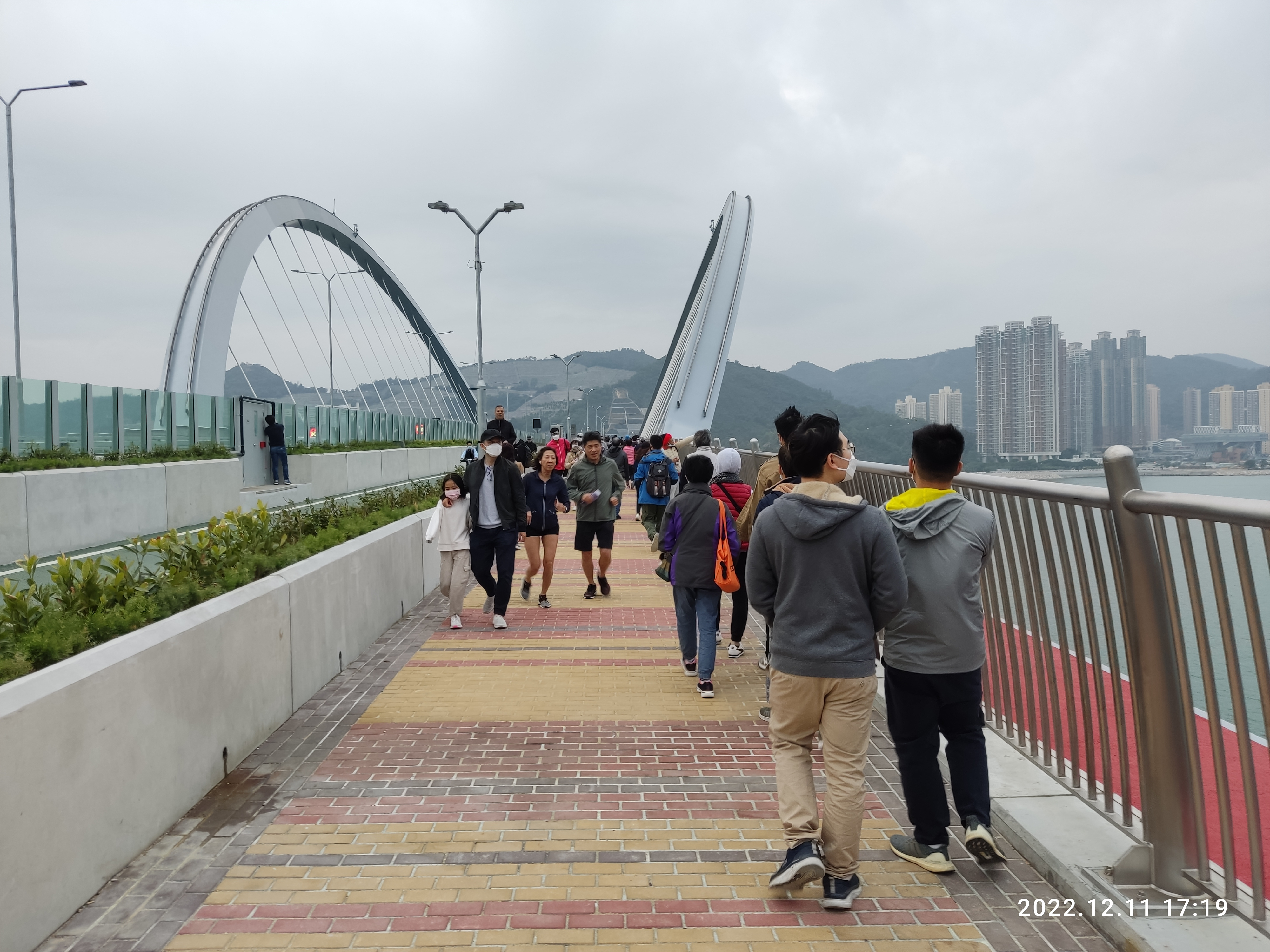
12月11日，將軍澳跨灣連接路大橋首日開通使用，吸引大量市民遊覽

  - 律政司透露黎智英被控違反《港區國安法》的案件中，負責抗辯的英國御用大律師Tim Owen工作簽證被入境處拒絕延期申請.法官將案件押後至12月13日再訊。黎智英由囚車押送到法院時，有警員荷槍實彈戒備。[494]
- 12月2日：
  - 一名曾於社區疫苗接種中心工作的34歲女護士，被指在「疫苗通行證」實施前為兩個家庭共6人「扮打針」，事後被另一名護士揭發。事後7人被控兩項串謀欺詐罪，其中3人獲准自簽保守行為。餘下4名被告，護士與一名主婦早前認罪，另外2名不認罪被告被裁定罪成，被處監禁6個月，另外3人被判監禁2至3個月，有被告聞判時一度拭淚。[495]
- 12月3日：
  - 阿聯酋杜拜舉行2022亞洲經典健力錦標賽的頒獎典禮期間，香港運動員奪金牌時播放反修例運動歌曲《願榮光歸香港》，到16秒時運動員連煒楨展示「T字」手勢示意後才叫停。[496]特區政府對此表示強烈不滿，要求港協暨奧委會盡快提交報告，並嚴肅跟進事件。[497]
- 12月5日：港鐵在一個月內發生第二次嚴重事故，在早上8時半將軍澳線一列往北角方向列車駛入將軍澳站前，兩卡車廂接駁位置疑鬆脫下而制停列車，1500名在摸黑的環境下經路軌疏散離開，期間有兩名女乘客不適。事件導致列車服務暫停4小時，至中午12時半才逐漸恢復。港鐵到晚上宣布將「全面檢討資產管理及維修保養制度」。[498]
- 12月6日：
  - 江澤民的追悼大會在北京舉行，香港政府和多個機構安排悼念儀式。[499]
- 12月7日：
  - 2021年七一銅鑼灣刺警案，陪審團退庭商議約1小時後一致裁定死者死於自殺。[500]
  - 政府就亂拋垃圾、廢物處置及阻塞街道定額罰款提出修訂建議，其中亂拋垃圾、隨地吐痰等7種罪行定額罰款由1500元增至3000元，店舖阻街及非法棄置建築廢料定額罰款則增3倍至6000元，而郊野公園及特別地區吐痰或棄置廢物，由2000元增至1萬元。稍後展開一個月公眾諮詢。[501]
  - 立法會三讀通過《版權（修訂）條例草案》，立法會議員狄志遠憂慮，政府無法釋除改圖改歌這類二次創作行為是否侵權。[502]
  - 渣打銀行國泰萬事達卡出現大量客戶被盜用簽帳事件，銀行將為所有經核實之非授權交易主動安排退款。不過未有證據顯示個人資料出現外泄。[503]
- 12月8日：
  - 中國推出「新十條」措施放寬疫情防控措施後，多間媒體都引述消息指，當局將會放寬防疫措施，包括戶外地方取消口罩令等。但最後政府只將確診及密切接觸者的隔離與檢疫日數，由7日減至5日，入境旅客的快測要求亦會由連續7日減至5日。其他防疫措施，包括社交距離和口罩令措施維持不變。[504]
  - 網媒《香港01》引述消息人士，指政府曾舉行內部會議討論放寬防疫政策，但有主理官員「過唔到心理關口」，又認為香港對外已近乎全通關下，最終決定維持「疫苗通行證」及「安心出行」等其他措施。[505]
  - 一名20歲青年表示在兩個月內，遭警方截停3次，認為目前的規定過於含糊，決定入稟高等法院申請司法覆核，要求法庭頒令《警隊條例》 和《公安條例》的條文違憲。[506]
- 12月10日：
  - 黎智英與壹傳媒集團行政總監黃偉強，被指向科技園公司隱瞞違反將軍澳工業邨租契，被控兩項欺詐罪。兩人被裁定罪成，在區域法院分別被判監禁5年9個月及21個月；法官另向黎智英罰款200萬元及頒下8年「取消資格令」，禁止出任公司董事。[507]
- 12月11日：
  - 將軍澳跨灣大橋及將軍澳－藍田隧道通車。
- 12月12日：
  - 保安局長鄧炳強對Google拒絕用戶搜尋國歌時將《義勇軍進行曲》「置頂」的決定表示匪夷所思，形容「香港人不會接受」。同時對Google遵守歐盟法院指示而將不準確的搜尋結果刪除，質疑是否「雙重標準」。[508]
  - 警方國安處拘捕一名49歲從事「私影」的男子，涉嫌在社交平台轉載國際欖球賽事中播錯國歌的片段的帖文寫有「感謝南韓仁川承認香港國歌」和轉載西灣河開槍事件中，開槍警員及其家屬的「起底」帖文。[509]

- 12月13日：
  - 李家超宣佈2022年12月14日起毋須再掃描安心出行二維碼，但到食肆，戲院和醫院等場所仍要出示疫苗通行證，而為入境人士而設的疫苗通行證「黃碼」亦會取消[510]。
  - 民主黨前立法會議員林卓廷、尹兆堅及獲准保釋的黃碧雲被指涉2018至2020年期間，在立法會會議搶咪及與保安員衝突，違反《立法會（權力及特權）條例》。主任裁判官羅德泉判處3人監禁3至7星期。[511]
  - 何文田加多利山嘉道理道一間正進行翻新工程的獨立屋發生致命意外，一名42歲搭棚工人由離地約4米高的外牆棚架上墮地，頭部受傷當場昏迷，送院搶救後不治。
- 12月14日：
  - 鄒幸彤被指在社交媒體及報章發文呼籲市民參與集會，經審訊後被裁定煽惑集結罪成，她不服定罪及刑期上訴。經聆訊後，高院法官張慧玲裁定鄒上訴得直，遂撤銷定罪及判刑。不過她仍就支聯會涉煽動顛覆國家政權等案還押。[512]
  - 一名18歲男子被指在「連登」、YouTube及Discord平台，發表「港獨」、「光時」口號，亦篡改國歌歌詞、製作並發布以粗口字眼取代國旗黃星的影片，早前承認煽動、侮辱國歌國旗等4罪，在西九龍裁判法院被判入教導所。《國安法》指定法官、總裁判官蘇惠德指有關內容踐踏國家民族尊嚴，如不及早遏止這些思想，將會令社會不穩定及分裂。[513]
  - 油塘東源街建築地盤發生工字鐵倒塌，造成一名55歲工人死亡，地盤承建商是精進建築。[514]

- 12月15日：
  - 教育局今日公布《教師專業操守指引》，鼓勵教師自覺遵守，首次將「維護國家安全和社會秩序」納入要求，並中對教師使用社交媒體作出規範。若教師的行為屬嚴重專業失當，會被終身停牌，不得重新註冊。[515]
  - 葵涌貨櫃碼頭對開一個工地發生致命工業意外。早上約9時，一名37歲男工為防撞緩衝板泵入壓縮氣體，緩衝板疑突然爆炸，事主被彈飛10米並遭金屬板擊中，他重創陷入昏迷，送院搶救後證實不治。[516]
  - 一名26歲客戶服務助理去年在社交平台冒充前女友披露前女友及其丈夫資料，被控「未獲資料當事人同意下披露其個人資料」罪成，被判監8個月，成為「起底」新條文生效後首宗判刑。[517]

- 12月16日：
  - 東涌裕東路近東涌交滙處在早上發生致命交通意外，一輛行駛龍運巴士E36A線的雙層巴士撞到清潔公司密斗貨車及輕型貨車，釀成2死10傷，64歲男子在密斗貨車車尾當場死亡，而52歲男子捲車底後送院不治。肇事28歲龍運巴士車長被警方以「危險駕駛導致他人死亡」拘捕。[518]
  - 一名攝影師涉在2020年3月8日於大埔超級城拍攝便衣警，被裁定非法集結罪成。律政司再上訴至終院，經審訊後一致裁定律政司上訴得直，指被告在非法集結攝錄警員屬受禁行為。[519]
  - 一名30歲男子被指在「連登討論區」發布37段煽動陳述、相片及圖片，包括向公職人員施暴，要求外國制裁和作出針對警員，被控「作出一項或多項具煽動意圖的作為」罪。總裁判官蘇惠德判處被告監禁8個月。[520]
- 12月17日：
  - 網上流傳赤柱監獄外的小巴站有一名女子被數名黑衣男子抬上客貨車，並向一名男子揮拳，另一批人大叫「救命」。女事主和一名男子抬上客貨車。懲教署人員曾上前了解及阻止，但最後失敗而報警。警方接報後在10公里外的海洋公園萬豪酒店對開截獲涉事客貨車，並拘捕3男1女。女事主送往律敦治醫院治理。[521]
  - 患急性心衰竭急待心臟移植的4個月大女嬰芷希，獲得的由來自大陸腦幹死亡幼童的心臟，為全港首宗來自大陸的器官移植手術。不過有公立醫院外科醫生質疑是次做法是「開壞先例」，擔心影響良好聲譽。[522]
- 12月18日：
  - 財經事務及庫務局公布加強規管眾籌活動建議的諮詢文件，並展開為期3個月的公眾諮詢。文件將規管「所有公開向香港人或團體」，或身處香港的人或團體的線上、線下籌款活動，並考慮公眾利益、公眾及國家安全的風險，而眾籌網上平台亦考慮設立登記制度，指出「非法眾籌」捐款者須負刑責。[523]
  - 立法會選舉委員會界別補選舉行，由陳永光，黃錦輝，何敬康及尚海龍當選。
- 12月23日：
  - 的士司機在2012年疑遭警箍頸後亡，到2018年死因庭陪審團裁定不合法被殺。涉事警員林偉榮指死因裁判官錯誤引導陪審團，入稟高院申請司法覆核挑戰死因庭裁決。法官黃崇厚頒下判詞，指死因裁判官引導陪審團時法律上出錯，判男警勝訴，撤銷陪審團「不合法被殺」的裁決，並下令由另一死因裁判官重審案件，同事下令死者家屬須向涉案男警支付訟費。死者女兒形容，是次裁決「只有悲痛」，法官下令家屬支付訟費，等同「在喪親的傷口上撒鹽」。[524]
  - 政府官員今日舉行「搶人才」、「搶企業」措施記者會，在12月28日起推出「人才服務窗口線上平台」。勞工及福利局局長孫玉菡呼籲「愛香港這個家」的人留港發展。[525]
- 12月24日：
  - 新鴻基地產位於大埔白石角「University Hill」住宅地盤發生天秤意外，一名57歲工人負責將物件掛上天秤的吊勾上至10米高期間，突然鬆脫墜下，工人走避不及左腳被砸中，最後工人嚴重受傷，左腳需要截肢。[526]
- 12月27日：
  - 內地將於1月8日開關，加上鑑於中國的感染新型肺炎的人數急增，日本宣布12月30日起收緊針對來自內地旅客的入境措施，來自內地、香港和澳門的航班只限於東京的成田及羽田機場，以及大阪關西和名古屋中部機場升降。
  - 媒體報道12月25日聖誕節當日凌晨4時許，一名27歲女子懷疑在中環一俱樂部醉酒後遭兩名男子「撿屍」，強行挾上的士，帶到灣仔一酒店輪姦。女事主醒來後才發現自己全身赤裸。警方經調查後，拘捕兩名中年工程師，並暫控兩人各一項強姦罪，[527]
- 12月28日：
  - 李家超公布今日起大幅放寬防疫措施，包括取消疫苗通行證、撤銷密切接觸者檢疫，以及取消大部分社交距離措施如12人限聚令等，只維持口罩令。
  - 特首政策組正式成立，特首李家超委任團結香港基金高級副總裁、立法會議員黃元山出任特首政策組組長。
- 12月30日：
  - 全國人大常委會會議表決通過關於《香港國安法》第14條和第47條的解釋。涉及國安法案件如聘請不具有香港全面執業資格的海外律師擔任辯護或訴訟代理人，需取得特首發出的證明書。如果香港法院未向特首提出、並取得證明書，香港國家安全委員會應當根據《香港國安法》第14條規定，對該等情況作出判斷和決定。
  - 「香港高登討論區」有「暗網」網站聲稱可出售會員資料，已就事件通知私隱專員公署。據了解事件涉及逾30萬名用戶。
- 12月31日：
  - 全港超過1,600個的屋邨互助委員會和大廈互委會正式解散，將會由港府新成立的18區關愛隊取代。有舊樓的居民擔心未有成立業主立案法團前，大廈會堆積垃圾，影響衛生。[528]
  - 膠袋徵費加至1元以及收緊豁免範圍，包括取消豁免盛載冷凍食品、非氣密包裝膠袋。[529]

## 逝世
- 1月1日：朱子聰（70歲），配音員，生前於無綫電視粵語配音組任職。[530]
- 1月4日：張有興（99歲），香港前政界人物，首位出任市政局主席的華人，於家中安詳離世。[531]
- 1月6日：方潤華（98歲），香港商人及慈善家，協成行集團創辦人，在家人陪伴下中安詳離世。[532]
- 1月11日：古蒼梧（77歲），本名古兆申，香港文學家，被好友發現在家中離世。[533]
- 1月15日：湯偉奇（83歲），香港道教界人物，香港道教聯合會主席，因病逝世。[534]
- 1月26日：黎時煖（98歲），香港佛教界人物，香港佛教聯合會副會長，香港童軍總會名譽會長，因病逝世。[535]
- 1月27日：盧雄（74歲），本名盧鍵洪，配音員，曾於佳藝電視、商業電台等媒體任職，因腎病逝世。[536]
- 2月1日：王光耀（71歲），退休的士司機，於東龍島遊玩時拯救墮海繼女兒，不幸遇溺死亡。[537]
- 2月11日：曹景行（75歲），中國媒體人，曾任香港鳳凰衛視資訊台副台長，報人曹聚仁次子，因胃癌逝世。[538]
- 2月12日：
  - 利陸雁群（96歲），尊稱利孝和夫人，無綫電視前非執行董事，在家中逝世。[539]
  - 簡炳墀（84歲），香港政治及賽馬人物，前練馬師，曾任北區區議員及上水鄉事委員會主席，在家中逝世。[540]
- 2月18日：馮天倫（Leo Fong）（93歲），匯拳道創始人，李小龍在加州奧克蘭時期的親傳弟子，因病逝世。[541]
- 2月21日：楚原（87歲），導演兼演員，因病逝世。[542]
- 2月26日：李子文（101歲），香港音樂家、商人，通利琴行創辦人，於港安醫院病逝。[543]
- 2月28日：祝文君（55歲），女藝人，因肺癌去世。[544]
- 3月6日：施永遠（66歲），前助理廣播處長，《頭條新聞》始創人，因血壓驟降去世。[545]
- 3月7日：榮鴻慶（100歲），上海商業銀行董事，被指為香港紡織業的先驅者之一。[546]
- 3月13日：蔣震（98歲），香港工業家，震雄集團創辦人，前立法會議員蔣麗芸父親，病逝。[547]
- 3月17日：翁慧韻（72歲），香港已故著名基督教詩歌作曲填詞人，加拿大多倫多病逝。
- 3月18日：邵國華（64歲），香港電台主持人，曾創辦年青人雜誌《Yes!》，病逝。[548]
- 3月25日：謝月美（74歲），配音員及演員，曾於無綫電視粵語配音組、佳藝電視、香港電視網絡等媒體任職，於養和醫院病逝。[549]
- 3月27日：黃蝦（76歲），本名黃景洋，武指導演及演員，於瑪嘉烈醫院離世。[550]
- 4月5日：王羽（79歲），本名王正權，著名演員，曾奪台北電影節最佳男主角及金馬獎終身成就獎，於台北振興醫院病逝。[551]
- 4月11日：梁雄（90歲），本名梁富雄，資深演員，於廣華醫院逝世。[552]
- 4月14日：麥皓為（76歲），香港、新加坡電視劇演員，在新加坡家中寓所心臟病逝世。[553]
- 4月18日：陳有慶（89歲），香港商人及慈善家，亞洲金融集團原董事長。[554]
- 4月20日：趙汝強，前亞洲電視資深監製，因病離世。[555]
- 4月27日：
  - 曾江（87歲），本名曾貫一，著名演員，電視廣告「美源髮采」主角，曾奪香港電影金像獎最佳男配角，於尖沙咀九龍酒店隔離檢疫其間失去聯繫，由於曾江屬隔離人士，酒店需要聯絡衛生署後才能開門，救護員到場後證實已逝世。[556]
  - 歐陽乃沾（90－91歲），香港畫家，在家中安詳離世。[557]
- 4月29日：葉芷清（30歲），在洪水橋田廈路富安花苑某單位被25歲無業男友殺害，遺體被板車拉着在街上行走，因被途人發現揭發事件。[558]
- 5月1日：曾秀好（62歲），前香港離島區議會坪洲及喜靈洲選區議員，於議員辦事處內燒炭自殺身亡。[559]
- 5月12日：溫新強（43歲），淘大食品豉油生產綫包裝工人，於大埔廠房清潔機器時被夾着頭部及胸部重傷不治。[560]
- 5月19日：施祖祥（76歲），前憲制事務司，在家人陪伴下中安詳離世。[561]
- 5月21日：任冰兒（91歲），粵劇名伶，行內人稱「細女姐」，粵劇紅伶任劍輝堂妹，在家中安詳離世。[562]
- 5月25日：徐人心（102歲），粵劇名伶，曾與粵劇名伶任劍輝於澳門並譽「金童玉女」，於廣州逝世。[563]
- 5月27日：劉梓浩（27歲），香港沙灘排球運動員，不敵血癌離世。[564]
- 5月31日：安妮．馬登夫人（Mrs Anne Marden）（96歲），社會義工服務先驅兼慈善家，在石澳家中離世。[565]
- 6月1日：
  - 布仁立（Sir Francis Gerard Brennan）（94歲），前香港終審法院非常任法官，在澳洲家中離世。[566]
  - 關偉光（59歲），香港電台主持人，因病辭世。[567]
- 6月4日：胡法光（98歲），企業家，人稱「電梯大王」，菱電發展創辦人及前立法局議員。[568]
- 6月6日：黃駿軒（26歲），香港足球運動員，曾效力香港超級聯賽球隊理文及香港甲組聯賽球會深水埗足球隊，因墮樓身亡。[569]
- 6月8日：楊智深（59歲），香港茶學家、戲曲及電影編劇，因中風去世。[570]
- 6月9日：沈威（73-74歲），香港資深男演員，曾獲第4屆香港電影金像獎最佳男配角獎項，於九龍油麻地廣華醫院病逝。[571]
- 6月11日：藍瓊纓（79歲），港澳富商何鴻燊二房太太，因癌症於跑馬地養和醫院病逝。[572]
- 6月14日：郭志賢（64歲），夜更保安，懷疑於大嶼山昂平路一處山坡獨自遠足時墮崖，遺體於6月24日被尋回。[573]
- 6月23日：古天農（68-69歲），香港資深舞台劇演員和導演、電視及電台節目主持，曾任中英劇團藝術總監，於睡夢中離世。[574]
- 6月24日：黃傳邦（67歲），修樹工，在青山公路大欖段斜坡修樹途中，中暑死亡。[575]
- 6月29日：蘇予恩（5歲），腦癱患者，其父母將「小予恩關懷禱告組 （页面存档备份，存于）」放到社交網站上而引起香港社會的迴響。
- 6月30日：周慧賢（23歲），網紅瑜伽女教練，6月29日下午與前男友離開寓所後失去蹤影，一日後被發現在九龍站上蓋香港麗思卡爾頓酒店內死亡。[576]
- 7月2日：羅啟銳（69歲），香港導演及編劇，曾獲2010年第29屆香港電影金像獎最佳編劇獎項，因突發性心臟病逝世。[577]
- 7月3日：倪匡（87歲），香港作家、編劇及節目主持人，曾獲2012年第31屆香港電影金像獎終身成就獎，在黃竹坑香港防癌會賽馬會癌症康復中心安詳離世。[578]
- 7月8日：蕭展鴻（40歲），送貨員，於上亞厘畢道駕駛電單車運送食材失懷疑控撞，全身多處嚴重受傷，送院搶救不治。[579]
- 7月14日：陳昀煒（40歲），懲教署二級懲教助理，在石澳玩直立板期間懷疑意外墮海遇溺，遺體於晚上被尋回。[580]
- 7月17日：陳家裕（31歲），快艇船家，在大網仔對開約50米海面行駛時，從快艇跳下海中拯救一名墮海女乘客，疑遭引擎螺旋槳擊中，其後由消防救起，證實不治。[581]
- 7月21日：安安（35歲），香港雄性大熊貓，為1999年中華人民共和國中央人民政府送給香港特別行政區的禮物。7月21日香港海洋公園為其進行安樂死，終年35歲，相等於人類105歲。[582]
- 7月26日：
  - 雷穎琛（18歲），學生，疑遭網絡欺凌萌死念，在內地串流平台Bilibili直播墮樓輕生。[583]
  - 陳德明（59歲），foodpanda電單車外賣員，於秀茂坪道及順安道交界，失控與巴士迎頭相撞身亡。[584]
  - 陳莊勤（66歲），民主黨創黨成員，執業律師，大腸癌病逝。[585]
- 7月27日：巢國明（62歲），香港中小企業總商會榮譽會長兼常務顧問，選舉委員會委員（中小企業界），競爭事務委員會委員。[586]
- 7月28日：余家安，年齡不詳，著名電影美術指導，曾三次奪得香港電影金像獎最佳服裝造型設計，在家中安詳離世。[587]
- 8月6日：梁永佳（22歲），在屯門中菜館海興廚房與友人慶生後，被硬物襲擊至頭部重創昏迷，送院留醫兩日後不治。[588]
- 8月11日：張正甫（84歲），香港資深傳媒工作者，曾任亞洲電視行政總裁。香港影星蕭芳芳第二任丈夫。因胰臟癌逝世。[589]
- 8月13日：潘祖堯（80歲），香港建築師，曾任香港建築師學會會長、全國政協委員等公職。
- 8月14日：李少光（73歲），前香港政府官員，曾任香港保安局局長、廉政專員、入境事務處處長等職位。於寓所睡夢中離世。[590]
- 8月16日：魏玉筠（43歲），女保安員，在油麻地母嬰健康院關上橫趟式巨型車閘時，被突然塌下的鐵閘壓傷，其後傷重不治。[591]
- 8月28日：
  - 鄭海泉（74歲），香港銀行家，前滙豐亞太區主席及執行董事。因鼻咽癌於跑馬地養和醫院逝世。[592]
  - 方鏗（83歲），香港紡織業商人，前任香港立法會議員方剛之兄。[593]
- 9月3日：黎一鳴（5歲），男童，於深水埗劏房單位被懷有5個月身孕的母親殺害。[594]
- 9月4日：薩智生（88歲），香港伊斯蘭教界人物，香港中華回教博愛社主席。[595]
- 9月5日：張毅強（51歲），商人，疑因欠債問題於打鼓嶺坪洋村綁架撕票案中被殺害。[596]
- 9月7日：
  - 許文明（41歲），電工，於安達臣道天秤倒塌意外中死亡。[597]
  - 潘浩鈺（22歲），助理工程師，於安達臣道天秤倒塌意外中死亡。[597]
  - 徐學培（25歲），外判工程師，於安達臣道天秤倒塌意外中死亡。[597]
- 9月22日：彭華（67歲），田螺車司機，沿長沙灣荔寶路行駛期間，失控墮下連翔道天橋，與一輛校巴相撞，送院後不治。[598]
- 9月23日：蔡衍濤（94歲），製衣業商人。
- 9月25日：盧仲輝（65歲），富衡珠寶行董事長，於大嶼山摩天崖行山期間墮崖死亡。[599]
- 9月27日：譚朗賢Sheldon（5歲），神經母細胞瘤第四期患者，其父母開設「神母小戰士Sheldon」社交網站專頁而引起香港社會的迴響。[600]
- 10月5日：李怡（86歲），專欄作家、時事評論家，因病於台北市國泰醫院逝世。[601]
- 10月17日：
  - 鄭文霞（93歲），粵語片甘草演員、前香港麗的電視及亞洲電視甘草演員。於家中離世。[602]
  - 黃嘉俊（26歲），雜工，在新油麻地公眾貨物裝卸區工作首日，搬運磚頭時被壓斃。[603]
- 10月20日：靜婷（88歲），香港1950年代與60年代時期女歌手，著名的幕後代唱者，有「黃梅調歌后」之稱，因老年疾病於台灣在睡夢中自然過世。[604]
- 10月22日：李漢城（73歲），香港酒店業主聯會執行總幹事。
- 10月27日：李啟明（85歲），前勞聯主席，曾任立法會議員[605]。
- 10月28日：丘玉生（64歲），梧桐寨村塌樹意外受害人，成為自2008年8月在赤柱被倒塌大樹撃斃的19歲大學生莊頌賢後，第六名死於塌樹意外的人士。
- 11月2日：徐忠信（70歲），香港武打演員及動作指導。於屯門醫院因病搶救無效逝世。[606]
- 11月10日：余子明（78歲），資深演員，因濃痰太多、吞嚥困難入院，相隔數天不幸離世。[607]
- 11月13日：龍宗瀚（59歲），曾任大律師，為已故影星林黛獨子、民國軍閥龍雲後人，因心臟病發於睡夢中離世。
- 11月20日：梁素琴（94歲），資深粵劇及電影演員，於東區醫院安詳離世。[608]
- 11月21日：嘉玲（87歲），原名何佩英，粵語片女演員，於泰國曼谷寓所因慢性阻塞性肺病在睡夢中逝世。[609]
- 12月4日：
  - 黃煥文（58歲），香港壘球總會前副會長及前香港代表隊隊員，於九龍城天光道香港壘球總會內打壘球期間突然暈倒，送院後不治。[610]
  - 陳德輝（76歲），大坑舞火龍傳承人及總指揮。[611]
- 12月9日：文美桂（70歲），鄉事派人士暨元朗區議會當然議員，曾於元朗襲擊事件後發表言論，批評受襲示威者。
- 12月13日：Mohammad Shahzad（42歲），巴裔搭棚工人，在何文田加多利山工業意外中不幸逝世。
- 12月14日：陸偉英（55歲），鐵器工人，在油塘東源街工業意外中不幸逝世。
- 12月15日：茹開洋（37歲），維修工人，在葵涌貨櫃碼頭工業意外中不幸逝世。
- 12月16日：
  - 林桂（65歲），密斗貨車司機，在東涌裕東路交通意外中不幸逝世。
  - 賴志勇（52歲），客貨車司機，在東涌裕東路交通意外中不幸逝世。
- 12月18日：西西（85歲），原名張彥，香港作家，因心臟衰竭在醫院離世。
- 12月23日：陳萬雷（78歲），香港電影綠葉演員，在中國感染新型肺炎離世。[612]

## 其他資訊

### 民生
根據《香港01》專題回顧，2022年行山意外頻生，粗略估計至少27人命喪山上，當中約一半個案的死者是獨自行山出意外，情況令人非常憂慮。

### 活動
受到2019冠狀病毒病疫情和政府的嚴格防疫規定影響，政府和活動主辦單位宣布所有大型活動及非必要聚會要取消，當中包括農曆新年年宵市場，花車巡遊，煙花匯演，香港單車節，香港十公里錦標賽，香港馬拉松，維港渡海泳和曼聯訪港踢表演賽等活動。另外，雖然桌球大師賽及國際七人欖球賽會如期舉行，但仍然以閉環形式舉行，並規定海外來港的觀眾，必須完成7日檢疫安排才可入場觀賞比賽。
- 香港花卉展覽 2022：3月18日至4月18日（改為網上花展和18區設花圃）
- 香港書展2022：7月19日至26日
- 香港動漫電玩節2022：7月29日至8月2日
- 香港美食博覽2022：8月11至15日
- 香港世界桌球大師賽2022：10月6日至9日
- 香港國際七人欖球賽：11月4日至6日
- 工展會2022：12月9日至1月1日
- 香港單車節：12月18日

### 節慶

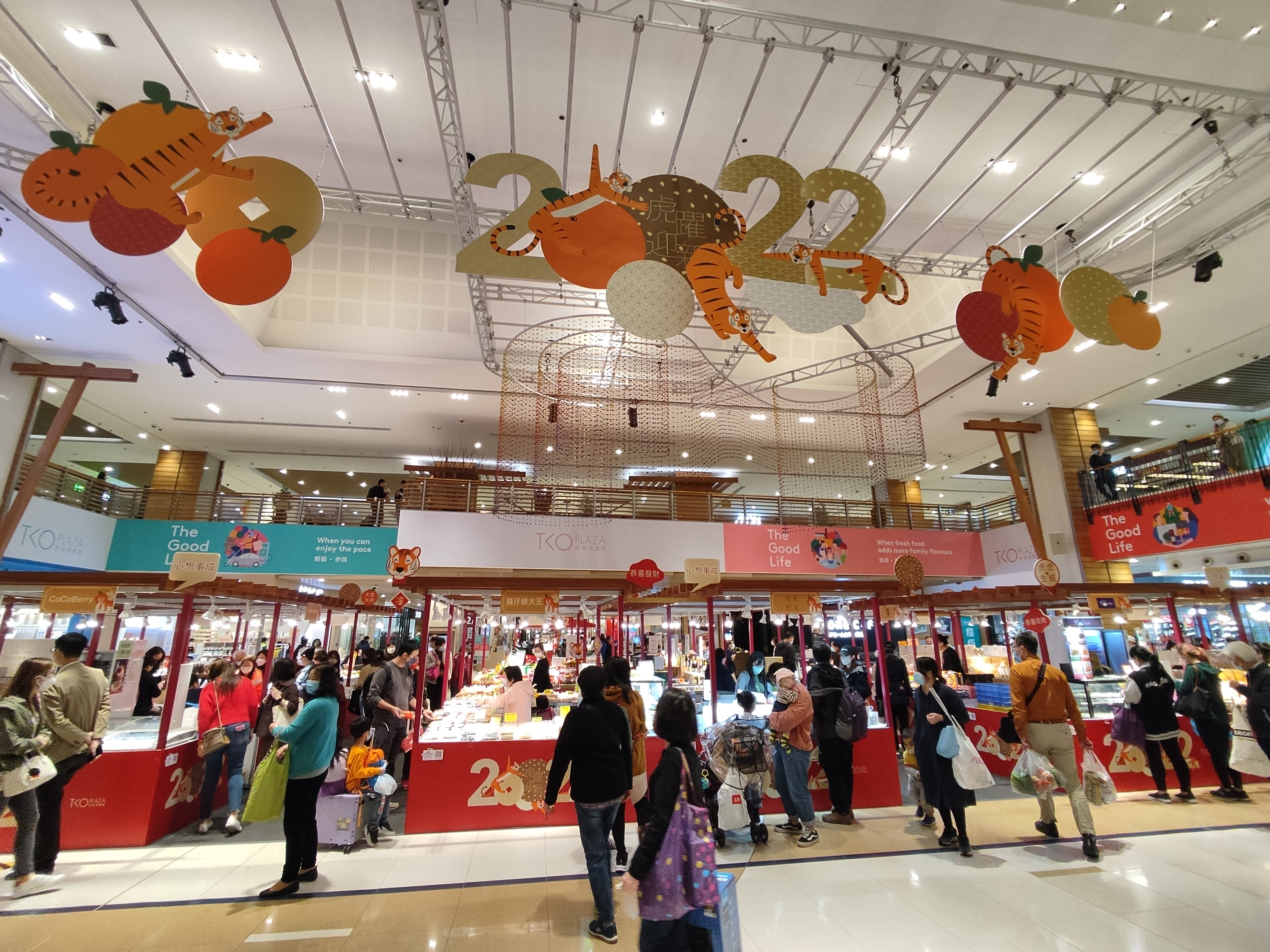
將軍澳廣場內的年宵市場

下列節慶，如無註明，均是香港的公眾假期，同時亦是法定假日（俗稱勞工假期）。有 # 號者，不是公眾假期或法定假日（除非適逢星期日或其它假期）。
- 1月1日（星期六）：元旦
- 2月1日（星期二）：農曆年初一
- 2月2日（星期三）：農曆年初二
- 2月3日（星期四）：農曆年初三
- 4月4日（星期一）：兒童節 #
- 4月5日（星期二）：清明節
- 4月15日（星期五）：耶穌受難節（是公眾假期，但不是法定假日）
- 4月16日（星期六）：耶穌受難節翌日（是公眾假期，但不是法定假日）
- 4月18日（星期一）：復活節星期一（是公眾假期，但不是法定假日）
- 5月1日（星期日）：勞動節
- 5月2日（星期一）：勞動節翌日（補5月1日）
- 5月8日（星期日）：佛誕
- 5月9日（星期一）：佛誕翌日（補5月8日，今年起新增的法定假日）
- 6月3日（星期五）：端午節
- 7月1日（星期五）：香港特別行政區成立紀念日
- 9月10日（星期六）：中秋節 #
- 9月12日（星期一）：中秋節後第二日（補9月11日）
- 10月1日（星期六）：中華人民共和國國慶日
- 10月4日（星期二）：重陽節
- 10月31日（星期一）：萬聖夜 #
- 12月22日（星期四）：冬至（是法定假日，但不是公眾假期，根據法定假日放假的機構，或會聖誕節放假，冬至不放假。部份機構或會提早下班）
- 12月24日（星期六）：平安夜#（不是公眾假期或法定假日，但部份機構或會提早下班或放假一天）
- 12月25日（星期日）：聖誕節
- 12月26日（星期一）：聖誕節後第一個周日（根據法定假日放假的機構，或會冬至放假，聖誕節不放假）
- 12月27日（星期二）：聖誕節後第二個周日（補12月25日）（是公眾假期，但不是法定假日）
- 12月31日（星期六）：公曆除夕# （不是公眾假期或法定假日，但部份機構或會提早下班或放假一天）

### 獎項

#### 萬千星輝頒獎典禮2021
| 榮譽               | 得獎人物          | 得獎節目／劇集                                                              |
| ------------------ | ----------------- | --------------------------------------------------------------------------- |
| 最佳劇集           | 不適用            | 《七公主》                                                                  |
| 最佳男主角         | 譚俊彥            | 《換命真相》                                                                |
| 最佳女主角         | 林夏薇            | 《七公主》                                                                  |
| 最受歡迎電視男角色 | 馬國明            | 《星空下的仁醫》                                                            |
| 最受歡迎電視女角色 | 李佳芯            | 《愛美麗狂想曲》                                                            |
| 最佳男配角         | 朱敏瀚            | 《換命真相》                                                                |
| 最佳女配角         | 陳自瑤            | 《寶寶大過天》                                                              |
| 飛躍進步男藝員     | 羅天宇            | - 《大步走》 - 《把關者們》 - 《十月初五的月光》 - 《青年心城之撐起青春》   |
| 飛躍進步男藝員     | 丁子朗            | - 《七公主》 - 《把關者們》 - 《兒歌金曲SUMMERFEST》 - 《2021香港小姐競選》 |
| 飛躍進步女藝員     | 姜麗文            | - 《愛·回家之開心速遞》 - 《星空下的仁醫》                                  |
| 最佳綜藝節目       | 不適用            | 《聲夢傳奇》                                                                |
| 最佳資訊及專題節目 | 不適用            | 《東張西望》                                                                |
| 最佳年度及特備節目 | 不適用            | 《2021年度香港小姐競選》                                                    |
| 最佳男主持         | 李思捷            | 《思家大戰》                                                                |
| 最佳女主持         | 陳貝兒            | 《無窮之路》                                                                |
| 最受歡迎電視拍檔   | - 林淑敏 - 許家傑 | 《愛·回家之開心速遞》                                                       |
| 最受歡迎電視歌曲   | 《聲夢傳奇》學員  | 造夢時學會飛行                                                              |
| 萬千光輝演藝大獎   | 姜大衛            | 不適用                                                                      |

#### 叱咤樂壇流行榜頒獎典禮2021
- 叱咤樂壇男歌手金獎：張敬軒
- 叱咤樂壇女歌手金獎：鄭欣宜
- 叱咤樂壇組合金獎：C AllStar
- 叱咤樂壇至尊歌曲大獎：《Ciao》RubberBand
- 叱咤樂壇至尊唱片大獎：《The Brightest Darkness》張敬軒
- 叱咤樂壇我最喜愛的男歌手：姜濤
- 叱咤樂壇我最喜愛的女歌手：鄭欣宜
- 叱咤樂壇我最喜愛的組合：MIRROR
- 叱咤樂壇我最喜愛的歌曲：《Dear My Friend,》姜濤

#### 第40屆香港電影金像獎
| 榮譽             | 得獎人物                                                  | 得獎電影           |
| ---------------- | --------------------------------------------------------- | ------------------ |
| 最佳電影         | 不適用                                                    | 《怒火》           |
| 最佳導演         | 陳木勝                                                    | 《怒火》           |
| 最佳編劇         | 歐健兒、岑君茜                                            | 《智齒》           |
| 最佳男主角       | 謝賢                                                      | 《殺出個黃昏》     |
| 最佳女主角       | 劉雅瑟                                                    | 《智齒》           |
| 最佳男配角       | 馮皓揚                                                    | 《媽媽的神奇小子》 |
| 最佳女配角       | 廖子妤                                                    | 《梅艷芳》         |
| 最佳新演員       | 王丹妮                                                    | 《梅艷芳》         |
| 最佳攝影         | 鄭兆強                                                    | 《智齒》           |
| 最佳剪接         | 彭正熙                                                    | 《怒火》           |
| 最佳美術指導     | 麥國強、王慧茵                                            | 《智齒》           |
| 最佳服裝造型設計 | 吳里璐、葉嘉茵                                            | 《梅艷芳》         |
| 最佳動作設計     | 甄子丹、谷軒昭、谷垣健治、李忠志                          | 《怒火》           |
| 最佳音響效果     | 杜篤之、吳書瑤                                            | 《梅艷芳》         |
| 最佳視覺效果     | 余國亮、林嘉樂、梁偉民、洪敏詩                            | 《梅艷芳》         |
| 最佳原創電影音樂 | 坂本龍一                                                  | 《第一爐香》       |
| 最佳原創電影歌曲 | 〈時間的初衷〉 作曲、主唱：周國賢、恒仔@ToNick 填詞：鄭敏 | 《一秒拳王》       |
| 新晉導演         | 陳健朗                                                    | 《手捲煙》         |
| 最佳亞洲華語電影 | 不適用                                                    | 《美國女孩》       |
| 專業精神獎       | 周國忠                                                    | 不適用             |
| 終身成就獎       | 許冠文                                                    | 不適用             |